# Coburg

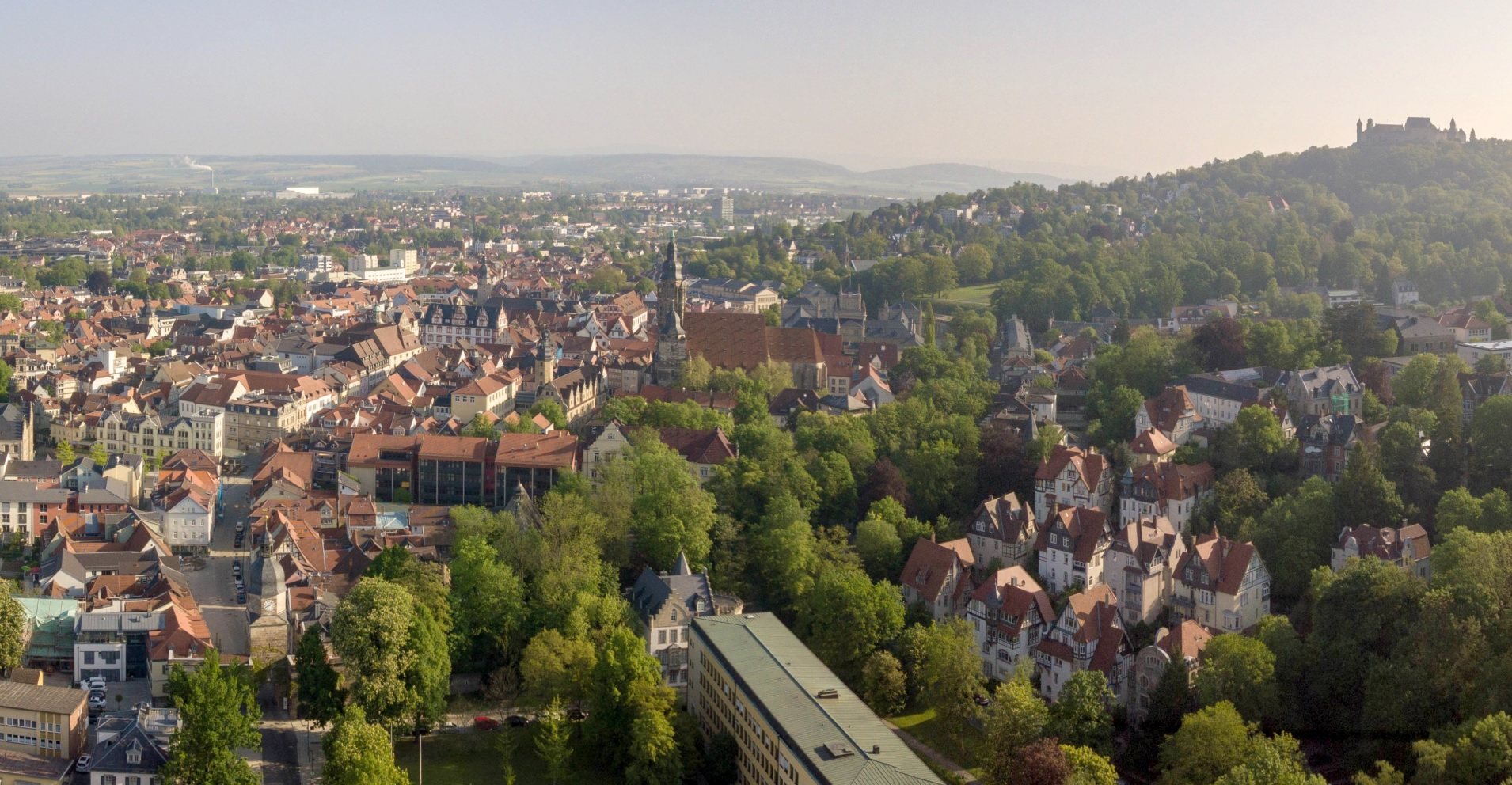
Blick über die Coburger Altstadt im Morgengrauen

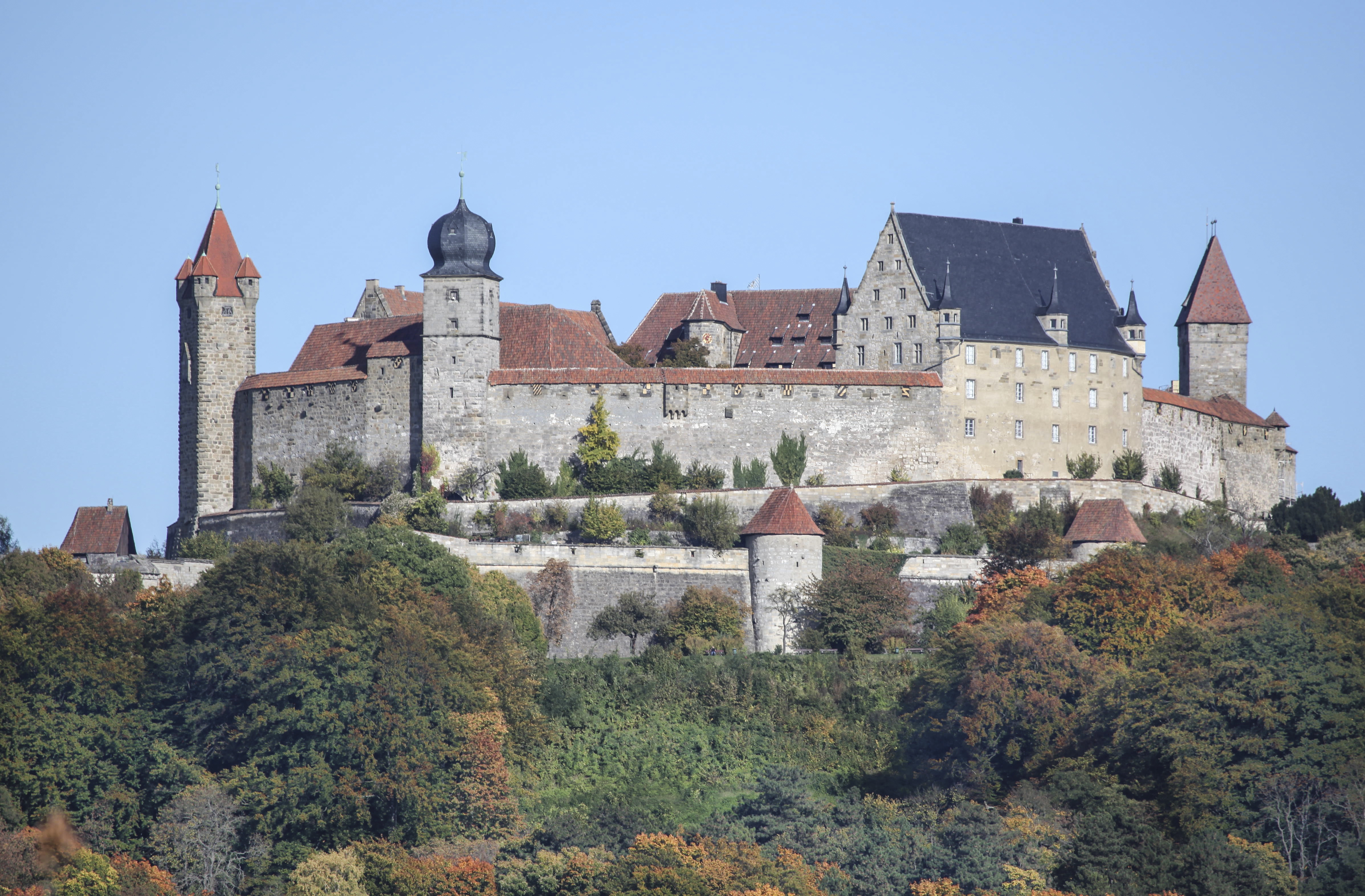
Veste Coburg

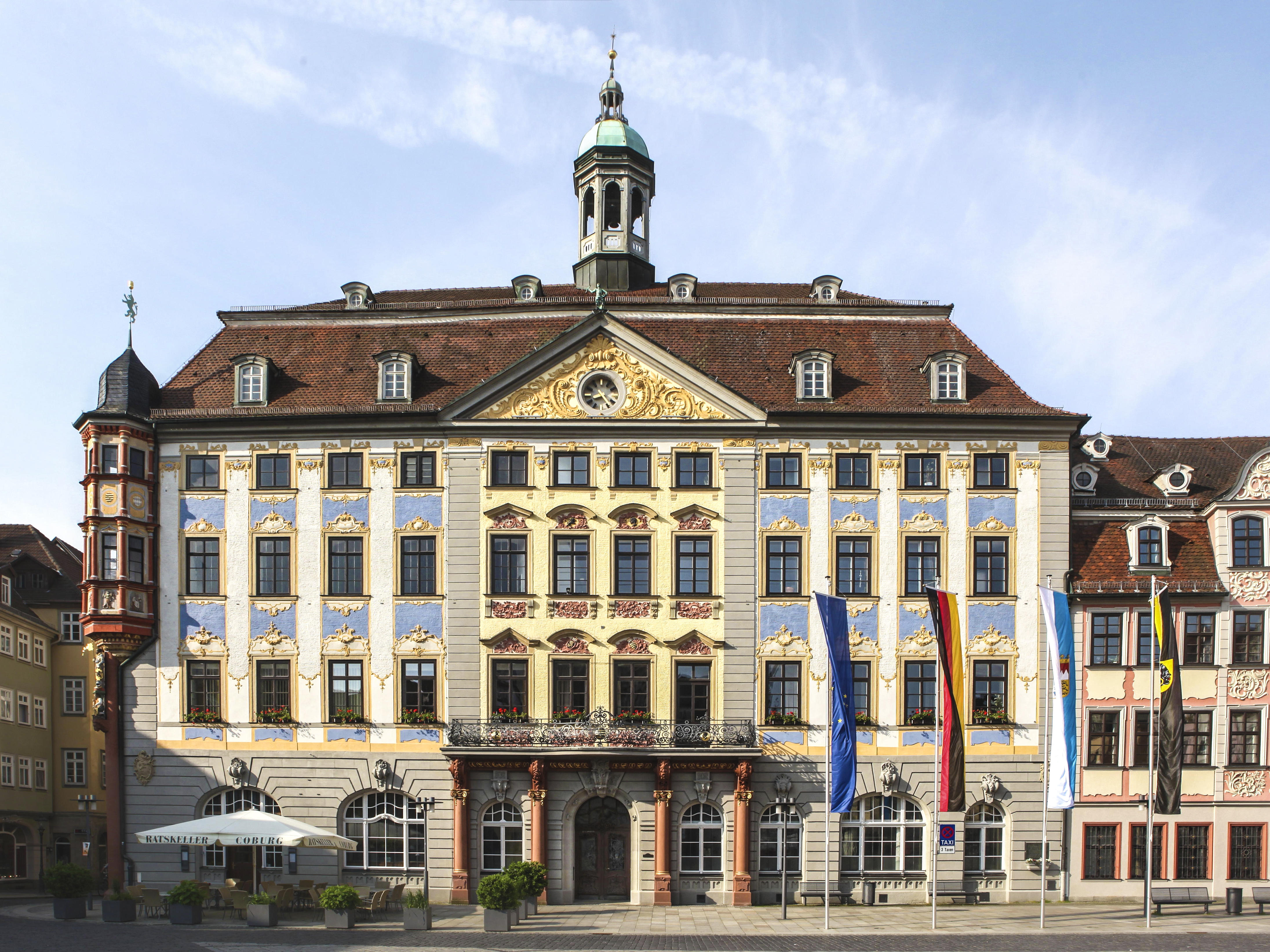
Rathaus

Coburg ([ˈkoːbʊʁk] ⓘ, außerhalb des Herzogtums im 19. Jahrhundert auch Koburg) ist eine kreisfreie Mittelstadt im bayerischen Regierungsbezirk Oberfranken und Sitz des Landratsamtes Coburg. Sie liegt im Norden der Metropolregion Nürnberg unweit der thüringischen Grenze. Vom 16./17. Jahrhundert bis 1918 war sie Residenzstadt der Herzöge von Sachsen-Coburg, von der Mitte des 19. bis Ende des 20. Jahrhunderts Garnisonsstadt. Seit 2005 führt Coburg den Beinamen Europastadt. Über der Stadt erhebt sich mit der Veste Coburg eine der größten Burganlagen Deutschlands.

## Geografie

### Lage und Überblick

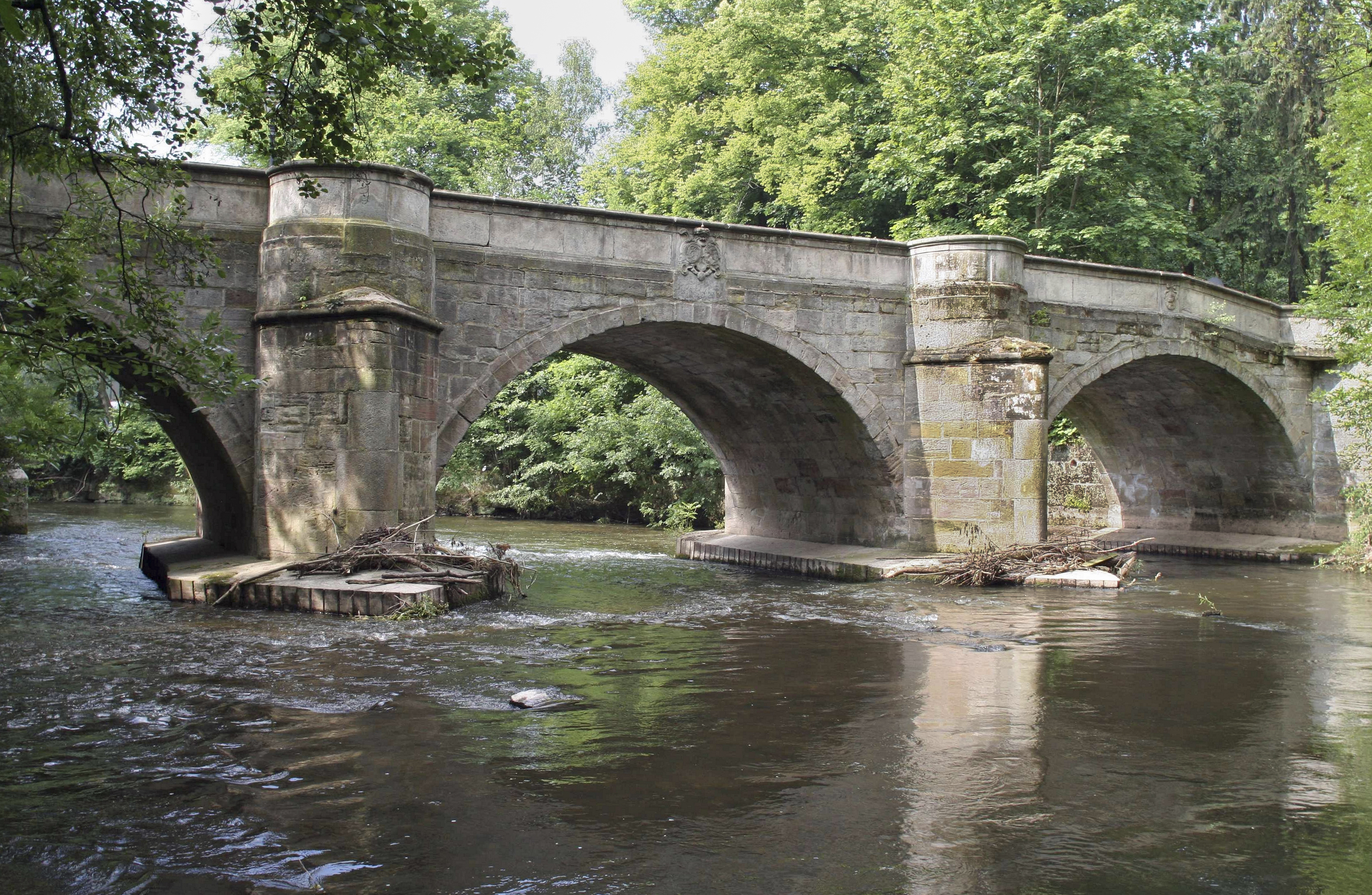
Judenbrücke von 1783

Coburg liegt zwischen dem südlichen Vorland des Thüringer Waldes, den Langen Bergen und dem Maintal und wird von der Itz durchflossen, in die innerhalb des Stadtgebietes bei der Heiligkreuzkirche die Lauter mündet. Diese vereinigt sich im Stadtteil Neuses mit der Sulz und wird in Coburg noch vom Rottenbach gespeist. Der von Cortendorf kommende Hahnfluss, ein 1967 verrohrter Mühlbach der Itz, mündet am Rand der Innenstadt bei der Judenbrücke in die Itz.
20 Brücken überspannen die Itz im Stadtgebiet. Mit dem Einzugsgebiet der Itz oberhalb Coburgs von ungefähr 346 km² kam es bis zur Errichtung des Hochwasserrückhaltebeckens Froschgrundsee im Jahre 1986 öfters zu größeren Überschwemmungen in der Stadt, insbesondere im tiefer gelegenen Bahnhofsviertel, dem ehemaligen Überschwemmungsgebiet der Itz. Letztmals trat die Itz 2003 in Coburg über die Ufer. Zur Verhinderung solcher Ereignisse wurde 2010 das Hochwasserrückhaltebecken Goldbergsee für Sulz und Lauter angestaut.
Die nächsten Großstädte sind Erfurt, etwa 80 km Luftlinie nördlich, Würzburg, etwa 90 km südwestlich, sowie Erlangen und Nürnberg, etwa 75 bzw. 90 km südlich. Die Höhenlage des Marktplatzes ist 296 m ü. NHN, die der Veste 451 m ü. NHN.

### Stadtgliederung
Coburg besteht aus der Kernstadt und zwölf weiteren Stadtteilen.
| Stadtteil                                   | Fläche km² | Einwohner 2002 | Dichte EW/km² | Einwohner 1. Januar 2011 |
| ------------------------------------------- | ---------- | -------------- | ------------- | ------------------------ |
| Coburg Mitte (Kernstadt)                    | 13,91      | 27.120         | 1.950         | 25.841                   |
| Beiersdorf (mit Callenberg)                 | 7,3        | 01.421         | 0.194         | 01.487                   |
| Bertelsdorf (mit Glend)                     | 04,00      | 01.407         | 0.352         | 01.601                   |
| Cortendorf                                  | 01,65      | 01.349         | 0.818         | 01.500                   |
| Creidlitz (mit Hambach)                     | 02,30      | 01.732         | 0.753         | 01.707                   |
| Ketschendorf                                | 01,79      | 01.517         | 0.847         | 01.635                   |
| Lützelbuch                                  | 01,00      | 00.458         | 0.458         | 00.420                   |
| Neu- und Neershof (mit Neuhof und Neershof) | 02,51      | 00.232         | 0.092         | 00.254                   |
| Neuses                                      | 02,74      | 01.720         | 0.628         | 01.644                   |
| Rögen                                       | 03,05      | 00.384         | 0.126         | 00.368                   |
| Scheuerfeld (mit Dörfles und Eichhof)       | 04,83      | 02.425         | 0.502         | 02.291                   |
| Seidmannsdorf (mit Löbelstein)              | 01,98      | 00.682         | 0.344         | 00.667                   |
| Wüstenahorn                                 | 01,23      | 02.002         | 1.628         | 01.705                   |
| Stadt Coburg                                | 48,29      | 42.449         | 0.878         | 41.120                   |

Stadtgliederung von Coburg

Zwei Drittel der Bevölkerung wohnen in der Kernstadt im Itztal. Insbesondere die äußeren Stadtteile Rögen sowie Neu- und Neershof haben noch einen stark dörflichen Charakter.

### Nachbargemeinden
Folgende Gemeinden des Landkreises Coburg grenzen im Uhrzeigersinn, beginnend im Norden, an die Stadt Coburg: Lautertal, Dörfles-Esbach, Rödental, Ebersdorf bei Coburg, Grub am Forst, Niederfüllbach, Untersiemau, Ahorn, Weitramsdorf und Meeder.

### Klima
Das Klima Coburgs ist durch die Lage zwischen dem oberen Maintal im Süden und dem Thüringer Wald im Norden gekennzeichnet. Zusätzlich wird es durch die Tallage beeinflusst. Die Sommer sind verhältnismäßig warm, milde Winter verhindert dagegen die Nähe zum Thüringer Wald.
Die Jahresmitteltemperatur liegt bei etwa 8,9 °C, die mittlere Tagestemperatur beträgt im Januar −1,4 °C und im Juli 17,2 °C. Im Mittel gibt es pro Jahr fünf heiße Tage, 36 Sommertage und 28 Eistage. Pro Jahr fallen, relativ gleichmäßig über die Monate verteilt, durchschnittlich 747 mm Niederschlag. Maxima gibt es im Juni mit 82 mm und im Dezember mit 73 mm. Niederschlag über 1,0 mm gibt es im Schnitt an jedem dritten Tag.
|                       | Jan | Feb | Mär | Apr | Mai | Jun | Jul | Aug | Sep | Okt | Nov | Dez |   |      |
| Mittl. Tagesmax. (°C) | 1   | 3   | 8   | 13  | 18  | 21  | 23  | 22  | 19  | 13  | 6   | 2   | ⌀ | 12,5 |
| Mittl. Tagesmin. (°C) | −4  | −3  | 0   | 3   | 7   | 10  | 12  | 12  | 9   | 5   | 1   | −2  | ⌀ | 4,2  |
|                       |     |     |     |     |     |     |     |     |     |     |     |     |   |      |
| Niederschlag (mm)     | 57  | 47  | 54  | 55  | 67  | 82  | 66  | 74  | 58  | 52  | 62  | 73  | Σ | 747  |
|                       |     |     |     |     |     |     |     |     |     |     |     |     |   |      |
| Sonnenstunden (h/d)   | 1,3 | 2,4 | 3,6 | 5,1 | 6,7 | 6,8 | 7,1 | 6,6 | 5,0 | 3,5 | 1,5 | 1,2 | ⌀ | 4,2  |
|                       |     |     |     |     |     |     |     |     |     |     |     |     |   |      |
| Regentage (d)         | 16  | 15  | 12  | 12  | 13  | 14  | 14  | 13  | 12  | 13  | 14  | 15  | Σ | 163  |
|                       |     |     |     |     |     |     |     |     |     |     |     |     |   |      |
| Luftfeuchtigkeit (%)  | 87  | 82  | 78  | 72  | 70  | 71  | 71  | 74  | 80  | 83  | 87  | 87  | ⌀ | 78,5 |

| −4 |

| −3 |

| 0 |

| 3 |

| 7 |

| 10 |

| 12 |

| 12 |

| 9 |

| 5 |

| 1 |

| −2 |

| −4 |

| −3 |

| 0 |

| 3 |

| 7 |

| 10 |

| 12 |

| 12 |

| 9 |

| 5 |

| 1 |

| −2 |

## Geschichte

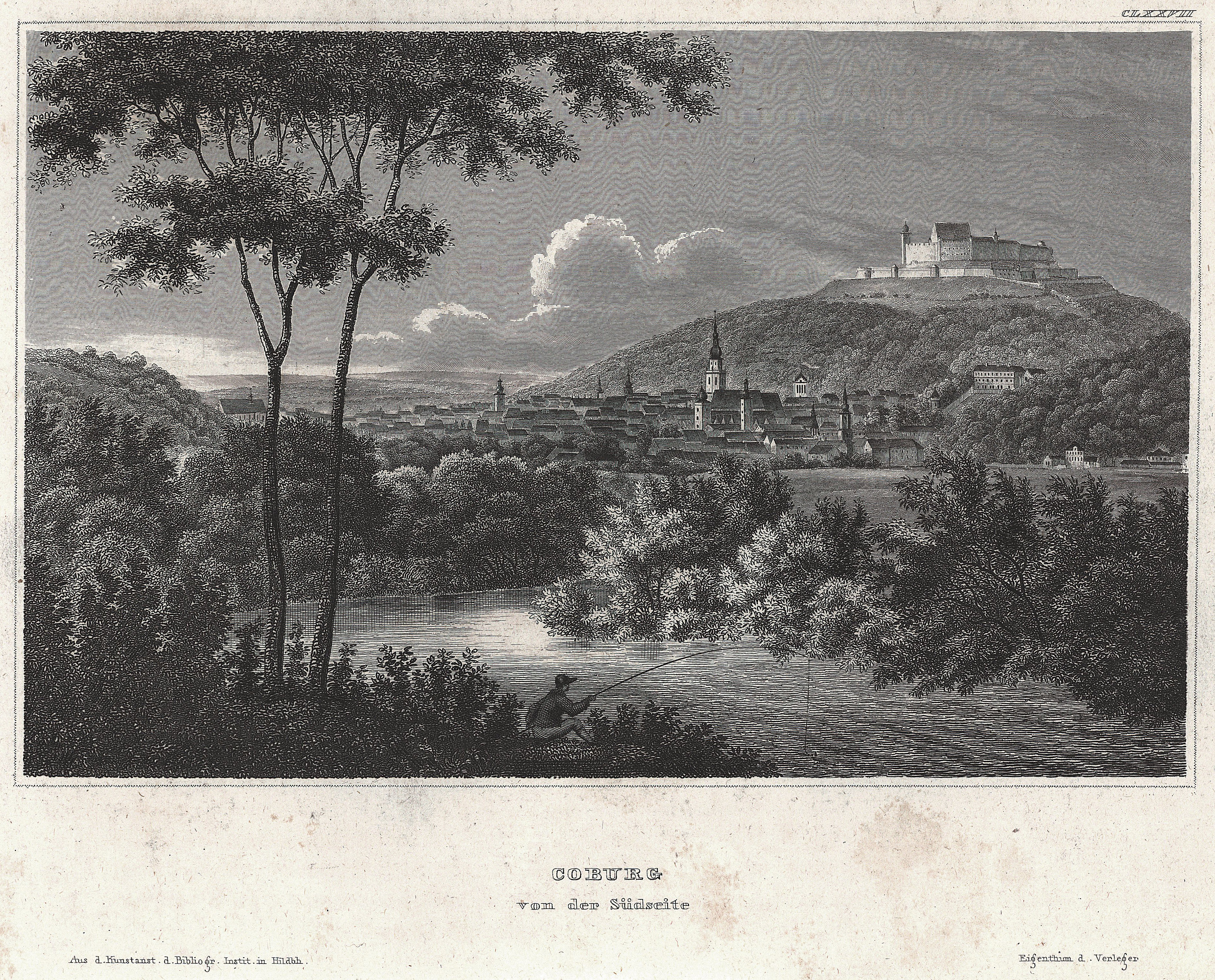
„Coburg von der Südseite“, Stahlstich 1837

### 11. bis 18. Jahrhundert
Erstmals urkundlich erwähnt wurde Coburg 1056 in einer Schenkungsurkunde der exilierten Polenkönigin Richeza an den Erzbischof Anno von Köln über das Land um Coburg. 1331 verlieh Kaiser Ludwig der Bayer Coburg das Stadtrecht und das Recht der eigenen Gerichtsbarkeit. 22 Jahre später, im Jahr 1353, erbte Markgraf Friedrich III. von Meißen und somit das Haus Wettin von dem Henneberger Grafen Heinrich die Herrschaft Coburg (Pflege Coburg). Während die Hussiten im Jahr 1430 Bereiche des Coburger Landes plünderten, wurde die Stadt Coburg nicht angegriffen. Im Stadtwappen erschien 1430 der heilige Mauritius.
1485 gehörte Coburg nach der Leipziger Teilung den Ernestinern. Da die sächsischen Kurfürsten die Reformation unterstützten, konnte diese schon bis 1524 in Coburg eingeführt werden. Im Jahr 1530 hielt sich Martin Luther ein halbes Jahr auf der Veste Coburg auf, weil er wegen der über ihn verhängten Acht nicht am Reichstag zu Augsburg teilnehmen konnte.

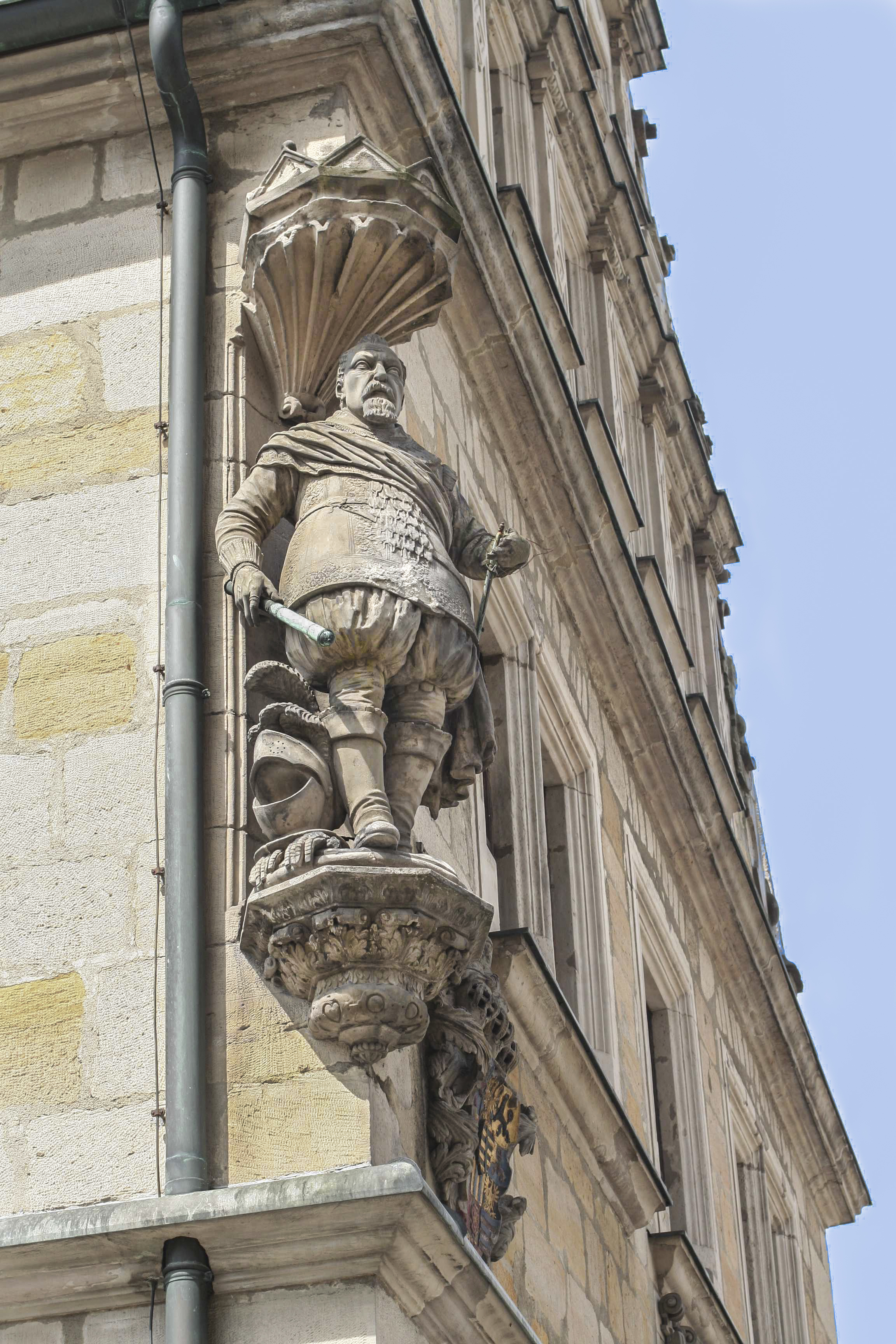
Herzog Casimir

Von 1586 bis 1633 war Coburg erstmals Residenz und Hauptstadt des selbständigen Herzogtums Sachsen-Coburg. In dieser Zeit entstanden in Coburg unter Herzog Johann Casimir einige Renaissancebauten, die noch heute das Stadtbild prägen. Nach einer Periode von 1680 bis 1699 unter Herzog Albrecht wurde Coburg 1735 abermals Residenzstadt, diesmal der Herzöge von Sachsen-Coburg-Saalfeld und ab 1826 von Sachsen-Coburg und Gotha.
Ab 1532 kam es in Coburg zu einzelnen Hexenprozessen. Während der Regierungszeit Herzog Johann Casimirs (1586–1633) sind etwa 178 Hexenprozesse nachweisbar mit intensiven Verfolgungen von 1612 bis 1619 und von 1628 bis 1632. Insgesamt gab es in Coburg und Umgebung im 16. und 17. Jahrhundert mindestens 228 Hexenprozesse.

### 19. bis 20. Jahrhundert
Anfang des 19. Jahrhunderts wurde unter Herzog Ernst I. das Residenzschloss Ehrenburg neu gestaltet. Der Schlossplatz erhielt mit dem neuen Hoftheater, den Arkaden und dem erweiterten Hofgarten sein heutiges Aussehen.
Wichtig für die Stadtentwicklung war das Jahr 1858 mit dem ersten Eisenbahnanschluss an die Werrabahn. Die Eisenbahnverbindung führte unter anderem dazu, dass in den folgenden 60 Jahren Kaiser, Zaren, Könige und Fürsten oft zum Besuch ihrer Verwandtschaft nach Coburg kamen. Unter der Regentschaft und dem Patronat des liberalen Herzogs Ernst II. wurde die Stadt um 1860 Zentrum der in Vereinen organisierten deutschen Nationalbewegung.
Am 14. November 1918 endete mit dem Rücktritt des Herzogs Carl Eduard die Monarchie. Am 30. November 1919 stimmten in einer der ersten demokratischen Volksbefragungen in Deutschland 9402 Einwohner der Stadt Coburg gegen den Zusammenschluss des Freistaates Coburg mit dem Land Thüringen und 1624 dafür. Somit kam Coburg am 1. Juli 1920 zum Freistaat Bayern.
Ab 1922 entwickelte sich Coburg zu einer Hochburg des Nationalsozialismus.
Schon 1929 erhielt die NSDAP zum ersten Mal in einer deutschen Stadt bei den Stadtratswahlen die absolute Mehrheit der Sitze. Coburg verlieh 1932 als erste deutsche Stadt Adolf Hitler die Ehrenbürgerwürde. Ab Ende der 1930er Jahre führte Coburg den Ehrentitel „Erste nationalsozialistische Stadt Deutschlands“.
Im Jahr 1925 hatte Coburg 316 jüdische Einwohner. Bei einer Einwohnerzahl von 25.707 lebten 1933 noch 233 jüdische Bürger in der Stadt. Das Gedenkbuch des Bundesarchivs für die Opfer der nationalsozialistischen Judenverfolgung in Deutschland verzeichnet namentlich 65 jüdische Einwohner Coburgs, die deportiert und größtenteils ermordet wurden.

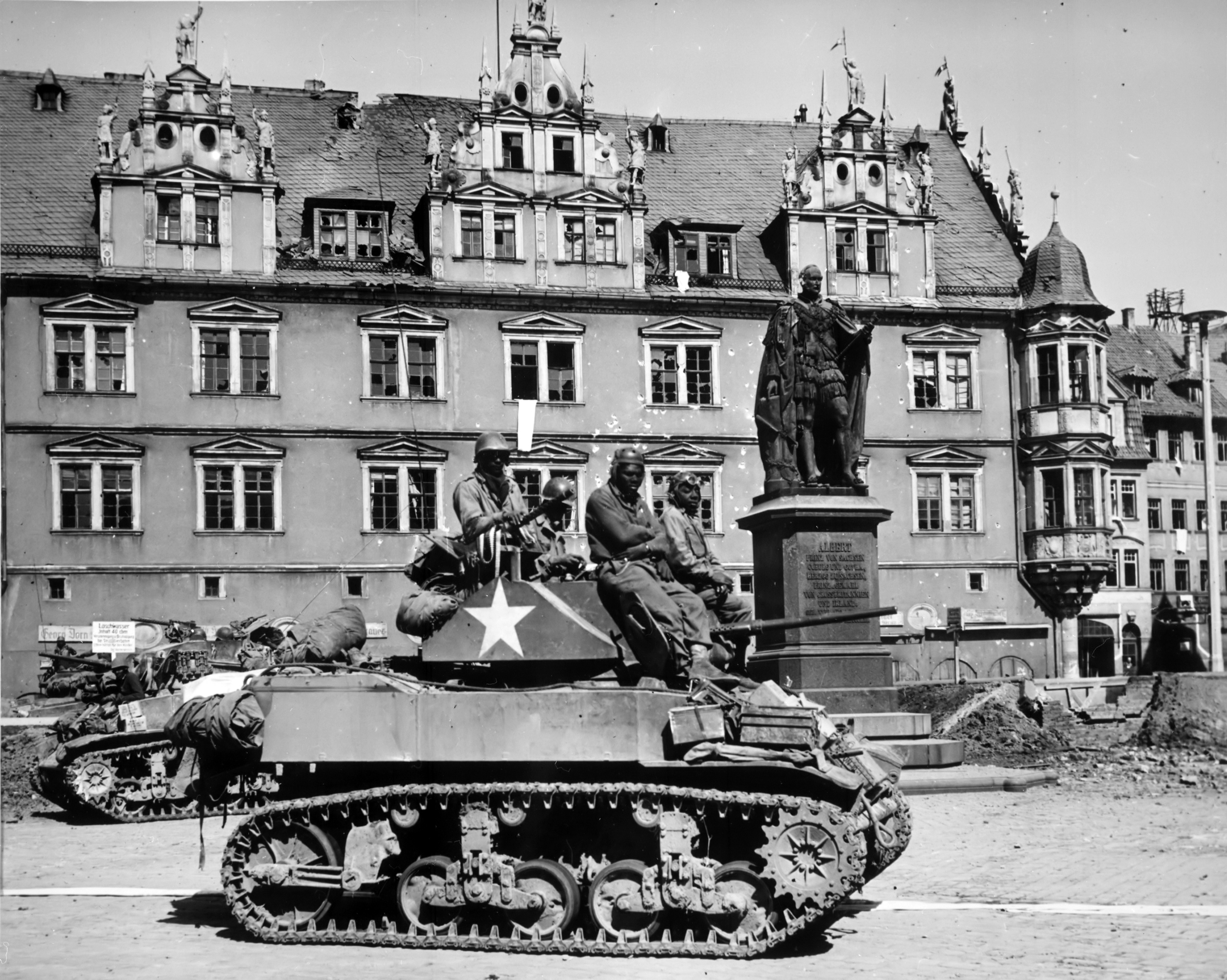
Coburg 1945

Im Zweiten Weltkrieg wurde Coburg gegen Kriegsende durch Luftangriffe und Artilleriebeschuss zu 4,1 % zerstört, insgesamt wurden 402 Wohnungen vollständig zerstört und 639 beschädigt. Die Stadt wurde am 11. April 1945 von der 11. US-Panzerdivision besetzt. Die Entscheidung für Bayern im Jahr 1919 gewann rückblickend noch einmal an Gewicht. Coburg wurde Teil der Amerikanischen Besatzungszone, während das thüringische Hinterland zur Sowjetischen Besatzungszone gehörte und bis 1989 durch die Zonengrenze bzw. ab 1949 innerdeutsche Grenze von Coburg abgeschnitten blieb. Coburg lag somit im Zonenrandgebiet.
Im Jahr 1950 verlegte die Haftpflicht-Unterstützungs-Kasse kraftfahrender Beamter Deutschlands a. G., Erfurt, die heutige Versicherungsgruppe HUK-Coburg, ihren Sitz nach Coburg. Sie ist mit rund 5.500 vor Ort tätigen Mitarbeitern (Stand 2015) größter Arbeitgeber und Gewerbesteuerzahler Coburgs, was die höchsten Gewerbesteuereinnahmen bezogen auf die Einwohnerzahl in Bayern und die fünfthöchsten in Deutschland zur Folge hat.

### Im 21. Jahrhundert
Coburgs Bedeutung für die Region hat, insbesondere durch die Wiedervereinigung Deutschlands, weiter zugenommen. Die Stadt ist Oberzentrum mit wichtiger Infrastruktur, wie Landestheater, Landesbibliothek, Klinikum und vielen verschiedenartigen Schulen, darunter vier Gymnasien. Seit dem 30. Mai 2005 führt Coburg den Beinamen „Europastadt“. Mit diesem Beinamen bezeichnen sich Städte, die sich dem Gedanken der europäischen Verständigung besonders verschreiben. 2014 wurde Coburg der Ehrentitel „Reformationsstadt Europas“ durch die Gemeinschaft Evangelischer Kirchen in Europa verliehen.

### Eingemeindungen
Am 1. Juli 1934 wurden Ketschendorf, Wüstenahorn, Cortendorf (mit dem zugehörigen Forstbezirk Coburg I Bausenberg) und Neuses bei Coburg eingemeindet, wodurch Coburg wieder Garnisonsstandort werden konnte (dafür war eine Einwohnerzahl von 30.000 notwendig). Ende der 1930er Jahre folgte die Zuordnung des rund 20 Hektar großen Geländes der Hindenburg-Kaserne auf Dörfleser Flur. Die 1970er Jahre waren durch eine größere Zahl von Eingemeindungen im Rahmen der Gemeindegebietsreform gekennzeichnet. Am Jahresanfang 1972 waren es Lützelbuch, Rögen und Seidmannsdorf (mit Löbelstein) sowie am 1. Juli Beiersdorf bei Coburg (bekannt für das Schloss Callenberg), Creidlitz und Scheuerfeld. Am 1. Juli 1976 kamen die ehemalige Gemeinde Neu- und Neershof und das Gut Neudörfles aus der Gemeinde Dörfles-Esbach dazu sowie am 1. Januar 1977 Bertelsdorf und das 1868 dorthin eingemeindete Glend. 1993 erwarb Coburg von Lautertal 105 Hektar für ein neues Baugebiet.:S. 345 Die Fläche der Stadt hat sich damit seit 1900 von 11,4 auf über 48 Quadratkilometer mehr als vervierfacht.

### Schreibweise
Außerhalb von Coburg wurde auch die Schreibweise Koburg verwendet. Ein Präsidialerlass der Regierung von Oberfranken vom 30. Oktober 1920 legte als Schreibweise des Namens der Stadt Coburg fest.:S. 74

## Religion

### Historischer Überblick
Der Coburger Raum gehörte seit der Christianisierung Frankens und Thüringens, wohl erstmals um 768, bis zur Einführung der Reformation 1524 zum Bistum Würzburg.
Danach war die Stadt über vier Jahrhunderte eine fast ausschließlich protestantische Stadt. Vorherrschend war das lutherische Bekenntnis. 1910 waren über 96 Prozent der Bevölkerung Mitglied der evangelischen Landeskirche. Oberhaupt der Landeskirche war der jeweilige Herzog von Sachsen-Coburg als „summus episcopus“. Er ernannte unter anderem die Kirchenregierungen. Die geistliche Leitung hatten die Superintendenten mit Sitz in Coburg. Nach der Vereinigung Coburgs mit Bayern schloss sich 1921 die Evangelische Landeskirche Coburg der Evangelischen-Lutherischen Landeskirche Bayerns an. Coburg ist Sitz eines Dekanats, das mit über 76.129 Mitgliedern (2008) zu den größten in Bayern zählt.
Römisch-katholische Gemeindeglieder zogen spätestens im 18. Jahrhundert wieder in die Stadt. Ab 1802 war es ihnen gestattet, Gottesdienste abzuhalten, zuerst in einem Zimmer in der Ketschengasse 1, ab 1806 in der Nikolaus-Kapelle. 1860 erhielten die zirka 600 Katholiken unter der Protektion von Prinz August von Sachsen-Coburg-Koháry den Kirchenneubau St. Augustin als eigene Kirche. 1826 wurde die Pfarrei aus dem Bistum Würzburg in das Erzbistum Bamberg eingegliedert.
Neben den beiden großen Kirchen gibt es heute auch Gemeinden, die zu Freikirchen gehören, darunter die Evangelisch-Freikirchliche Gemeinde (Baptisten), die Adventgemeinde (Siebenten-Tags-Adventisten) und die Christengemeinschaft. Ferner sind eine neuapostolische Gemeinde, eine alt-katholische Pfarrgemeinde in der St.-Nikolaus-Kapelle, die Kirche Jesu Christi der Heiligen der Letzten Tage und die Zeugen Jehovas in Coburg vertreten. Schon 1321 wurde die villa Judaeorum (jüdische Vorstadt) erstmals vermerkt. Eine jüdische Gemeinde mit Synagoge gibt es seit 1941 nicht mehr. Im Jahr 2006 bestanden in Coburg drei Gebetshäuser muslimischer Gemeinden.

### Konfessionsstatistik
Gemäß dem Zensus 2011 waren 53,3 % der Einwohner evangelisch, 19,8 % römisch-katholisch; 26,9 % gehörten einer anderen oder keiner öffentlich-rechtlichen Religionsgesellschaft an, oder es lag keine Angabe zu einer öffentlich-rechtlichen Religionsgesellschaft vor. Gemäß dem Zensus 2022 waren (Stand 2022) 41,3 % der Einwohner evangelisch, 16,2 % katholisch und 42,5 % waren konfessionslos, gehörten einer anderen Glaubensgemeinschaft an oder machten keine Angabe. Mit Stand Jahresende 2024 waren 36 % der Einwohner evangelisch, 16 % katholisch und 48 % waren konfessionslos, gehörten einer anderen Glaubensgemeinschaft an oder machten keine Angabe.

## Bevölkerungsentwicklung

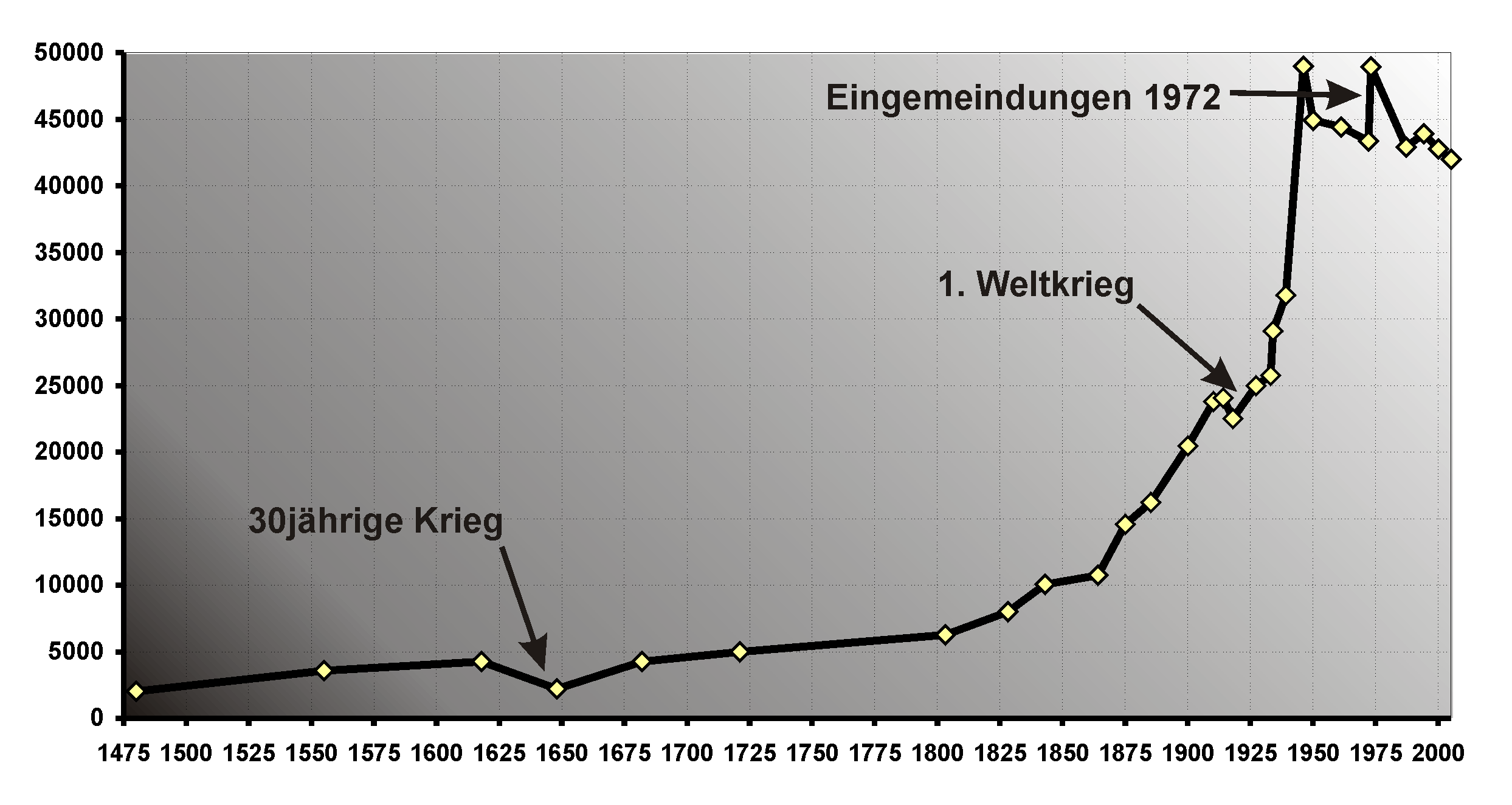
Entwicklung der Einwohnerzahl Coburgs

Im Jahr 1480 lebten in der Stadt 2.000 Einwohner. Erst im Laufe des 19. Jahrhunderts nahm die Einwohnerzahl stärker zu und erreichte 1843 10.000. Von 1864 bis 1875 wuchs die Stadt um fast 4.000 Einwohner auf 14.570, was einem Wachstum von 37 Prozent entsprach. Anfang 1900 betrug die Anzahl der Bürger 20.460. Trotz eines Rückgangs der Einwohnerzahl um etwa 10 Prozent nach dem Ersten Weltkrieg lebten 1927 über 25.000 Personen in der Stadt. Durch die ersten Eingemeindungen 1934 ergab sich ein Sprung um ungefähr 10 Prozent auf 29.000 Einwohner; der Höchststand war 1946 mit 50.000 Einwohnern erreicht, davon waren ungefähr 15.000 Flüchtlinge. Seit dem Ende des 20. Jahrhunderts (42.800) ist die Einwohnerzahl stetig leicht gesunken. 2009 war die Einwohnerzahl erstmals seit 1990 wieder etwas gestiegen und betrug 41.450. Ende 2018 hatte die Stadt 41.249 Einwohner.
2.634 Ausländer 6,4 % der Gesamteinwohner, lebten im Jahr 2008 in der Stadt. Zum 31. Dezember 2019 waren von insgesamt 41.206 Einwohnern 4.780 Ausländer, d. h. 11,5 %.

## Politik

### Stadtrat
Der Stadtrat Coburgs besteht aus dem Oberbürgermeister und der von der Gemeindeordnung vorgeschriebenen Anzahl von 40 Stadtratsmitgliedern. Der Oberbürgermeister wird direkt und wie der Stadtrat auf die Dauer von sechs Jahren gewählt.
Nach der Kommunalwahl vom 2. März 2008 stellte die SPD 16 Stadträte, die CSU hatte noch 9 Vertreter, nachdem am 17. Februar 2009 ein Stadtrat die Fraktion verlassen hatte. Am 13. April 2007 gaben sieben CSU-Stadträte bekannt, die Fraktion wegen unüberwindbarer Differenzen zu verlassen und eine eigene Fraktion zu gründen: Die Wählervereinigung Christlich-Soziale Bürger stellte nach der Wahl 2008 vier Stadträte. Drei Vertreter stellten Bündnis 90/Die Grünen, mit je zwei Mandaten waren die Freie Wählergemeinschaft Coburg sowie die FDP vertreten. Je ein Stadtrat kam von der ÖDP und den neuen Gruppierungen JUnge COburger (getragen von der Jungen Union Coburg-Stadt) sowie Bürger bewegen Coburg. Die Freie Wählergemeinschaft benannte sich im September 2009 in Wählergemeinschaft Pro Coburg e. V. um.
Nach der Kommunalwahl vom 16. März 2014 stellte die SPD 14 Stadträte, die CSU 10, Bündnis 90/Die Grünen und die Christlich-Sozialen Bürger Coburg je 4, die Wählergemeinschaft Pro Coburg 3 und JUnge COburger je 2 und die FDP, DIE LINKE und die ÖDP je 1 Stadtrat. Am 13. Februar 2015 gaben drei SPD-Räte bekannt, aus ihrer Fraktion auszutreten und sich mit dem Stadtrat der Linken zur neuen Fraktion „Sozial und Bürgernah für Coburg“ zusammenschließen. Am 6. März 2015 wurde bekannt, dass sich die beiden Stadträte der Jungen Coburger der CSU-Fraktion anschließen, die nunmehr zwölf Mitglieder zählte und somit zur stärksten Fraktion wurde. Die Sitzverteilung lautete nunmehr CSU/JUCO: 12, SPD: 11, Bündnis 90/Die Grünen: 4, CSB: 4, SBC: 4, WPC: 3, FDP: 1, ÖDP: 1.
Die Kommunalwahl am 15. März 2020 führte zum rechts dargestellten Ergebnis und daraus zu folgender Sitzverteilung im Coburger Stadtrat:
| Partei / Liste                                | Sitze   |
| Sozialdemokratische Partei Deutschlands (SPD) | 9 Sitze |
| Christlich-Soziale Union in Bayern (CSU)      | 8 Sitze |
| Bündnis 90/Die Grünen (Grüne)                 | 6 Sitze |
| Wählergemeinschaft Pro Coburg (WPC)           | 5 Sitze |
| JUnge COburger e. V. (JUCO)                   | 3 Sitze |
| Christlich-Soziale Bürger (CSB)               | 3 Sitze |
| Freie Demokratische Partei (FDP)              | 2 Sitze |
| Alternative für Deutschland (AfD)             | 1 Sitz  |
| Die Linke                                     | 1 Sitz  |
| Ökologisch-Demokratische Partei (ÖDP)         | 1 Sitz  |
| Coburger Liste (CL)                           | 1 Sitz  |

### Erste Bürgermeister, Oberbürgermeister
- 1846–1865: Leopold Oberländer
- 1865–1896: Rudolf Muther
- 1897–1924: Gustav Hirschfeld
- 1924–1931: Erich Unverfähr, parteilos
- 1931–1934: Franz Schwede, NSDAP
- 1934–1937: Otto Schmidt, NSDAP
- 1937–1938: Wilhelm Rehlein, NSDAP
- 1938–1945: August Greim, NSDAP
- 1945, kommissarisch: Alfred Sauerteig
- 1945, kommissarisch: Eugen Bornhauser
- 1945–1948: Ludwig Meyer, SPD
- 1948–1970: Walter Langer, FDP
- 1970–1978: Wolfgang Stammberger, SPD
- 1978–1990: Karl-Heinz Höhn, parteilos (unterstützt von der CSU)
- 1990–2014: Norbert Kastner, SPD (1990 mit 30 Jahren jüngster OB Deutschlands)
- 2014–2020: Norbert Tessmer, SPD
- seit 2020: Dominik Sauerteig, SPD[31]

Logo der Stadt Coburg

### Siegel, Wappen, Motto

Coburgs Wappen während der NS-Zeit 1934–45

| Wappen der kreisfreien Stadt Coburg | Blasonierung: „In Gold ein schwarzer Mohrenkopf mit goldenem Ohrring.“ |
| Wappen der kreisfreien Stadt Coburg | Wappenbegründung: Siegelabdrücke von 1272 stellten eine gezinnte Mauer mit Turm, ein Haus und die Henneberger Henne dar. Nach der Übernahme der Stadtherrschaft durch die Wettiner 1353 erscheint auf einem gevierten Schild je zweimal der Meißner und der Thüringer Löwe. Das heutige Stadtwappen stellt den Stadtpatron, den Heiligen Mauritius, dar, der gemäß der christlichen Tradition spätestens seit dem Hochmittelalter im Erscheinungsbild eines Schwarzafrikaners verehrt wird. Mauritius gilt als Anführer der Thebaischen Legion und Kämpfer für den christlichen Glauben, der die Heilige Lanze mit sich geführt haben soll. Sein Abbild befindet sich auf Coburger Münzen und einer Silberpunze des 14./15. Jahrhunderts, seit dem 16. Jahrhundert mit den noch gültigen Farben auf Urkunden. In der Zeit des Nationalsozialismus wurde 1934 das historische Wappen gegen ein Schwert mit Hakenkreuz im Knauf auf einem von Schwarz und Gold gespaltenen Schilde ausgetauscht. Seit Bekanntmachung am 1. Mai 1945 und Zustimmung des vorläufigen Stadtausschusses am 6. August 1945 zeigt das Stadtwappen wieder ein Mohrenhaupt zu Ehren des Hl. Mauritius, zunächst in unterschiedlichen Gestaltungen, ab 1974 in der heutigen Form. |

Im Juni 2020 initiierten zwei Aktivistinnen eine Petition an Oberbürgermeister Dominik Sauerteig zur Änderung des Stadtwappens mit dem Mohren, das sie als rassistisches Relikt der Kolonialzeit beschrieben. Der Kulturwissenschaftler und ehemalige Stadtheimatpfleger Hubertus Habel bezeichnete die Übernahme des Kopfes des Heiligen Mauritius ins Stadtwappen als Zeichen einer immensen Hochachtung und keiner Abwertung.
Seit den 1990er Jahren hat Coburg den Leitspruch „Werte und Wandel“.

### Städtepartnerschaften
Coburg hat sechs aktive Städtepartnerschaften:
- Im Jahr 1951 wurde Garden City in den Vereinigten Staaten die erste Partnerstadt, nachdem es dazu die Initiative aus Gründen der Völkerverständigung ergriffen hatte. Die Städtepartnerschaft wurde zum 31. März 2017 aufgelöst, da im Zeitraum von eineinhalb Jahren kein Kontakt mit Vertretern der Stadt und des Partnerschaftsvereins zustande kam.
- Die zweite Partnerschaft entstand 1972 mit Oudenaarde in Belgien.
- Erste Partnerschaftsbestrebungen mit der Stadt Niort in Frankreich 1971 waren zunächst vergebens, aber drei Jahre später erfolgreich.
- 1977 wurde Gais in Italien, das seit 1971 eine Patenschaft mit dem späteren Stadtteil Lützelbuch hatte, nach dessen Eingemeindung Partnergemeinde von Coburg.
- Die Isle of Wight (Vereinigtes Königreich) folgte 1983 als fünfte Partnerschaft.
- Die sechste Partnerschaft wurde 1997 mit dem kanadischen Namensvetter Cobourg eingegangen, nachdem Coburg schon 1972 die ersten Vorschläge dafür gemacht hatte.
- 2019 schloss Coburg mit der US-amerikanischen Stadt Toledo eine weitere Städtepartnerschaft.[37]

## Kultur und Sehenswürdigkeiten

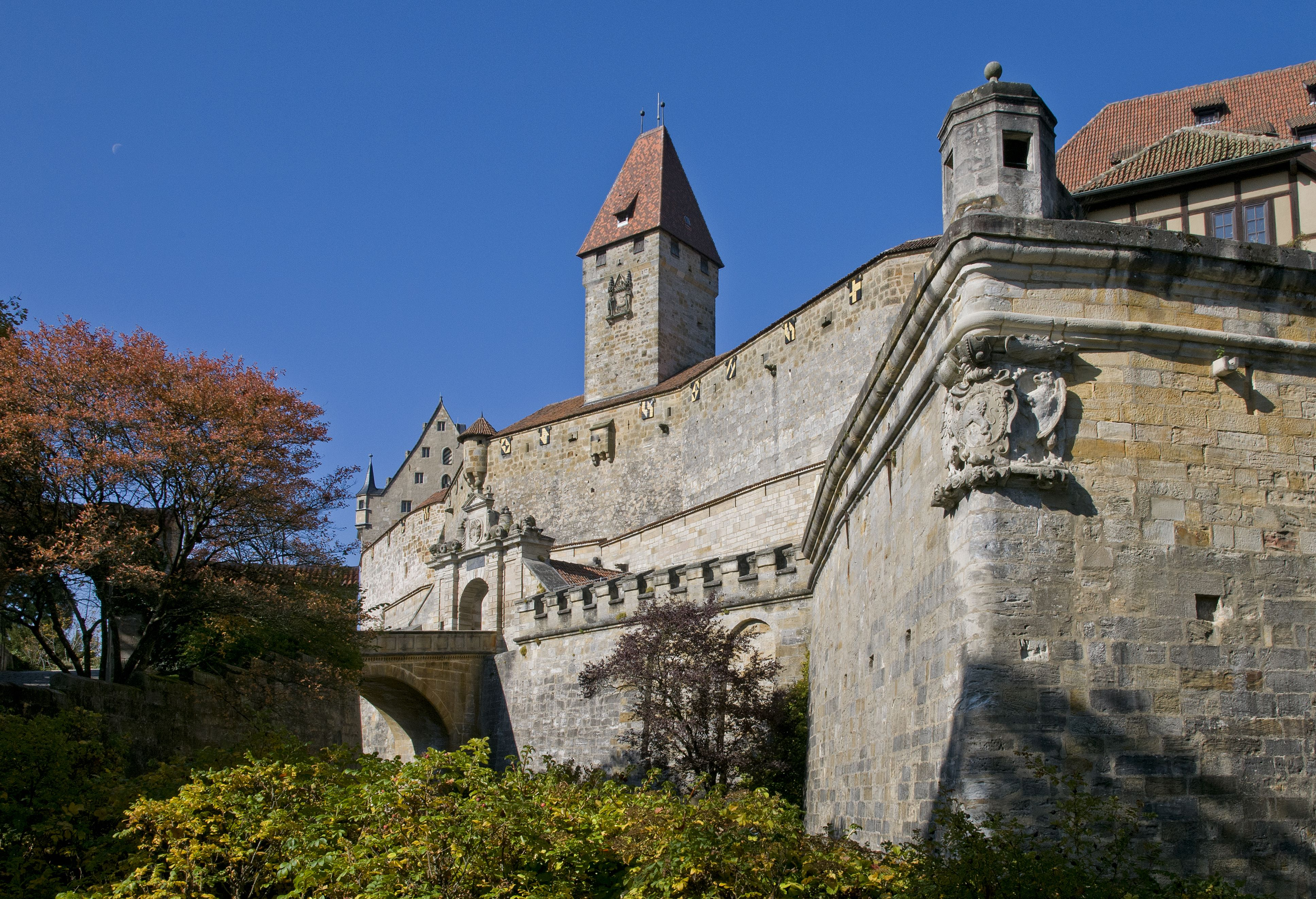
Veste Coburg
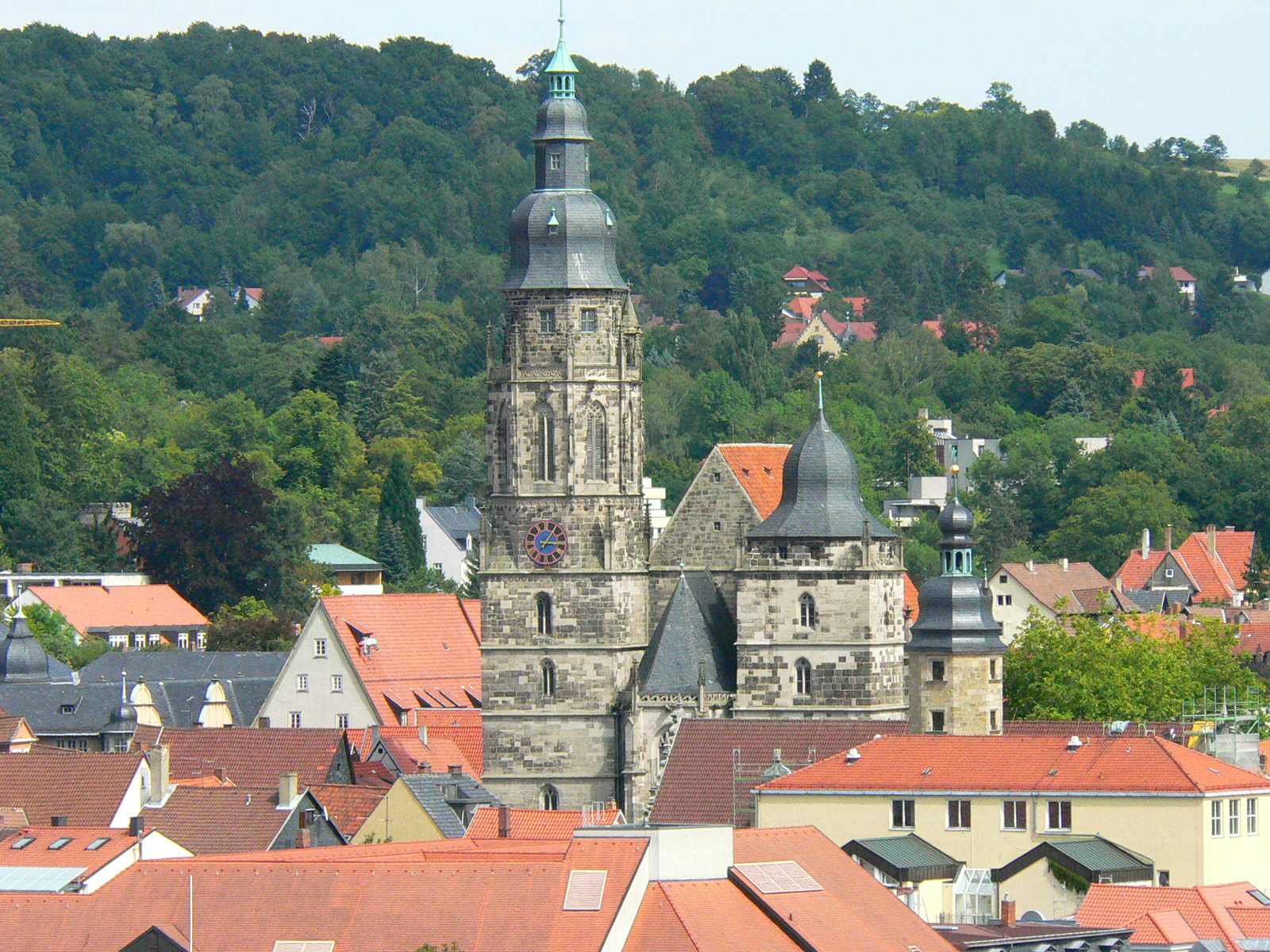
Morizkirche
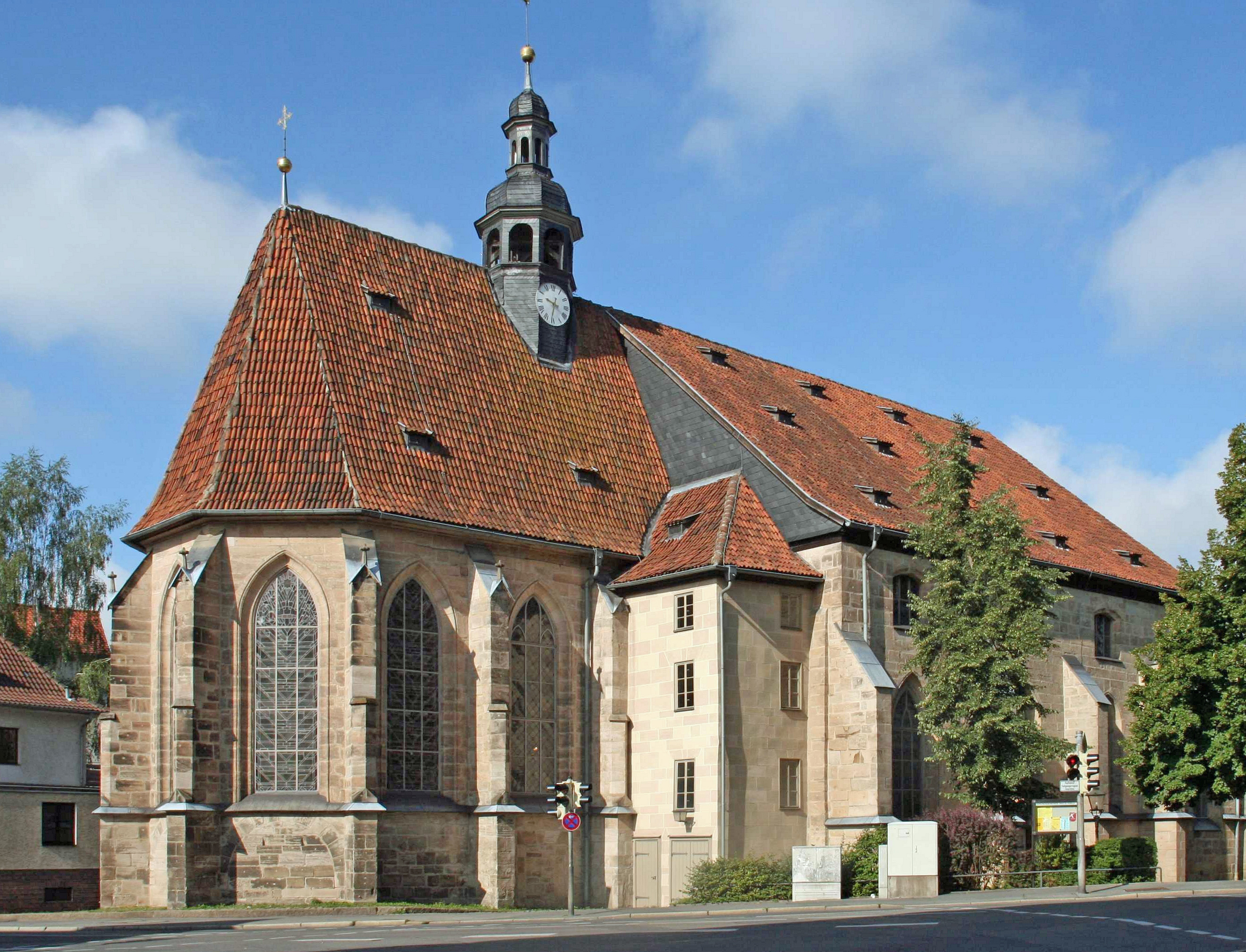
Heilig-Kreuz-Kirche
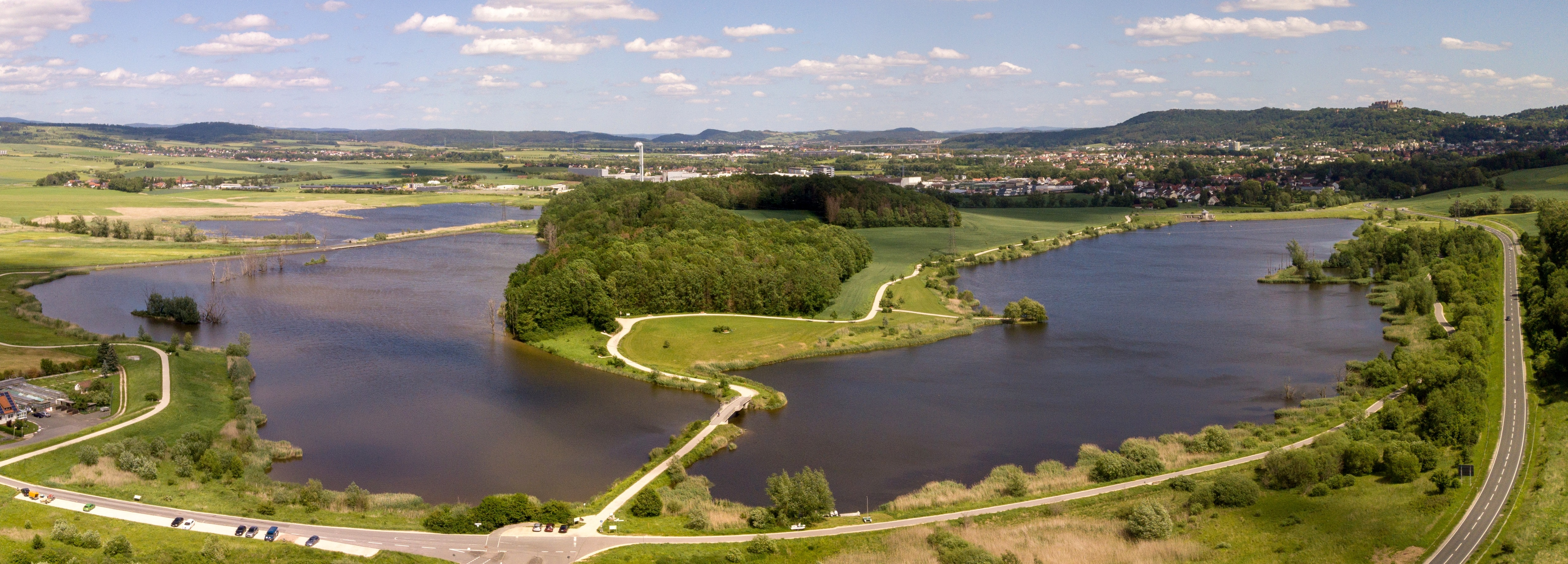
Goldbergsee im Nordwesten Coburgs

### Theater

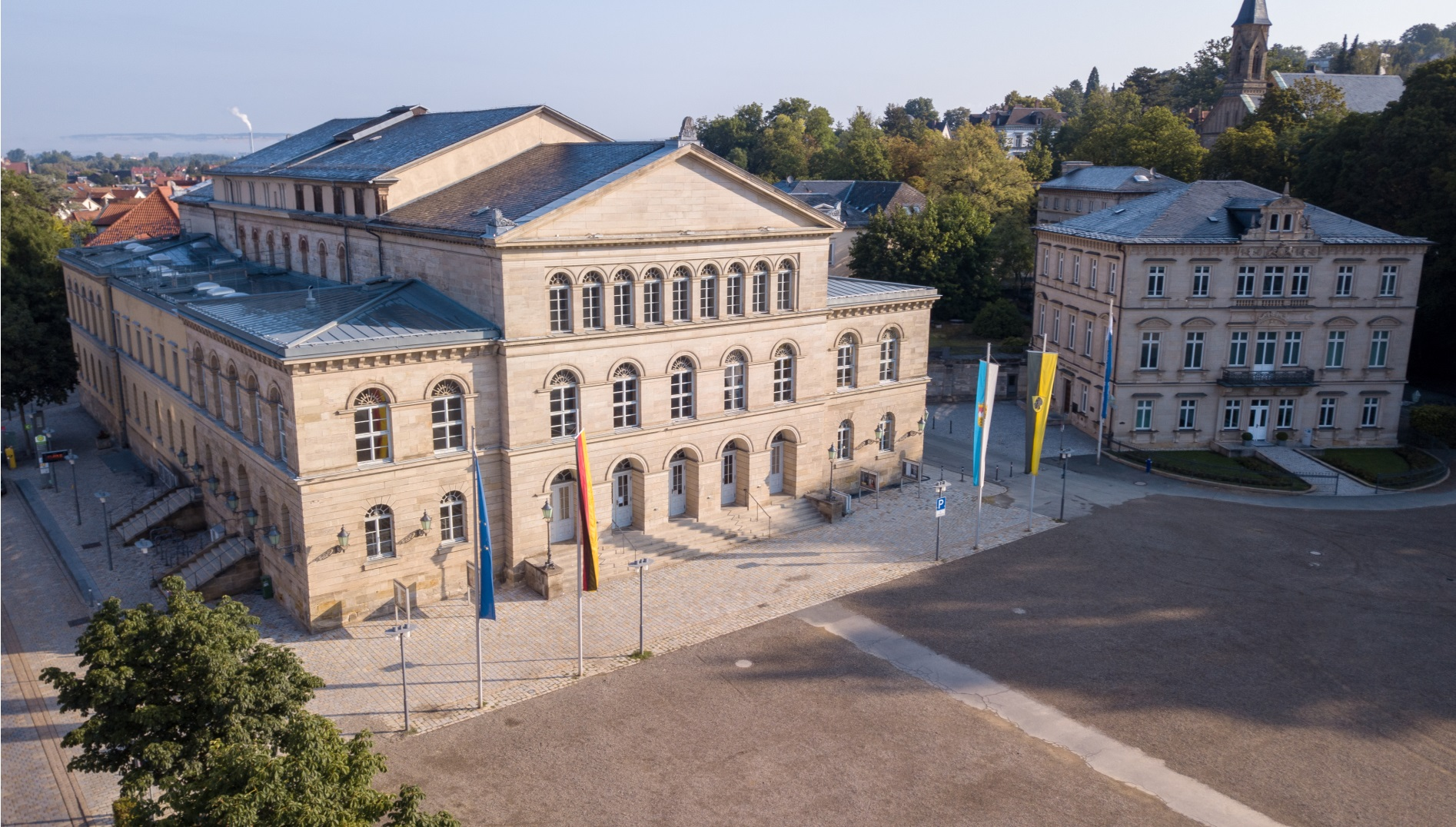
Landestheater und Palais Edinburgh

Das Gebäude des Landestheaters Coburg wurde in den 1840ern von Herzog Ernst II. als Hoftheater erbaut. Ein nahezu gleiches Theater wurde zur selben Zeit in Gotha errichtet (im Zweiten Weltkrieg zerstört). Das Landestheater steht im Gebäudeensemble des Schlossplatzes. Das mehrteilige klassizistische Bauwerk enthält neben dem Zuschauerraum auch einen Spiegelsaal. Aufgrund der Mitfinanzierung (40 %) durch den Freistaat Bayern kann es auch als drittes bayerisches Staatstheater bezeichnet werden. Es ist ein Drei-Sparten-Theater (Oper/Operette, Schauspiel, Ballett) und hat im Großen Haus 550 und in der ehemaligen Reithalle 99 Sitzplätze. Als Ersatzspielstätte für den mehrjährigen Zeitraum von Umbau- und Sanierungsmaßnahmen wurde bis 2023 das Globe Coburg errichtet; seit Juni 2023 ist das Gebäude des Landestheaters für die Zeit der Sanierung geschlossen.

### Filmkunst
Sowohl die Produktion von Filmen als auch deren Aufführung hat in Coburg eine lange Tradition.

#### Kinos
Die Stadt hatte zwischen 1920 und 1975 bis zu sieben Lichtspielhäuser (Union-Theater, Atelier im UT (Eröffnung am 2. Mai 1974), Central-Lichtspiele, Passage-Lichtspiele unter Leitung von Werner Gutmann, Burgtheater, Casino, Kali unter Leitung der Familie Heublein). Heute gibt es das Multiplexkino Utopolis mit neun Sälen. Dafür wurde 2001 das frühere Union-Theater abgerissen, das 1919 im Saalbau der ehemaligen Vereinsbrauerei eröffnet worden war. Das im Jahr 1900 errichtete Jugendstilgebäude wurde Anfang der 1930er Jahre umgebaut und auf 600 Sitzplätze erweitert. Eine der Auflagen für den Neubau des Kinocenters war die Beibehaltung der großzügigen Freitreppenanlage, wobei die aufwendigen Sandsteinumfassungen der ehemaligen Treppe verloren gingen.

#### Coburg als Filmkulisse
In und um Coburg entstanden viele Film- und Fernsehproduktionen, wie zum Beispiel Das kleine Hofkonzert (1944), Es geschah am 20. Juli (1955), Die Ehe der Maria Braun (1978), Der Flieger (1986) oder Luther (2003).

### Lokale Medien
Coburg hat zwei Tageszeitungen, das 1886 gegründete Coburger Tageblatt, seit 2003 eine Regionalausgabe der Zeitung Fränkischer Tag aus Bamberg, und die 1946 gegründete Neue Presse, die seit 1986 mehrheitlich zur Mediengruppe Süddeutscher Verlag gehört. Die beiden lokalen Radiosender sind Radio 1 und Radio Galaxy Coburg. Letzterer ist eine lokale Station des jugendorientierten Radios Galaxy. Der lokale Internet-TV-Sender ITV-Coburg stellt nahezu täglich Beiträge ins Netz.

### Bauwerke

#### Überblick
Coburg hat eine gut erhaltene Altstadt, die durch noch vorhandene Teile der Stadtmauer mit Juden-, Ketschen- und Spitaltor begrenzt ist. Die Stadt ist reich an sehenswerten Bauwerken, Brunnen, Gedächtnisstätten und historischen Ensembles, Bodendenkmälern, Flurdenkmälern und Gartendenkmälern. Repräsentative Villen stehen unter anderem auf den angrenzenden Berghängen.

#### Veste Coburg
Die Veste Coburg erhebt sich 170 Meter über der Stadt und gehört zu den größten und am besten erhaltenen Burganlagen Deutschlands. Sie wurde 1225 erstmals urkundlich erwähnt, im 17. Jahrhundert mit einem dreifachen Mauerring zur Landesfestung ausgebaut und beherbergt die Kunstsammlungen der Veste Coburg.

#### Schlossplatz und Schloss Ehrenburg

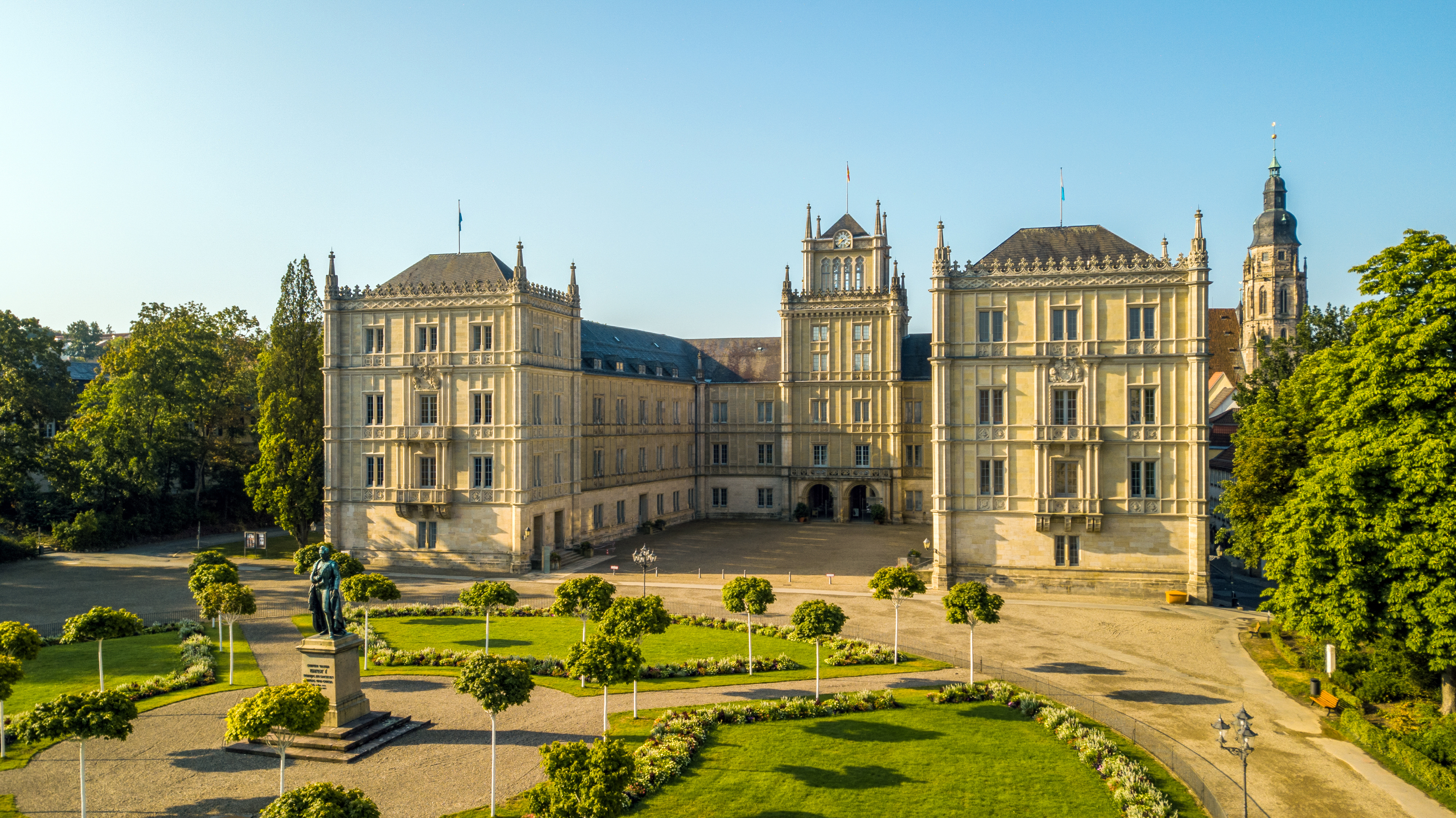
Schlossplatz mit Schloss Ehrenburg

Am Fuße des Festungsberges liegt der Schlossplatz, in dessen Mitte ein Denkmal von Herzog Ernst I. steht. Der Platz wurde 1830 bis 1837 gestaltet. Er wird begrenzt vom ehemaligen Residenzschloss Ehrenburg, von den Arkaden mit dem Hofgarten, vom Palais Edinburgh und vom Landestheater. Den Grundstein von Schloss Ehrenburg legte 1543 Herzog Johann Ernst von Sachsen, und von 1623 bis 1627 erweiterte Herzog Johann Casimir die Residenz zu einem Renaissanceschloss. Im Westflügel befindet sich die 1701 fertiggestellte barocke Schlosskirche. Im 19. Jahrhundert ließ Herzog Ernst I. das Schloss mit einer Fassade im Stil der englischen Neugotik nach Entwürfen von Karl Friedrich Schinkel versehen. Die Ehrenburg beherbergt die Landesbibliothek Coburg und ist Museum.

#### Rathaus und Stadthaus

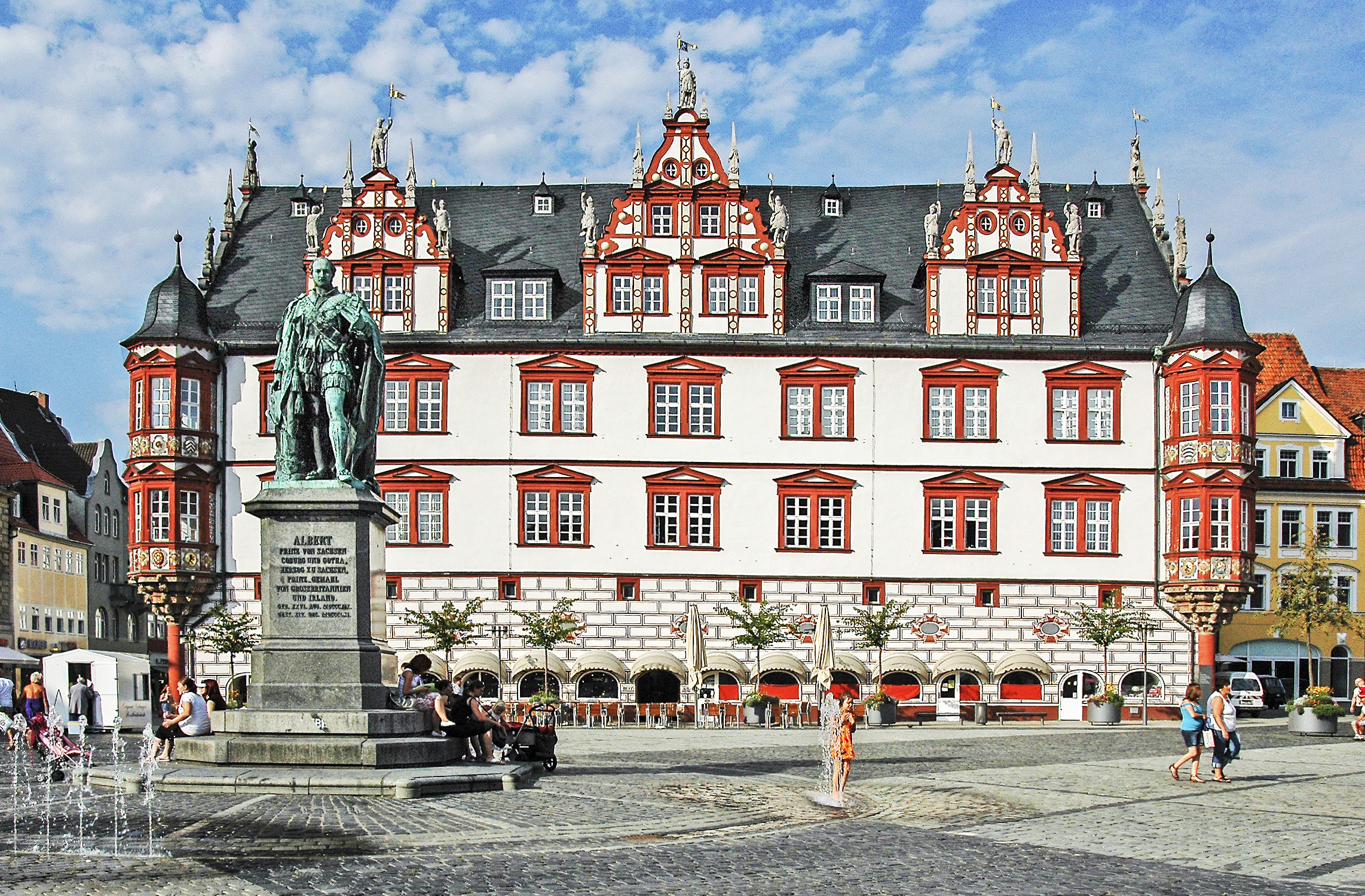
Stadthaus von Coburg mit Prinz-Albert-Denkmal

In der Nachbarschaft des Schlossplatzes liegt der Marktplatz, eingerahmt von Rathaus und Stadthaus. In seiner Mitte steht das Prinz-Albert-Denkmal, ein Geschenk der Königin Victoria an die Heimatstadt ihres verstorbenen Gatten. Der feierlichen Enthüllung des Denkmals wohnte Königin Victoria am 26. August 1865 während ihres fünften Besuches in Coburg bei. Zwischen 2004 und 2005 erfolgte eine Neugestaltung des Platzes mit Begrünung, neuer Beleuchtung und Wasserfontänen rund um das Prinz-Albert-Denkmal. Das neue Rathaus mit dem zweigeschossigen Coburger Erker und einem 27 Meter langen und 13 Meter breiten Ratssaal errichtete ab 1577 der Baumeister Hans Schlachter, 1750 und 1903 wurden größere Umbauten durchgeführt. Das gegenüberliegende Stadthaus ließ Herzog Johann Casimir 1601 als herzogliche Cantzley errichten. Es ist ein Gebäude der Spätrenaissance mit einer reichverzierten Fassade und vielfarbigen Wandmalereien. Die Hofapotheke aus dem 15. Jahrhundert ist ein spätgotischer Steinbau mit einem kleinen Chor und einer Madonna mit Kind an einer Fassadenecke sowie einer Christophorusskulptur an der Steingasse.

#### Kirchen
Die Morizkirche in der Innenstadt ist die älteste Kirche Coburgs. Sie wurde von 1320 bis 1586 errichtet und ist die Hauptkirche der evangelischen Stadtgemeinde. Der älteste Teil der Kirche, der Ostchor, stammt von 1330. Das Westportal mit den beiden ungleichen Türmen wurde um 1420 gebaut. Wiederum etwa hundert Jahre später erfolgte die Aufrichtung des Kirchenschiffes. In der Osterwoche 1530 predigte Martin Luther in der Kirche.

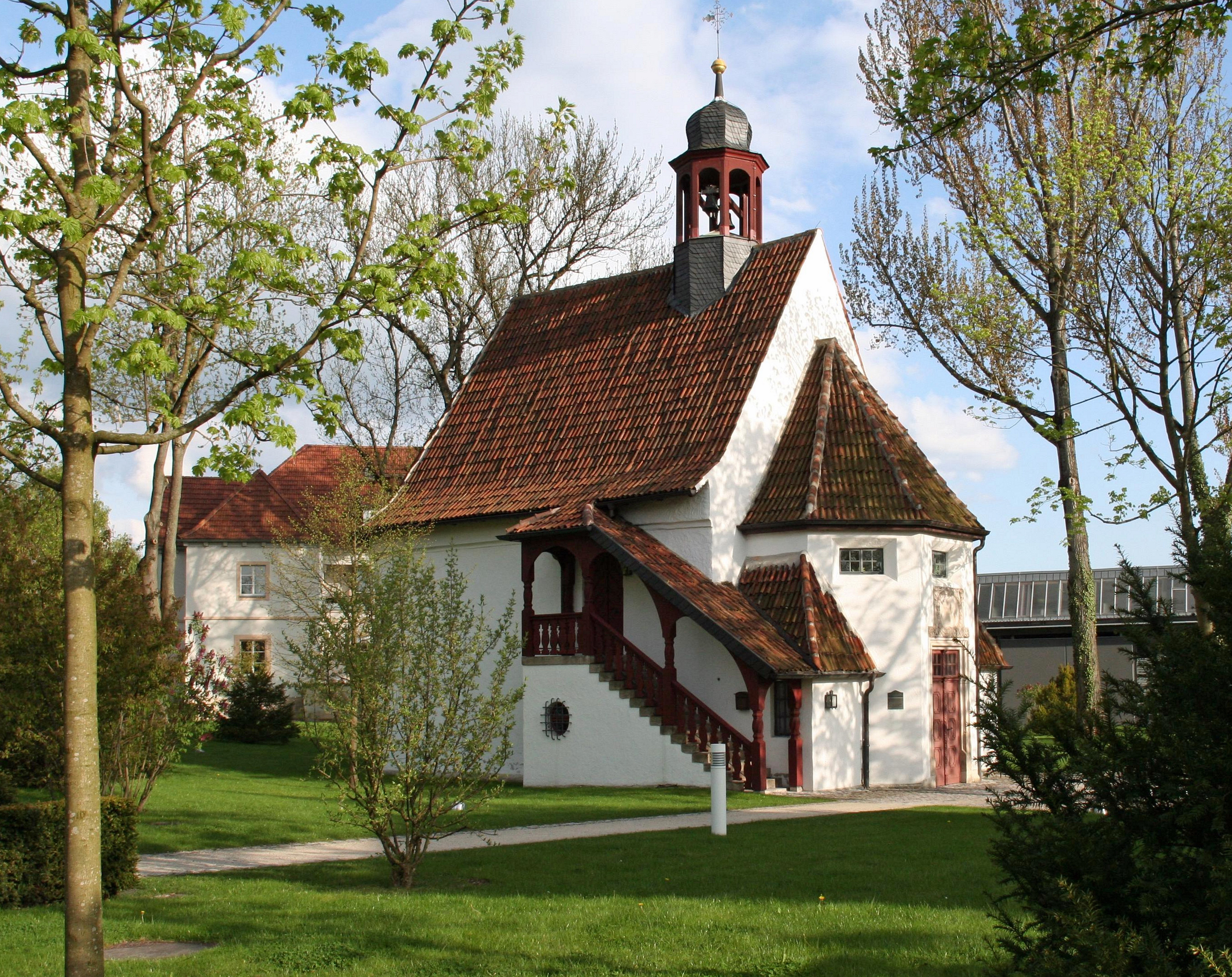
Nikolauskapelle (ehemalige Synagoge)

Die katholische Stadtpfarrkirche St. Augustin steht hinter dem Landestheater. Sie ist ein neugotisches Gotteshaus mit einer Fürstengruft, das nach Entwürfen von Vincenz Fischer-Birnbaum zwischen 1855 und 1860 errichtet wurde.
Die Salvatorkirche steht unweit der Morizkirche etwas versteckt an der Unteren Anlage. Es ist die evangelisch-lutherische Friedhofskirche des 1494 angelegten Salvatorfriedhofs. Die Kirche, ein Saalbau mit dreiseitig geschlossenem Chor, wurde von 1660 bis 1662 gebaut.
Die am südlichen Altstadtrand gelegene Kapelle St. Nikolaus wurde 1442 als Siechenkapelle für Leprakranke erbaut und ist im Besitz der Stadt. Sie war ab 1529 Kapelle der evangelischen, ab 1806 der katholischen Gemeinde und von 1873 bis 1932 Synagoge. Die Stadt kündigte der jüdischen Gemeinde zum Ende des Jahres 1932 das Nutzungsrecht. Ab 1945 war sie Kirche der freikirchlichen Gemeinde und seit 1962 ist sie Kapelle der altkatholischen Gemeinde.
Nördlich vor den ehemaligen Stadttoren, an der Itz, befindet sich die Heilig-Kreuz-Kirche. Der Chor der evangelisch-lutherischen Pfarrkirche wurde im gotischen Stil in den Jahren 1401 bis 1407 gebaut, das Langhaus ab 1413. In den Jahren 1735 bis 1739 wurde die Kirche zu einer Saalkirche mit einem barocken Innenraum umgestaltet. Aus dieser Zeit stammen auch die Stuckdecke und der Orgelprospekt.

#### Weitere Bauwerke in der Innenstadt

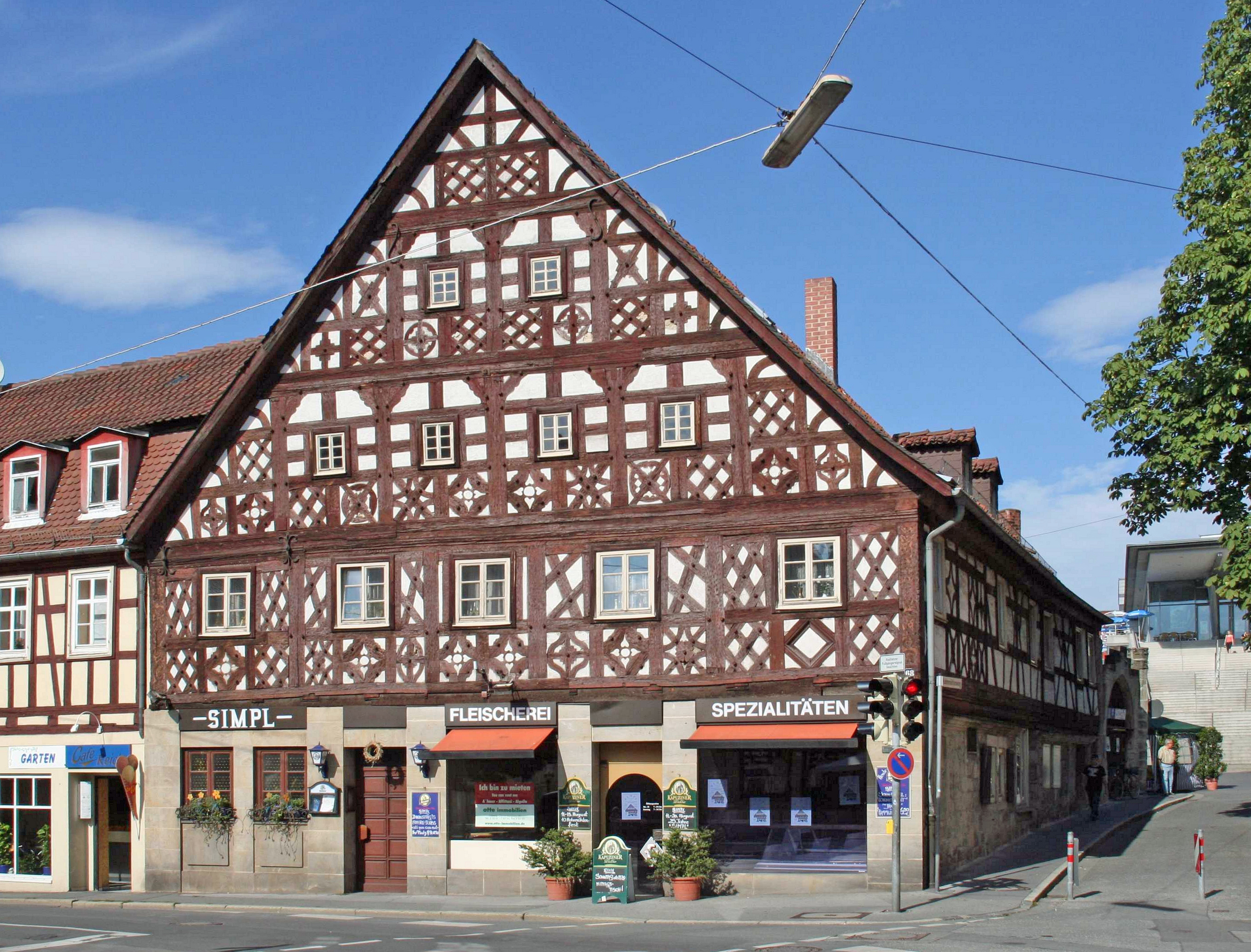
Hahnmühle

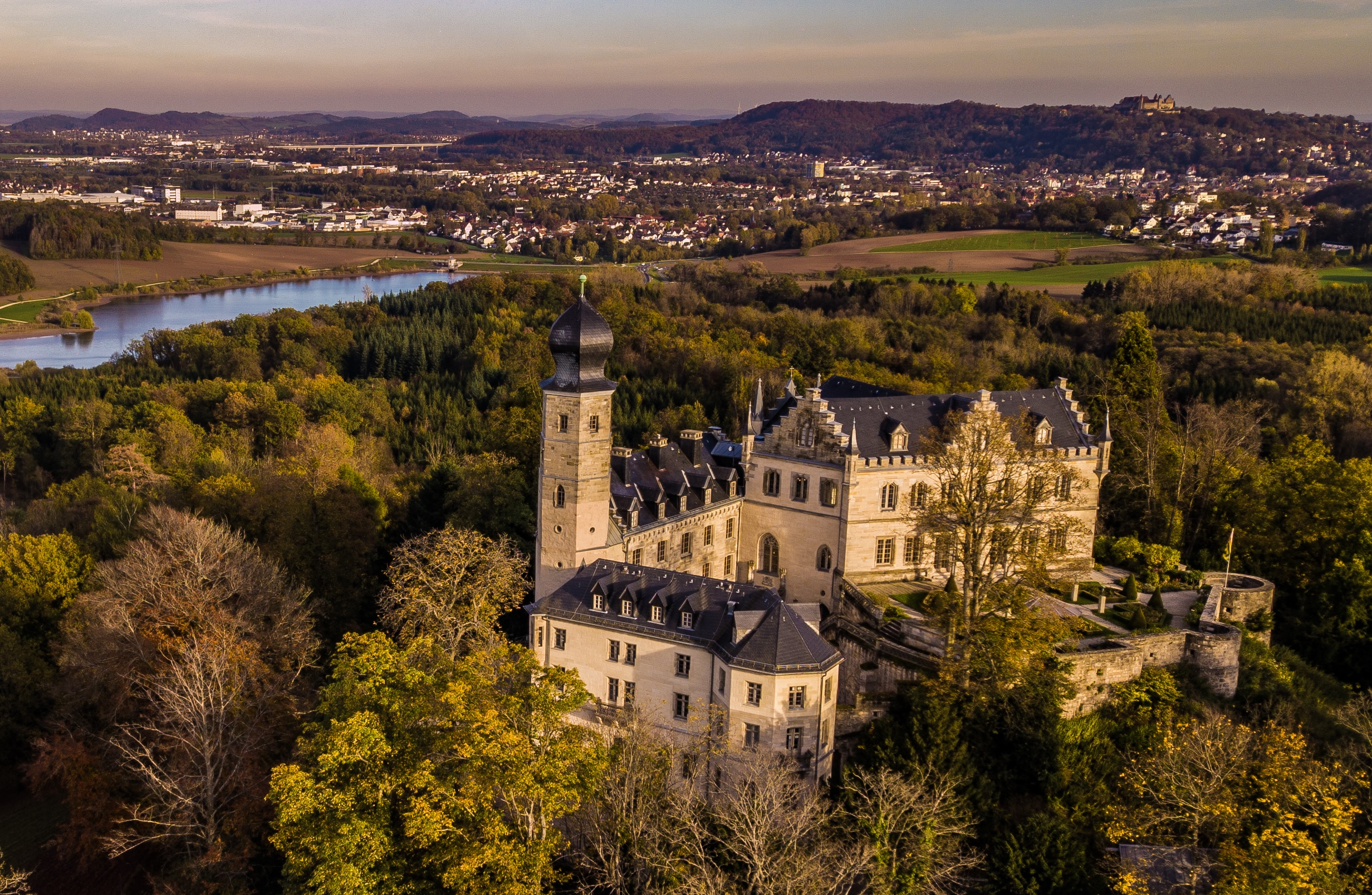
Schloss Callenberg im Stadtteil Beiersdorf

Neben der Morizkirche steht das Gymnasium Casimirianum; das Renaissance-Gebäude wurde 1605 eingeweiht. Auch das Zeughaus in der Herrngasse zwischen Schlossplatz und Marktplatz stammt aus dieser Zeit; es wurde 1621 als Waffenlager errichtet. Später wurde es im Stil der Spätrenaissance erweitert und erfüllte wechselnde Aufgaben. Heute dient es als Staatsarchiv.
Denkmalgeschützte Fachwerkgebäude sind die Hahnmühle von 1323 sowie das Münzmeisterhaus. Letzteres war ehemaliger Hof des Geschlechtes der Münzmeister, genannt von Rosenau, die 1288 urkundlich erwähnt wurden. Es besteht seit 1444 und ist eines der bedeutendsten Bürgerhäuser der Stadt.

#### Schlösser
Aufgrund der langen Geschichte als Residenzstadt befinden sich in Coburg neben dem Schloss Ehrenburg noch eine Vielzahl kleinerer Schlösser.
In der Nachbarschaft zum Landestheater steht das Bürglaß-Schlösschen. Es gehörte einst Friedrich Josias von Sachsen-Coburg-Saalfeld und diente später Zar Ferdinand von Bulgarien nach seiner Abdankung als zweiter Wohnsitz; heute befindet sich darin das Coburger Standesamt. Nordöstlich davon steht am Rittersteich das Rosenauschlösschen, ein Fachwerkgebäude mit Teilen aus dem Jahre 1435. Auf der Ernsthöhe oberhalb der Callenberger Straße erhebt sich seit 1840 Schloss Hohenfels. Es wurde zeit- und stilgleich mit dem Landestheater von dessen Baumeister errichtet.
In den eingemeindeten Vororten befinden sich weitere Schlösser:
Im Stadtteil Ketschendorf steht inmitten eines ausgedehnten Parks das neugotische Schloss Ketschendorf der Baronin von Stolzenau vom Beginn des 19. Jahrhunderts. Es war von 1956 bis 2010 die Coburger Jugendherberge.
Schloss Falkenegg oberhalb des Stadtteils Neuses gehört zu den romantischen Bauten des Historismus aus dem beginnenden 19. Jahrhundert. Falkenegg besitzt auch einen kleinen Bergpark mit einem Obelisken zum Andenken an Moritz August von Thümmel.
Schloss Callenberg im Stadtteil Beiersdorf wurde 1122 erstmals urkundlich erwähnt und war ab 1825 Sommerresidenz der Coburger Herzöge. Die dreiflügelige Schlossanlage ist ein Beispiel der Neugotik in Bayern. Seit 1998 beherbergt das Schloss die private Sammlung Herzoglicher Kunstbesitz, seit 2004 wird dort das Deutsche Schützenmuseum aufgebaut.
Schloss Neuhof aus dem 14. Jahrhundert steht in Neu- und Neershof, dem östlichsten Coburger Stadtteil. Generalfeldmarschall Graf Albrecht von Roon war 1873 bis 1879 prominenter Eigentümer des von einem englischen Landschaftspark umgebenen Schlosses.
Schloss Eichhof im Stadtteil Dörfles des Stadtteils Scheuerfeld, urkundlich erstmals 1440 erwähnt, gehörte bis 1979 dem Haus Coburg und wird noch als Hofgut bewirtschaftet.
Neudörfles in der Neustadter Straße stammt in seinen Ursprüngen ebenfalls aus dem 15. Jahrhundert und ist ein denkmalgeschütztes Ensemble mit Herrenhaus und dem zweitgrößten Privatpark der Stadt.

#### Neugotischer Bebauungsring

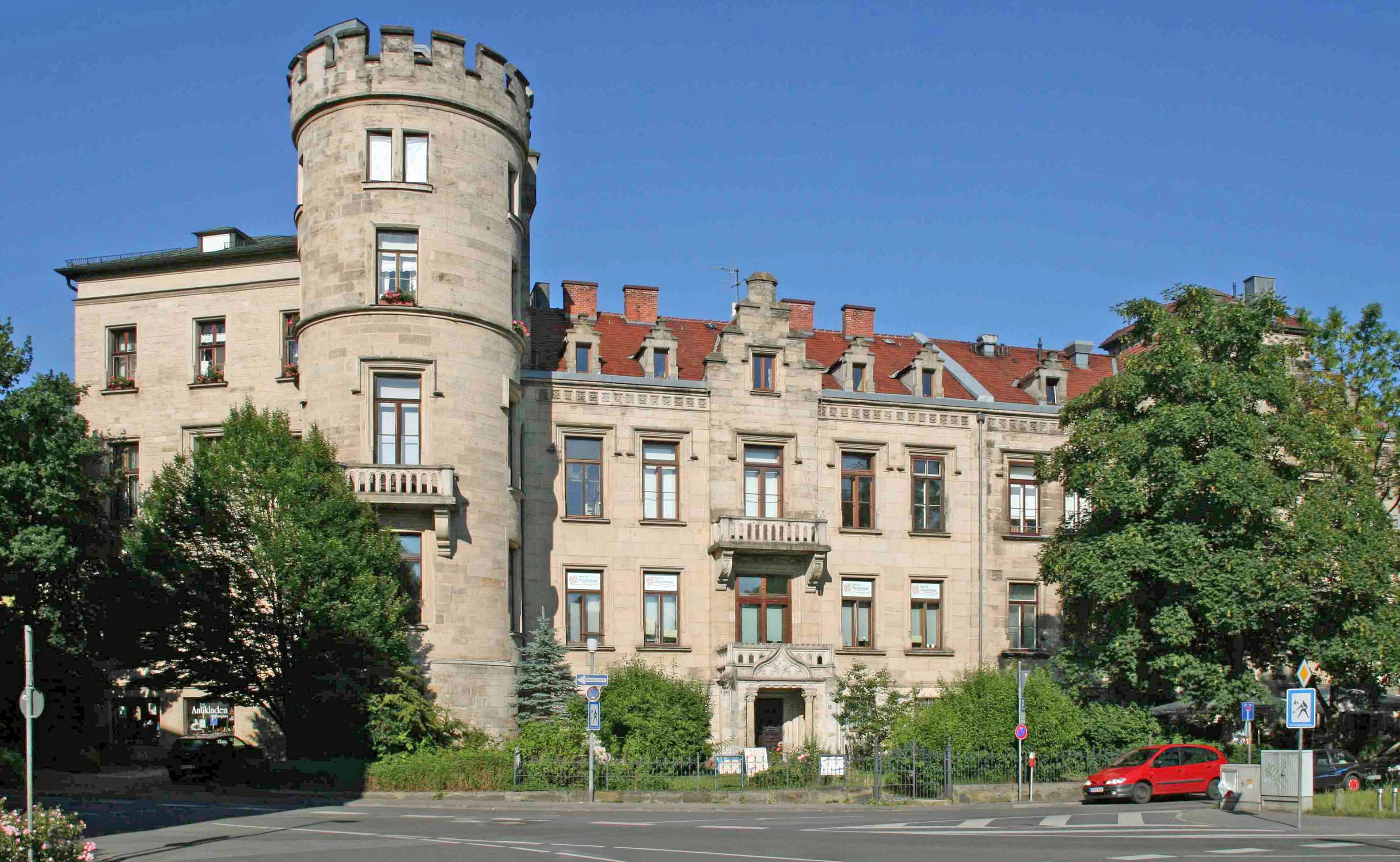
Links Ernstplatz 3, rechts Ernstplatz 2

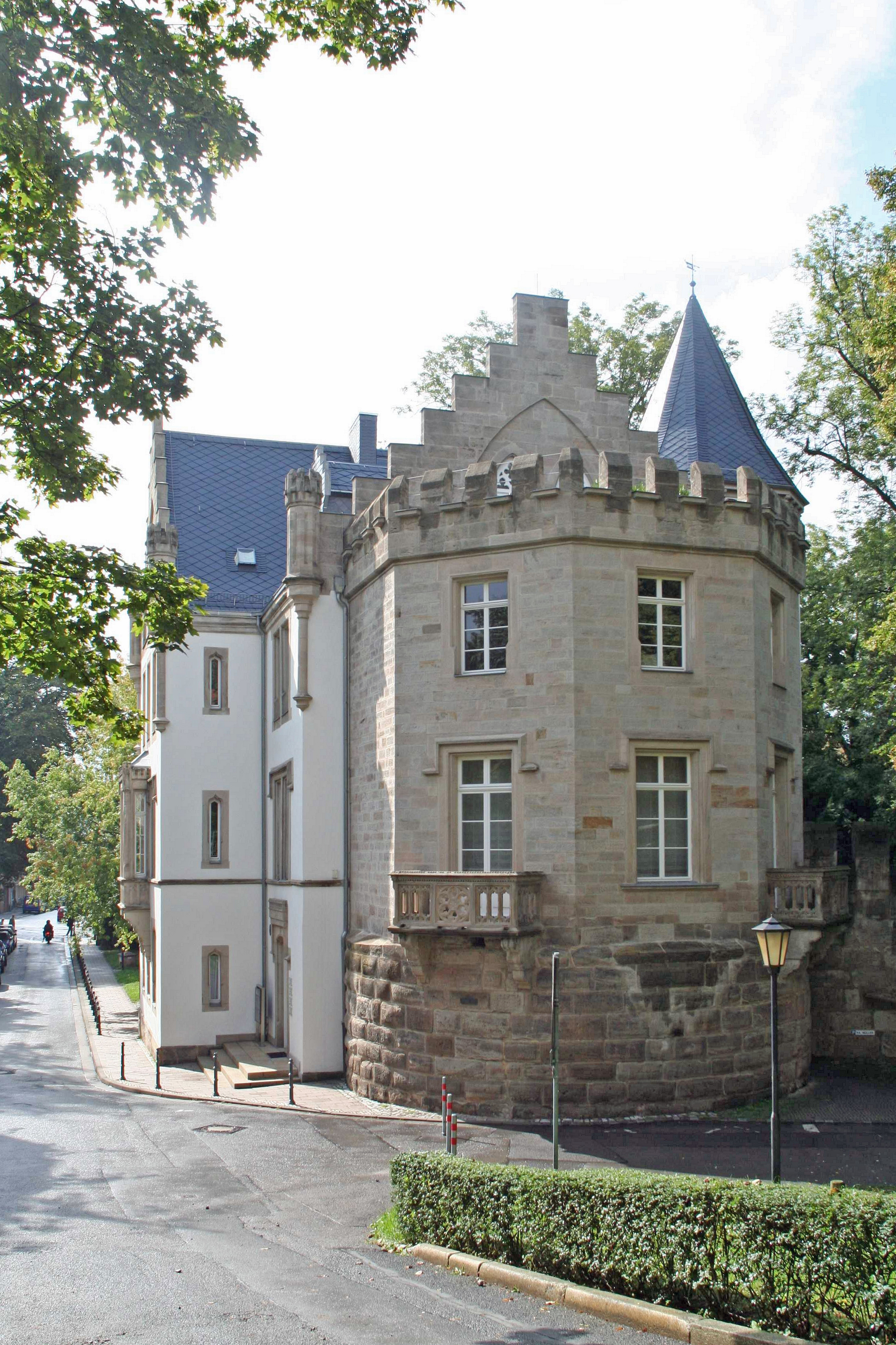
Lichtensteinturm, Casimirstraße

Wurde unter der Regentschaft von Herzog Johann Casimir mit seinem Hausarchitekten Peter Sengelaub das Coburger Stadtbild durch Renaissance-Baudenkmäler geprägt, wie zum Beispiel durch das ehemalige Regierungsgebäude, heute Stadthaus, das Zeughaus und das Gymnasium Casimirianum, so griffen in der ersten Neubauepoche des 19. Jahrhunderts Baumeister wie Julius Martinet als Hommage an das britische Königshaus, das damals noch Saxe-Coburg and Gotha hieß, einen für damalige Verhältnisse revolutionären, dem gründerzeitlichen Historismus zuzurechnenden Baustil auf, nämlich die Neogotik.
Das griechische Affix neo weist darauf hin, dass es sich dabei – im Zuge des im 18. Jahrhundert von England ausgehenden Gothic Revival – um die Neuauflage einer die Gotik nachahmenden Stilrichtung (Merkmale unter anderem Spitzbogen, Fialen) handelt. In seltener städtebaulicher Qualität wandte man in Coburg diesen Baustil an. Die Ehrenburg verrät nach ihrer neugotischen Fassadengestaltung durch Karl Friedrich Schinkel die architektonische Verwandtschaft mit dem weltweit bekanntesten neugotischem Baudenkmal, dem Palace of Westminster in London.
Der in Coburg entstandene neugotische Bebauungsring gilt als ein städtebauliches Juwel, das als eine Coburger Sonderentwicklung in die Baugeschichte einging und in Architekturkreisen als „einzigartig auf dem europäischen Kontinent“ apostrophiert wird. In Coburg zeichnet ein nahezu geschlossenes Ensemble von neugotischen Bauwerken zum großen Teil den Verlauf der einstigen ringförmigen Stadtmauer nach. Dass die alten Stadtmauerreste einigen neugotischen Bürgerhäusern später als Fundament dienten, stellt eine weitere Besonderheit dar.
Ein Reiz der Coburger Neugotik besteht darin, dass sich das Coburger Ensemble nicht wie in anderen Städten nur auf wenige Einzeldenkmäler oder ein kleines Stadtareal beschränkt; vielmehr umschließen die neugotischen Straßenzüge gleich einem Gürtel (vom Ernstplatz über Albertsplatz, Ausläufer im Bereich Ketschentor, Untere/Obere Anlage, Schlossplatz, Schwarze Allee bis zur Rosenauer Straße mit Ausläufern in der Bahnhofstraße) über insgesamt fast zwei Kilometer den größten Teil der Altstadt. Dabei gewährt der neugotische Promenadenring ausnahmslos den Blick auf parallel verlaufende Grünanlagen (an Stelle des früheren Stadtgrabens) oder auf baumbestandene Plätze (Albertsplatz, Ernstplatz, Schlossplatz und Rittersteich). Dem ansonsten eher kleingliedrigen Coburger Altstadtbild wird durch das „überdimensionierte“, völlig intakte Neugotik-Ensemble ein städtebaulich großzügiger Charakter verliehen. So ist der neugotische Bebauungsring in Coburg für internationale Fachkreise ein mustergültiges Anschauungsobjekt geworden, da sich vergleichbare neugotische Ensembles in solcher Geschlossenheit selbst im Ursprungsland Großbritannien kaum finden lassen.

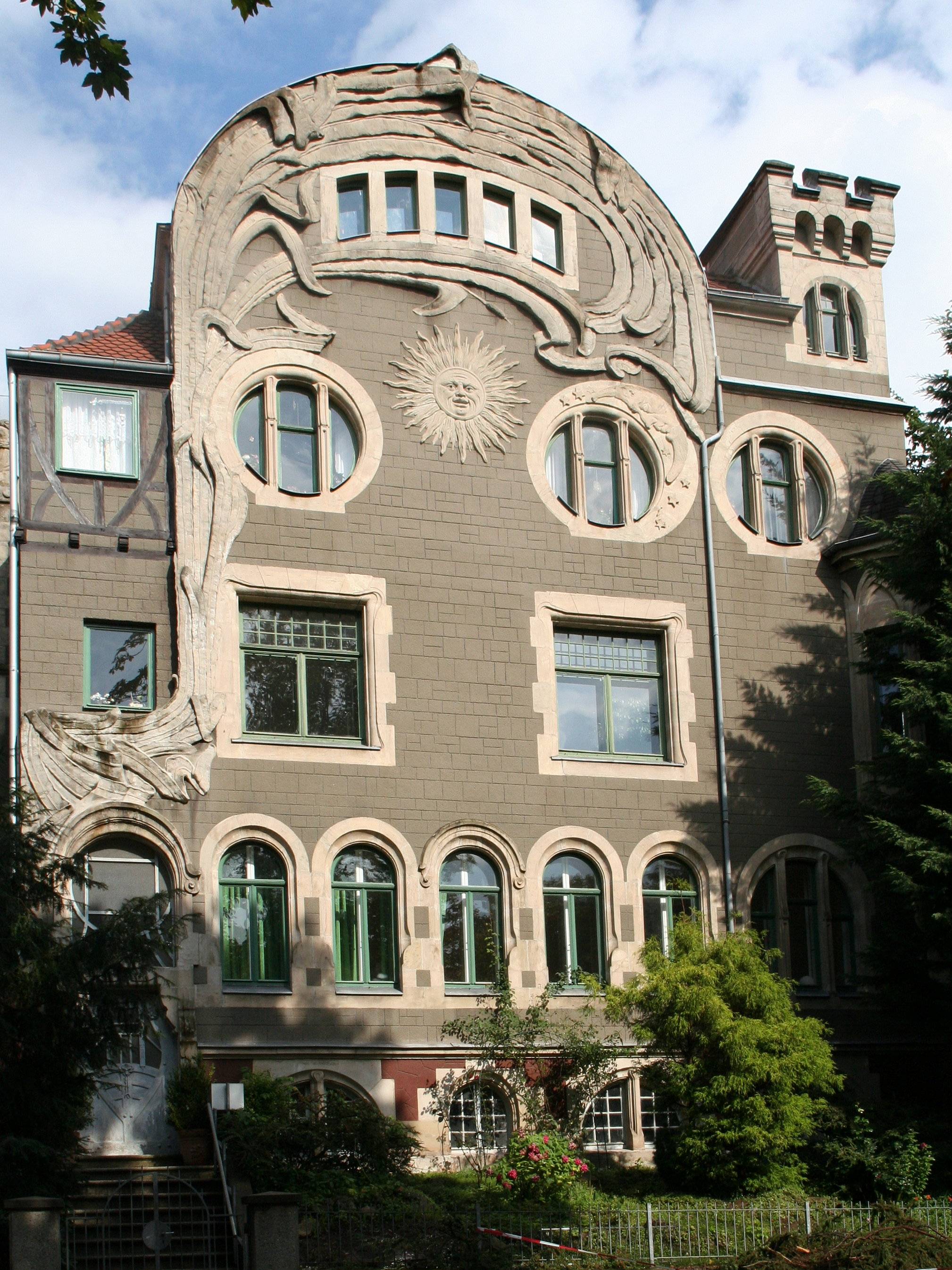
Sonnenhaus, Alexandrinenstraße

#### Jugendstilbauten
Coburg gehört zu den Orten Deutschlands mit einem bedeutenden Bestand an Jugendstilbauten. Dazu zählen insbesondere das Sonnenhaus des Baumeisters Carl Otto Leheis aus dem Jahr 1902, die Heiligkreuz-Volksschule am Schleifanger, das ehemalige Gebäude des Kaufhauses M. Conitzer & Söhne in der Spitalgasse, das Ernst-Alexandrinen-Volksbad und das Bankgebäude der ehemaligen Creditkasse des Spar- und Hülfevereins im Steinweg (heute Filiale der Unicredit Bank) von Max Böhme aus den Jahren 1906 bis 1912, das Eichmüllersche Haus in der Judengasse von Paul Schaarschmidt aus dem Jahr 1903, das Wohn- und Geschäftshaus in der Mohrenstraße 9a/b von Carl Otto Leheis aus dem Jahr 1903 sowie das Wohn- und Geschäftshaus in der Bahnhofstraße 10/12 von August Berger aus dem Jahr 1910.

### Parks
Der Hofgarten zwischen Schlossplatz und Festungsberg wurde 1680 durch Herzog Albrecht als großer Herrengarten im niederländischen Stil angelegt. Seine heutige Gestalt als englischer Landschaftspark mit einer Vielzahl heimischer wie auch seltener Baumarten erhielt er mit der Erweiterung bis zur Veste 1857 unter Herzog Ernst II. Heute hat der Park aufgrund seiner zentralen Lage eine wichtige Erholungsfunktion für die Bevölkerung und ist gleichzeitig die Frischluftschneise der Stadt. Im Stil eines Landschaftsgartens ist auch der Friedhof am Glockenberg gestaltet, mit dem Jüdischen Friedhof am östlichen Rand. Dort steht ein Gedenkstein, der unter der Überschrift „Opfer des Faschismus 1941–1945“ die Namen von 48 Coburger Juden aufführt. (Die Aufzählung ist jedoch unvollständig.)
Die untere Anlage, eine Grünanlage mit dem aufgelassenen Salvatorfriedhof, die bei der Einebnung der östlichen Wallgräben Anfang des 18. Jahrhunderts entstand, verbindet den Hofgarten mit dem Rosengarten am Kongresshaus. Der Rosengarten geht auf die außerhalb der Stadt liegende Zollbauernwiese zurück. Auf diesem Gelände wurde 1929 die Deutsche Rosenschau mit fast 200.000 Besuchern veranstaltet. Der Ende der 1980er Jahre umgestaltete Garten hat unter anderem ungefähr 70 verschiedene Sorten von Rosen und Volieren für exotische Vögel. Außerdem ist im Rosengarten der Sintflutbrunnen des Coburger Künstlers Ferdinand Lepcke aufgestellt.
Weitere kleine Anlagen sind die Josiasanlage am Bürglaßschlösschen, der Schnürsgarten am Adamiberg sowie ein Weg entlang der Itz. In den äußeren Stadtteilen sind insbesondere der Rückert-Park im Stadtteil Neuses, der Schlosspark des Ketschendorfer Schlosses und die Hans-Blümlein-Anlage im Lehengraben (Stadtteil Creidlitz) erwähnenswert.
Am Himmelsacker, einem westlichen Hügel der Stadt, befindet sich seit 2000 das Grüne Labor. Es wurde vom ehemaligen Stadtrat Horst Schunk initiiert, von Karl-Heinz Walzer von der ISA Austria aus Wien geplant und von der ISA Germany/Austria angelegt. Das Projekt erforscht Bäume für den urbanen Bereich. Dazu gehört der erste Coburger „Hochzeitswald“; ein zweiter entstand in Coburg-Neuses. Südlich der Kläranlage an der Itz wurde zudem ein „Auwald“ angelegt, dem eine hohe ökologische Bedeutung zugesprochen wird.

### Museen

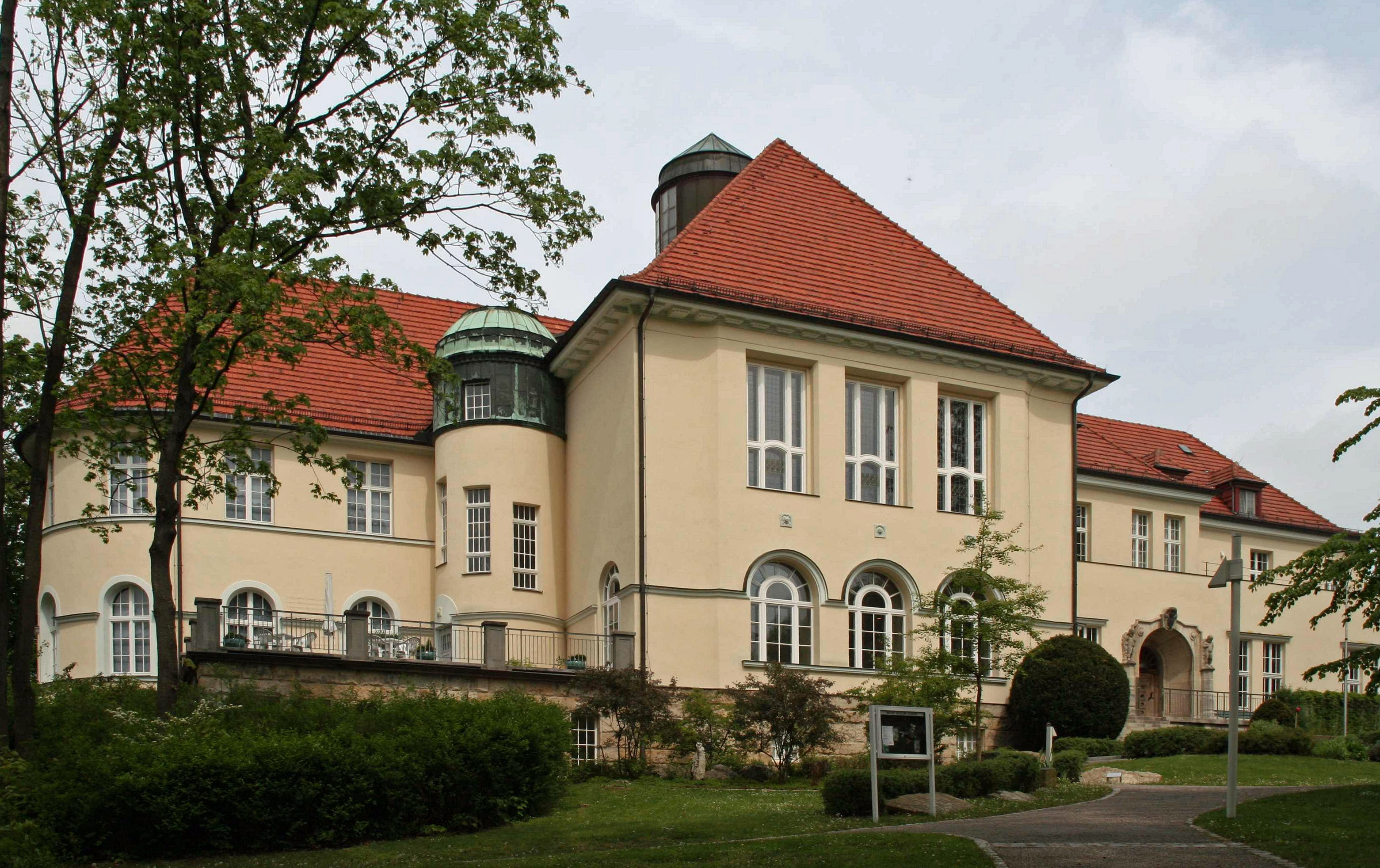
Naturkundemuseum

Das bedeutendste Museum Coburgs sind die Kunstsammlungen der Veste Coburg, hervorgegangen aus den Sammlungen der Coburger Herzöge. Kunst und Kunsthandwerk aus neun Jahrhunderten können dort besichtigt werden. Es sind unter anderem 26 Gemälde von Lucas Cranach dem Älteren ausgestellt. Außerdem gibt es ein Kupferstichkabinett, eine Sammlung von Rüstungen, Kriegswaffen und Jagdwaffen sowie eine Glassammlung.
Das Naturkundemuseum geht auf das 1844 gegründete Herzogliche Kunst- und Naturaliencabinet zurück und erhielt 1914 im Hofgarten sein heutiges Domizil. Unter anderem sind auf 4800 m² Fläche Exponate zu den Themen Mineralogie, Geologie, Paläontologie, Archäologie, Völkerkunde und Evolution ausgestellt.
Im Pavillon des Kunstvereins Coburg am Hofgarten finden seit 1950 Wechselausstellungen mit Kunst der Gegenwart statt. Der Kunstverein ist ein gemeinnütziger und eingetragener Verein, der sich der Vermittlung zeitgenössischer Kunst widmet und als Forum für junge Künstler versteht. Er entstand 1981 aus dem Zusammenschluss des 1824 gegründeten Kunst- und Gewerbevereins Coburg sowie des Coburger Kunstvereins. Der Verein gehört zu den ältesten Kunstvereinen in Deutschland und ist mit etwa 1700 Mitgliedern der größte Kunstverein in Bayern.
Weiterhin sind zu nennen das Friedrich-Rückert-Museum im Stadtteil Neuses sowie das Grabungsmuseum Kirchhof, welches neben St. Moriz unter dem Ämtergebäude liegt und seit 1994 Ausgrabungen einer ehemaligen Benediktiner-Propstei aus dem 13. Jahrhundert mit Keramikgegenständen zeigt. Das Puppen-Museum bei der Ehrenburg mit seinen 4600 Objekten wurde Ende 2022 geschlossen.
Im Schloss Callenberg im Stadtteil Beiersdorf wird seit 1998 die Sammlung Herzoglicher Kunstbesitz von Mobiliar, Gemälde, Porzellan und kunstgewerbliche Gegenstände aus vier Jahrhunderten gezeigt. Auch ein Uhrenkabinett kann besichtigt werden. Seit 2004 ist dort das Deutsche Schützenmuseum beheimatet.

### Aquarium
Im Coburger Stadtteil Neuses lag das privat betriebene Sea Star Aquarium. Das Aquarium bestand seit 2001 und war ursprünglich eine Quarantäne- und Zuchtstation für verschiedene Fischarten wie Haie und Rochen. Im Jahr 2002 wurde es als Sea Star Aquarium der Öffentlichkeit zugänglich gemacht. Auf 1000 m² Ausstellungsfläche lebten in mehr als 50 Aquarien von 30 bis 130.000 Litern über 650 verschiedene Tierarten. Im September 2011 wurde das Aquarium geschlossen.

### Sport
Fußball wird in Coburg in 16 Vereinen angeboten. Die traditionsreiche DVV Coburg, deren Vorgängerverein VfB Coburg 07 im 20. Jahrhundert in höheren Amateurklassen spielte, wurde 2012 aufgrund von Insolvenz aufgelöst. Der infolgedessen gegründete FC Coburg stieg 2023 erstmals in die Bayernliga auf. Traditionell hat der Schießsport eine besondere Bedeutung in Coburg. Hier gibt es vier Vereine. Die Schützengesellschaft Coburg 1354 ist mit einer Luftgewehrmannschaft in der 1. Bundesliga vertreten und gewann 2008, 2009 und 2015 die deutsche Meisterschaft.
Zu den etwas ungewöhnlicheren Sportarten gehört der Gardetanz, den die Tanzsportgarde Coburger Mohr e. V. seit vielen Jahren erfolgreich in ganz Deutschland vertritt. Nach vier deutschen Meistertiteln und vielen oberfränkischen, fränkischen und süddeutschen Meistertiteln veranstaltete die Tanzsportgarde im Jahr 2006 die Süddeutschen Meisterschaften, allerdings wegen der zu kleinen Angersporthalle nicht in Coburg, sondern in Bayreuth.
Viele Anhänger hat auch der HSC 2000 Coburg, dessen 1. Herrenmannschaft in der Saison 2016/17 in der Handball-Bundesliga spielte. Die 1. Männermannschaft des Volleyballvereins VSG Coburg/Grub stieg 2011 in die 2. Deutsche Volleyball-Bundesliga auf und gelangte 2013 in die Deutsche Volleyball-Bundesliga. 2016 folgten der Abstieg und die Insolvenz des Vereins. Dem Basketballverein BBC Coburg gelang bis 2017 innerhalb von sechs Jahren der Aufstieg von der Bezirksliga in die ProB, die dritthöchste nationale Spielklasse. Auch Orientierungslauf gewinnt in Coburg immer mehr an Bedeutung; so wurden 2005 erstmals in Coburg eine Deutsche Mannschaftsmeisterschaft und ein Bundesranglistenlauf ausgerichtet.
Der größte Verein Coburgs ist die Sektion Coburg des Deutschen Alpenvereins mit rund 4.080 Mitgliedern (Stand: 31. Dezember 2021).
2021 bewarb sich die Stadt zusammen mit dem Landkreis Coburg als Host Town für die Gestaltung eines viertägigen Programms für eine internationale Delegation der Special Olympics World Summer Games 2023 in Berlin. 2022 wurde sie als Gastgeberin für Special Olympics Togo ausgewählt. Damit wurde sie Teil des größten kommunalen Inklusionsprojekts in der Geschichte der Bundesrepublik mit mehr als 200 Host Towns.

### Regelmäßige Veranstaltungen

Internationales Samba-Festival 2005, Hauptbühne: Schlossplatz

In Coburg findet jedes Jahr das größte Samba-Festival außerhalb Brasiliens statt, das seit 1992 alljährlich im Juli an drei Tagen rund 200.000 Besucher anzieht. Über 80 Sambagruppen mit mehr als 2200 Sambistas aus acht Nationen traten beispielsweise vom 7. bis zum 9. Juli 2006 auf neun Bühnen in der Innenstadt auf.
Im August findet auf dem Schlossplatz jährlich der von der HUK-COBURG gesponserte „Open-Air-Sommer“ mit mehreren Konzerten verschiedener Musikrichtungen, Gruppen und Solisten statt. So traten 2007 unter anderem die Pop-Rock-Sängerin Pink und die Reggae/Dancehall/Hip-Hop-Gruppe Seeed auf. Auch die Oper Die Zauberflöte wurde aufgeführt.
Seit 2004 findet am letzten Schulferiensamstag im September die Museumsnacht Coburg, auch Nacht der Kontraste genannt, statt. Jährlich besuchen rund 10.000 Personen die Kulturveranstaltung der Coburger Landesstiftung, welche über die Stadt verteilt stattfindet.
Coburg ist Austragungsort des Coburger Pfingstkongresses des Coburger Convents (CC), eines Verbandes von Turnerschaften und Landsmannschaften, der jedes Jahr zu Pfingsten seinen Kongress mit Tagungen, Festkommers, Fackelzug und Sportveranstaltungen ausrichtet.

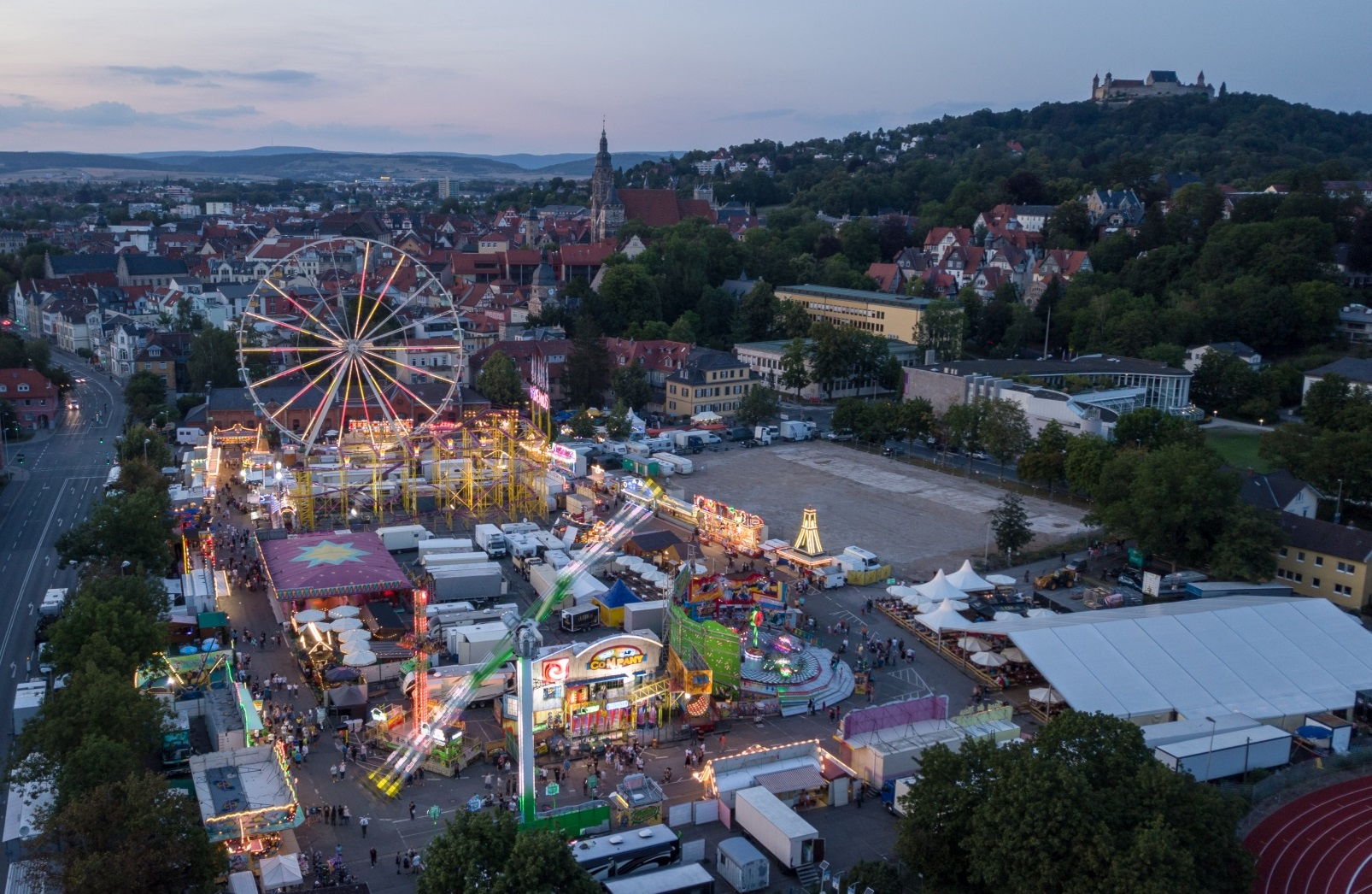
Coburger Vogelschießen im August 2019

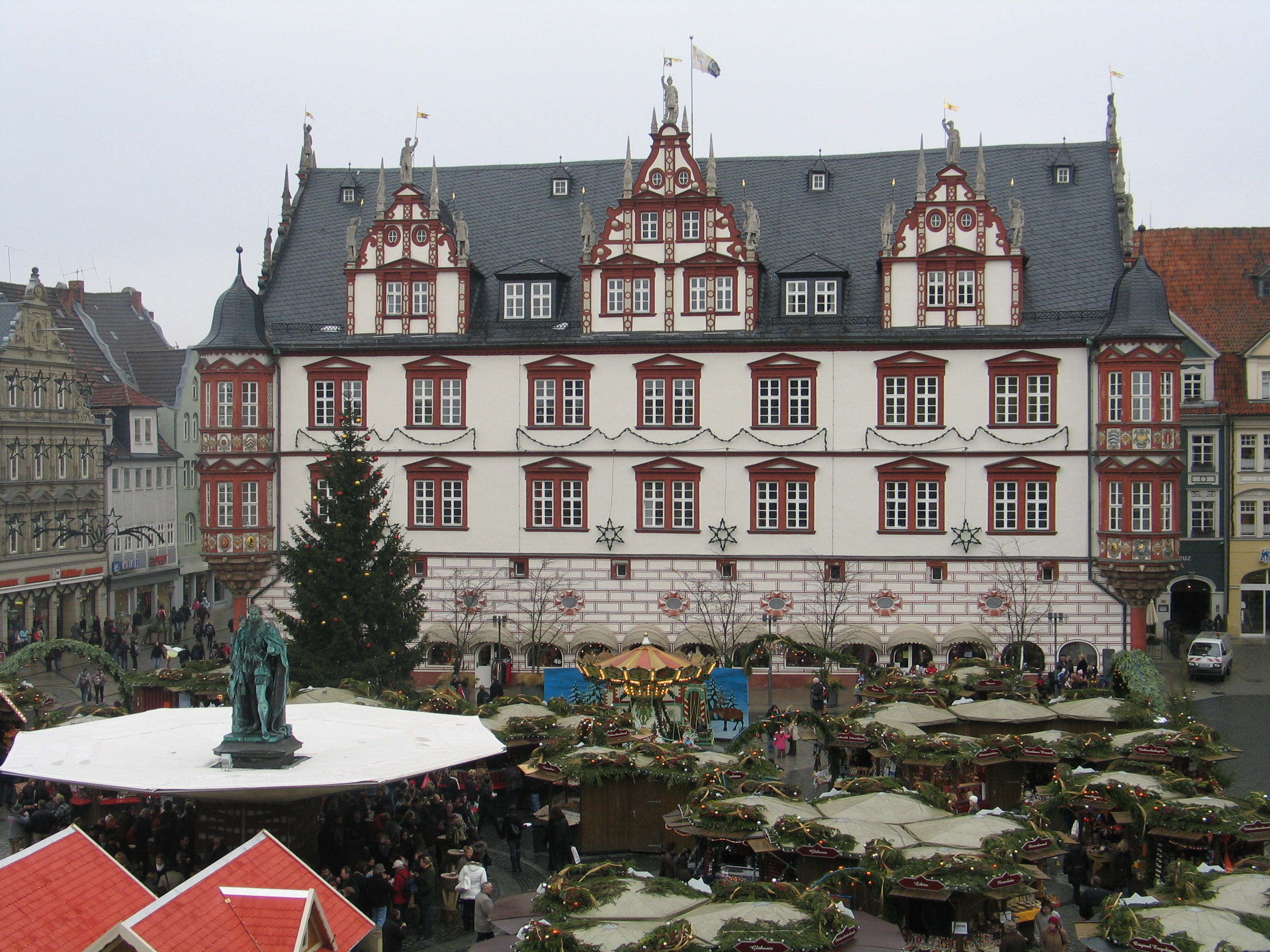
Coburger Weihnachtsmarkt 2008

Mehrmals jährlich werden klassische Konzerte in der St.-Moriz-Kirche durch den Coburger Bachchor veranstaltet.
Mitte Juli wird das Schlossplatzfest, das sich als „Größte Gourmet-Party Nordbayerns“ bezeichnet, zwischen Ehrenburg und Landestheater gefeiert. Parallel findet am Güterbahnhof das Outside Rodeo-Festival mit Punkrock statt.
Auf der Freifläche Anger findet im Frühjahr das Frühlingsfest und Anfang August das Vogelschießen (Schützenfest) statt. Dieses wird von der Schützengesellschaft Coburg 1354 e. V. veranstaltet und zieht viele Besucher an.
Neben dem Weihnachtsmarkt im Dezember finden weitere traditionelle Märkte statt. Der Coburger Flohmarkt, der sich einmal im Jahr über das gesamte Innenstadtgebiet erstreckt, dauert vom Samstagabend bis Sonntag. Erstmals wurde im Jahr 2006 der Coburger Kloßmarkt veranstaltet.
Alle drei Jahre finden die „Deutschen Johann-Strauss-Tage“ (bis 2009 „Johann-Strauss-Musiktage“) statt. Damit soll an den Walzerkönig erinnert werden, der 1887 Coburger Bürger wurde (und es bis zu seinem Tod blieb). Diese Tage wurden zuletzt im September 2015 veranstaltet. Der bis 2009 zu den Johann-Strauss-Musiktagen gehörende „Internationale Gesangswettbewerb Alexander Girardi“ findet vorerst nicht mehr statt, weil die (finanzielle) Unterstützung durch die Stadtverwaltung eingestellt wurde.
Seit 2002 findet im Juli auf der Veste auch die „Zeitreise“, eine der größten deutschen „Living History“-Veranstaltungen, in Zusammenarbeit mit den Kunstsammlungen statt. Mehr als 100 Darsteller zeigen thematisch Ausschnitte aus dem Leben vergangener Zeiten mit historischer Genauigkeit und ergänzen so das „Ausstellungsstück“ Veste und die Exponate der Kunstsammlungen und füllen sie mit Leben.
Seit 1989 finden im Mai die Coburger Designtage statt.
Seit 2003 veranstaltet der Motor-Sport-Club Coburg e. V. MSC in jedem Jahr Anfang Mai ein großes Young- und Oldtimertreffen für Kraftfahrzeuge und Motorräder auf dem Schlossplatz. Zu diesen Treffen kommen regelmäßig Teilnehmer aus dem gesamten süddeutschen und thüringischen Raum, gelegentlich auch aus Norddeutschland und dem europäischen Ausland.

### Kulinarische Spezialitäten
- Die bekannteste Spezialität aus Coburg ist die Coburger Bratwurst, das Coburger „Nationalgericht“. Sie besteht aus Schweine- und Rindfleisch, enthält keinen Majoran, dafür aber bis zu fünf Prozent Ei. Eine Besonderheit ist die Art des Grillens, wozu weder Holz noch Holzkohle, sondern gut getrocknete Kiefernzapfen, im Coburger Volksmund auch „Kühle“ genannt, verwendet werden. Die Länge der Bratwurst soll 30 bis 32 Zentimeter betragen, entsprechend der Länge des Marschallstabes, den die Figur des Stadtheiligen Mauritius auf dem Rathausgiebel in der Hand hält. Einen ganzjährig täglich geöffneten Bratwurststand gibt es auf dem Marktplatz.[48]
- Die „Coburger Schmätzchen“ werden von der Bayerischen Lebkuchen- und Feingebäck-Manufaktur Wilhelm Feyler hergestellt. Sie bestehen aus Honigteig und enthalten Nüsse, Mandeln, Orangeat, Zitronat und Gewürze. Die „Coburger Goldschmätzchen“ erhalten zusätzlich nach dem Backen einen feinen Schokoladenüberzug und einen Tupfer Blattgold. Die Plätzchen wurden früher am Gregoriustag, der letztmals am 13. Juli 1971 in Coburg gefeiert wurde, an die Coburger Grundschüler verteilt.
- Eine weitere Spezialität sind die Coburger Klöße, im Volksmund auch „Rutscher“ genannt. Das sind Kartoffelklöße je zur Hälfte aus rohen (wie die Thüringer) und gekochten Kartoffeln (wie die Fränkischen); gelegentlich ist das Mischverhältnis auch 1/3 roh zu 2/3 gekocht. Die Konsistenz der auf dem Teller beinahe zerfließenden „Rutscher“ ist eher matschig.[49] Im Inneren sollte jeder Kloß geröstete Weißbrotwürfel („Bröckla“) enthalten.
- Der „Hof-Likör“ wird in der Hofapotheke nach einem geheimen Rezept hergestellt.
- Die „Coburger Rolle“ ist ein Weichkäse in verschiedenen Geschmacksrichtungen.

## Wirtschaft und Infrastruktur

### Überblick
Coburg war in der Vergangenheit robust gegenüber wirtschaftlichen Schwankungen des Umlandes. Obwohl die Stadt jahrzehntelang durch die Zonenrandlage während der deutschen Teilung benachteiligt war, ist sie heute eines der wirtschaftlichen Oberzentren Nordbayerns. Das hat die Stadt vor allem ihrer Mischung verschiedener Betriebsgrößen aus unterschiedlichsten Branchen zu verdanken. Coburg gehört – vor allem aufgrund der hohen Gewerbesteuerzahlungen der Versicherungsgruppe HUK-Coburg – gemessen an den Einnahmen aus Gewerbe-, Grund- und Einkommensteuer pro Einwohner zu den reichsten Kommunen Deutschlands. Im Jahr 2017 betrug die gemeindliche Steuerkraft 2919 Euro je Einwohner, der höchste Wert aller kreisfreien Städte bundesweit. Im Gesamtranking aller 397 kreisfreien Städte und Landkreise in Deutschland lag die Stadt Coburg damit auf Platz 2. Nur der Landkreis München wies eine höhere Steuerkraft pro Einwohner auf.
Die Gesamtsumme der Verschuldung der Stadt Coburg belief sich zum Jahresende 2012 auf 59,7 Millionen Euro. Das sind 1458 Euro pro Einwohner. Von den 103 kreisfreien Städten in Deutschland hatte Coburg zu diesem Zeitpunkt die drittgeringste Pro-Kopf-Verschuldung.
Im Jahre 2016 erbrachte Coburg, innerhalb der Stadtgrenzen, ein Bruttoinlandsprodukt (BIP) von 3,437 Milliarden Euro. Das BIP pro Kopf lag im selben Jahr bei 83.501 Euro (Bayern: 44.215 Euro, Deutschland 38.180 Euro) und damit deutlich über dem regionalen und nationalen Durchschnitt. Unter den kreisfreien Städten in Deutschland hatte Coburg damit das sechsthöchste BIP pro Kopf (hinter Wolfsburg, Ingolstadt, Schweinfurt, Erlangen und Frankfurt am Main). In der Stadt arbeiteten 2016 rund 42.600 erwerbstätige Personen. Die Arbeitslosenquote lag im August 2023 bei 6,7 %.
Im Zukunftsatlas 2016 belegte die Stadt Coburg Platz 23 von 402 Landkreisen und kreisfreien Städten in Deutschland und zählt damit zu den Orten mit „sehr hohen Zukunftschancen“. In der Ausgabe von 2019 lag sie auf Platz 106 von 401.

### Statistische Daten der Wirtschaft
Am 30. Juni 2014 waren in Coburg 33.369 sozialversicherungspflichtige Arbeitnehmer beschäftigt. Ungefähr 49 % der Erwerbstätigen waren im Dienstleistungssektor, 34 % im produzierenden Gewerbe und 16 % im Bereich Handel und Verkehr beschäftigt. Rund 20.000 Personen pendelten täglich in die Stadt zur Arbeit, was die im Verhältnis zum bayerischen Landesdurchschnitt relativ hohe Arbeitslosenquote erklärt. In den Behörden und öffentlichen Institutionen sind zirka 3.000 Arbeitsplätze vorhanden.
Am 30. Juni 2021 waren in Coburg 33.845 sozialversicherungspflichtige Arbeitnehmer beschäftigt. Ungefähr 57 % der Erwerbstätigen waren im Dienstleistungssektor, 30 % im produzierenden Gewerbe und 13 % im Bereich Handel, Verkehr und Gastgewerbe beschäftigt. Rund 24.000 Personen pendelten täglich in die Stadt zur Arbeit. Die Arbeitslosenquote lag 2021 im Jahresdurchschnitt bei 3,1 %.

### Ansässige Unternehmen

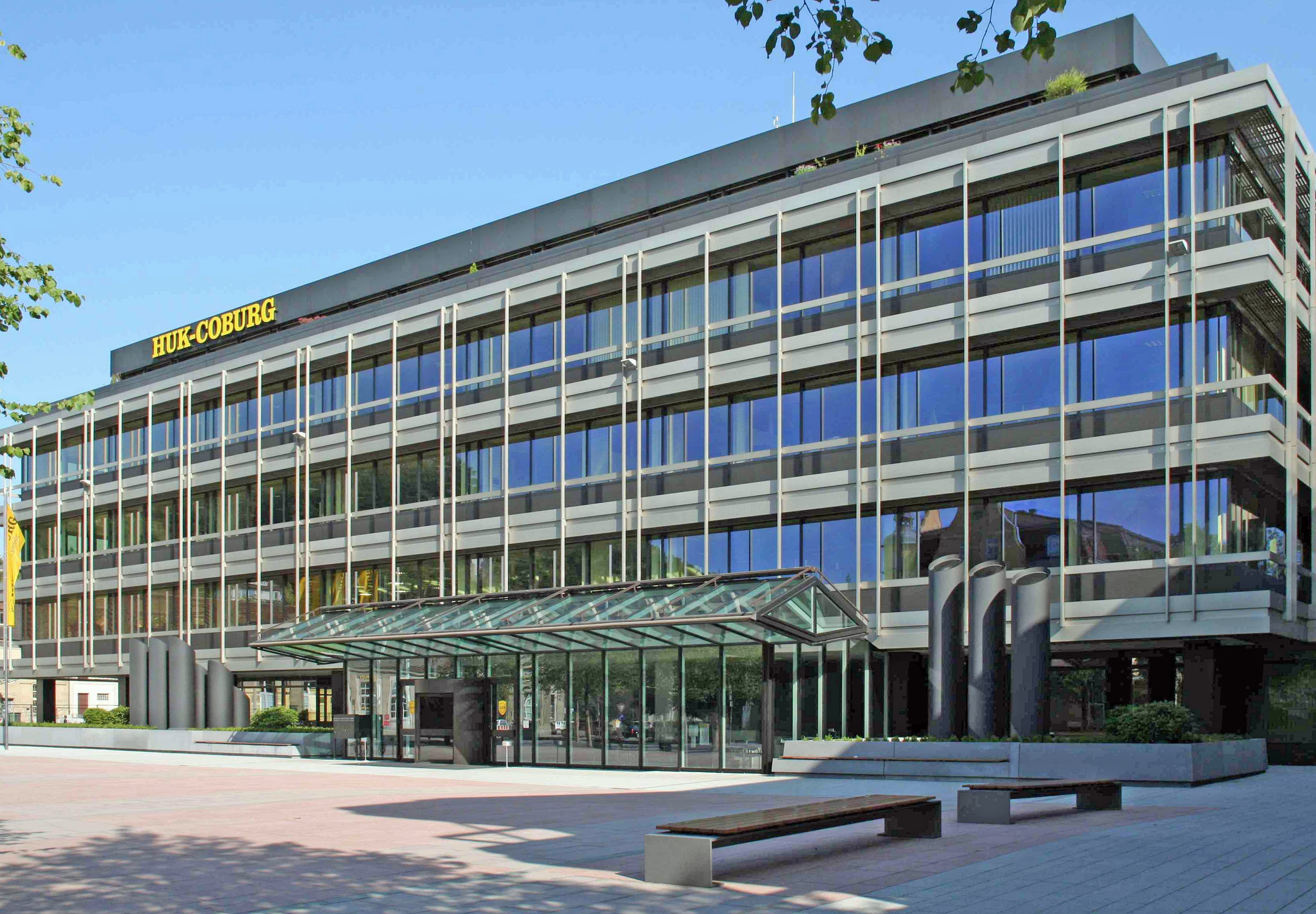
HUK-Coburg: Verwaltungsgebäude Bahnhofsplatz

Bekanntestes Unternehmen und größter Arbeitgeber Coburgs ist die Versicherungsgruppe HUK-Coburg. Die über 5700 am Ort Beschäftigten der seit 1950 in der Stadt ansässigen Versicherung sind hauptsächlich auf einen Verwaltungskomplex in der Innenstadt am Bahnhof sowie einen größeren auf der Bertelsdorfer Höhe an der Anschlussstelle Coburg der A 73 verteilt.
Daneben ist das produzierende Gewerbe mit den im Folgenden genannten größten Unternehmen wichtigstes Standbein der Wirtschaft in Coburg. Das Familienunternehmen Brose produziert seit 1919 in der Stadt und hat in Coburg seinen Hauptsitz. Es ist ein bedeutender Zulieferer der Automobilindustrie. 2500 Beschäftigte, davon 1100 in der Fertigung und 1400 in der Verwaltung, arbeiten unter anderem in zwei Werken, die im Süden der Stadt liegen. Das Unternehmen beschäftigt weltweit über 32.000 Mitarbeiter (Stand: 2023).
Die Kaeser Kompressoren SE, 1919 von Carl Kaeser in Coburg gegründet, gehört zu den führenden Anbietern von Kompressoren und Produkten der Drucklufttechnik. Von den insgesamt fast 6000 Beschäftigten arbeiten über 1600 im Stadtteil Bertelsdorf.
Die Sagasser-Vertriebs GmbH gehört zu den größten Getränkemärkten im Bereich Nordbayern und Südthüringen und hat ihren Sitz in Coburg.
Stark vertreten ist in Coburg der Werkzeugmaschinenbau mit den Firmen Waldrich Coburg, Kapp und Lasco. Im Großwerkzeugmaschinenbau ist Waldrich Coburg Hersteller von Präzisionsbearbeitungszentren und -maschinen, hat rund 800 Mitarbeiter und wurde 1920 von Adolf Waldrich gegründet. Dessen Schwiegersohn Bernhard Kapp legte 1953 den Grundstein für seine eigene Firma, die heute in Coburg mit etwa 500 Beschäftigten Schleifmaschinen zur Weich- und Hartfeinbearbeitung von Verzahnungen und Profilen produziert. Lasco wurde schon 1863 als Eisengießerei und Maschinenfabrik gegründet und fertigt mit 340 Mitarbeitern Fertigungsanlagen für Umformaufgaben.
Ein weiterer Schwerpunkt ist mit den Firmen Gaudlitz, Hermann Koch und Ros die kunststoffverarbeitende Industrie. Ab 1929 baute der jüdische Chemiker Alfred Sauder ein Presswerk für Bakelit auf. Die Firma wurde 1936 arisiert und 1937 von Oskar Gaudlitz gekauft. Im Jahr 1992 übernahm die WASAG die Firma von der Familie Gaudlitz. Es produzierte im Jahr 2000 mit rund 350 Beschäftigten hochpräzise Formteile aus duro- und thermoplastischen Rohstoffen. Seit 2019 baut Gaudlitz in Coburg Arbeitsplätze durch Produktionsverlagerung nach Tschechien ab, 2024 waren noch etwa 80 vorhanden, davon 25 in der Produktion. Das Unternehmen Hermann Koch gibt es seit 1914 in Coburg. Mit 280 Mitarbeitern werden Kunststoffverpackungen entwickelt und hergestellt. 1926 gründete der Ingenieur Hermann Ros eine Kunstharzpresserei. 2018 waren rund 180 Beschäftigte in Coburg im Formenbau und Spritzguss tätig und hatten sich auf komplexe Bauteile für die Automobil- und Elektroindustrie spezialisiert.
Auch das seltene Handwerk der Gebildsticker ist in der Stadt seit über 150 Jahren vertreten. Die Thüringer Fahnenfabrik, die 1857 von Christian Heinrich Arnold gegründet wurde, zählt zu den ältesten Fahnenfabriken in Europa. Das Familienunternehmen fertigt heute noch „handgestickte“ Vereinsfahnen in Coburg.
Die Sparkasse Coburg – Lichtenfels mit etwa 700 Mitarbeitern in der Region hat in Coburg ihre Wurzeln in der 1822 eröffneten Stadtsparkasse. Alleiniges Eigentum der Stadt sind die Städtischen Werke Überlandwerke Coburg mit etwa 350 Mitarbeitern, die unter anderem aus dem 1854 eröffneten Gaswerk hervorgegangen sind. Das Klinikum Coburg, welches auf das 1862 gegründete Landkrankenhaus Coburg zurückgeht, wurde 1903 an seinen heutigen Standort im Stadtteil Ketschendorf verlegt. Es ist ein Haus der Schwerpunktversorgung (Versorgungsstufe II) und hat rund 500 Betten bei insgesamt etwa 1800 Mitarbeitern und wurde 2024 von der Sana Kliniken AG übernommen.

### Gewerbegebiet Lauterer Höhe

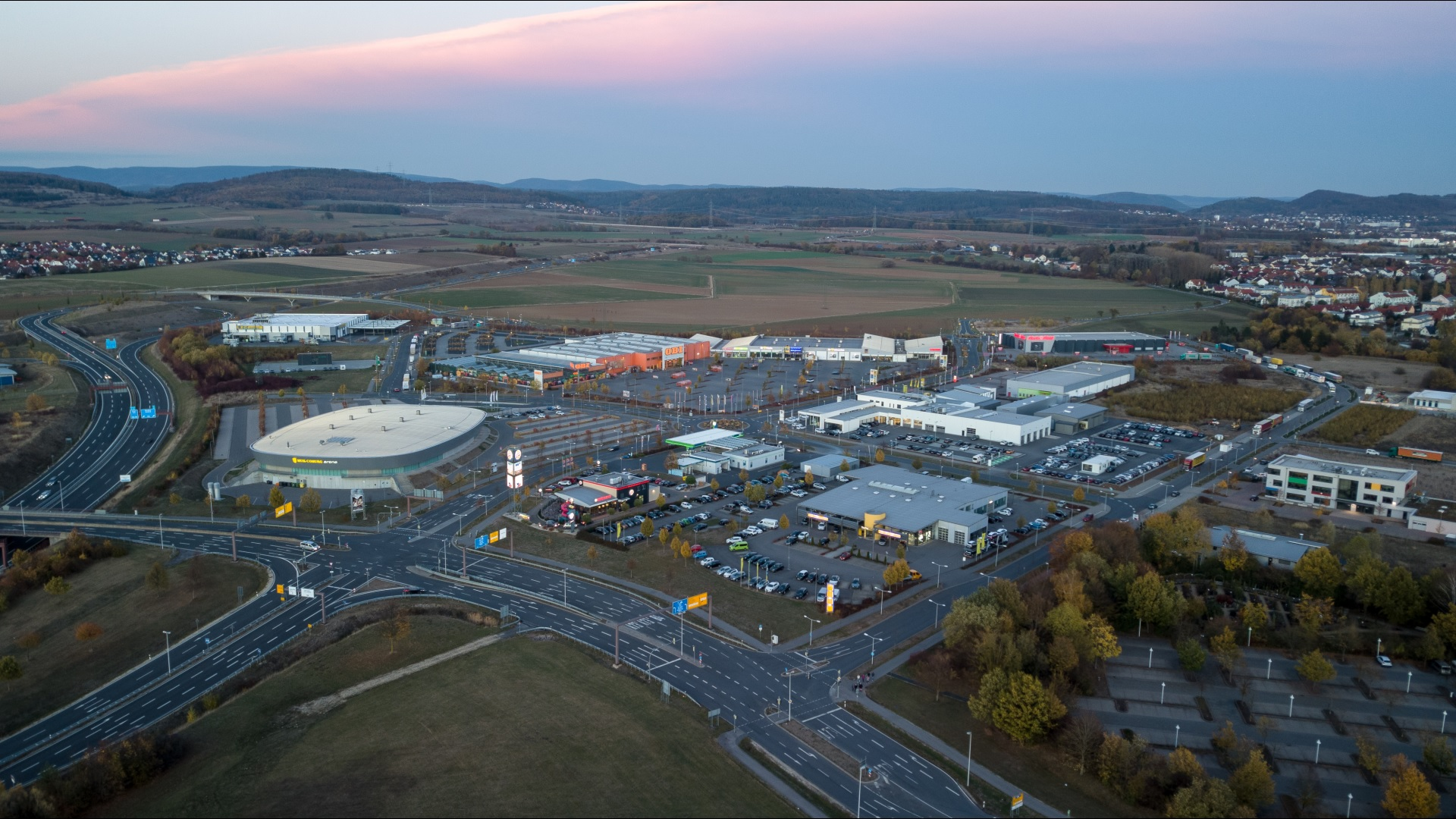
Gewerbegebiet Lauterer Höhe mit HUK Coburg Arena, im Hintergrund – von Westen nach Osten führend – die A 73 mit der Anschlussstelle Coburg

Jahrelange Auseinandersetzungen, Diskussionen und zwei Bürgerentscheide drehten sich um ein im Norden der Stadt an der Bundesautobahn 73 gelegenes, erschlossenes Gewerbegebiet, dessen Fläche teils aus Lautertal eingemeindet wurde. Die Stadt plante dort Ende der 1990er Jahre ein 48.000 m² großes Einkaufs- und Freizeitzentrum. Vorgesehen waren in den Projektentwürfen verschiedener Investoren Fachmärkte und gastronomische Einrichtungen, ein Spaßbad, eine künstliche Parkanlage mit See, ein kleiner Freizeitpark sowie eine Multifunktions- und Eislaufhalle für etwa 6000 Besucher.
Viele Geschäftsleute der Innenstadt befürchteten eine Abwanderung der Käufer an den Stadtrand. Deshalb kam es im Jahr 2000 zum Bürgerentscheid, bei dem mit einer knappen Mehrheit von 27 Stimmen gegen den Bebauungsplan entschieden wurde.
In den folgenden Jahren wurde die Bebauung des Geländes neu geplant, unter anderem mit einer neuen Multifunktionshalle. Ab 2005 folgte die Errichtung verschiedener Lebensmittel- und Fachmärkte; auch ließen sich verschiedene Dienstleistungsanbieter und Gastronomiebetriebe nieder. Einkaufs- und Fachmärkte ohne innenstadtrelevantes Sortiment mit 14.000 m² Verkaufsfläche waren genehmigt worden. Am 23. Oktober 2008 beschloss der Stadtrat den Bau einer Ballsporthalle, der heutigen HUK-Coburg arena auf der Lauterer Höhe. Die Halle für insgesamt 3530 Zuschauer wurde im August 2011 eröffnet. Bis 2021 wurden etwa 30 Einrichtungen, vorrangig aus dem Bereich Einzelhandel, verwirklicht.

### Neues Innenstadtkonzept (NIK)
Im Herbst 2006 präsentierte der Unternehmer Michael Stoschek mit anderen Coburger Geschäftsleuten das selbst entwickelte Neue Innenstadtkonzept. Es sah im Wesentlichen vor, Coburg als Kongressort attraktiver zu machen. Dazu sollte die geplante Multifunktionshalle statt auf der Lauterer Höhe auf dem innenstadtnahen Schützenanger und ein Tagungshotel errichtet sowie das bestehende Kongresshaus Rosengarten ausgebaut werden. Der Anger wird bisher als Park- und Festplatz genutzt. Kritiker des Konzeptes führten unter anderem eine höhere Lärmbelästigung, mehr Verkehr, eine nicht ins historische Stadtbild passende Arena und die weite Entfernung der neuen Sportstätten zu den Schulen als Hauptargumente an.
Im Dezember 2006 starteten die NIK-Initiatoren ein Bürgerbegehren zur Umsetzung des NIK mit einem Ratsbegehren, um die Bürger über den Multifunktionshallen-Standort entscheiden zu lassen. Einige Wochen vor dem Bürgerentscheid im April 2007 stellten der Oberbürgermeister Norbert Kastner und die Coburger SPD eigene Planungen namens AHA-Konzept (Arena + Halle am Anger) vor. Darin war geplant, die Multifunktionshalle auf der Lauterer Höhe zu bauen, gleichzeitig jedoch eine neue Dreifachturnhalle mit kleinerem Kultur- und Kongresssaal und Hotel auf dem Schützenanger zu errichten. Der größte Teil der Sportstätten wäre auf dem Anger verblieben. Mit rund 52 Prozent der Stimmen votierten die Bürger beim Bürgerentscheid für den Schützenanger als Standort der Multifunktionshalle. Während die NIK-Initiatoren meinten, dass die Bürger mit ihrem Ja auch ihren Willen zur Umsetzung der restlichen NIK-Planungen ausdrückten, musste nun der Stadtrat entscheiden, welche Maßnahmen ausgeführt werden. Der erste Schritt war im Oktober 2007 die Ausschreibung eines städtebaulichen Wettbewerbes „Coburgs neuer Süden“, dessen Ergebnis Ende April 2008 vorgestellt wurde. Im nächsten Schritt sollte ein Realisierungswettbewerb folgen.
Am 25. Juni 2009 beschloss schließlich der Stadtrat ein neues Grundkonzept, da nach dem Bau einer Ballsporthalle auf der Lauterer Höhe eine Multifunktionshalle auf dem Anger nicht mehr benötigt wird. Das Konzept sah im ersten Schritt an der Ecke Bamberger Straße/Karchestraße den Bau einer neuen Dreifachturnhalle vor, die 2017 eröffnet wurde. Nach Abriss der alten Halle sollen dann eine Stadthalle und ein Hotel errichtet werden. Zu den größeren innerstädtischen Baumaßnahmen gehörte die städtebauliche Neugestaltung der Ketschenvorstadt (Sanierungsgebiet VI). Ein von Investoren geplantes Hotel am Anger mit sieben Vollgeschossen, wie vom Bebauungsplan aus dem Jahr 2014 zugelassen, wurde 2019 von den Bürgern nicht akzeptiert.

### Trinkwasserversorgung und Abwasserentsorgung
Die Gewinnung, Aufbereitung und Verteilung des Trinkwassers erfolgt durch die SÜC. Es stammt größtenteils aus Tiefbrunnen, sieben nahe der Rödentaler Stadtteile Fischbach und Mittelberg sowie sieben weitere zwischen Mönchröden und Neustadt bei Coburg. Die Aufbereitung des Grundwassers erfolgt im 1986 gebauten Wasserwerk Cortendorf. .
Der Bereich Coburg-West erhält ein Mischwasser aus Grundwasser der SÜC-Tiefbrunnen und aus Oberflächenwasser der Fernwasserversorgung Oberfranken (Ködeltalsperre, Anteil ca. 20 %).
Nach der Aufbereitung wird das Wasser in das Leitungsnetz eingespeist. Hier sind 14 Hochbehälter mit einem Gesamtvolumen von 11.000 m³ zwischengeschaltet, die der Druckerhaltung dienen und Verbrauchsspitzen abdecken. Der Anschlussgrad an das Trinkwassernetz liegt in Coburg bei 100 Prozent.
Mit einer Gesamthärte von 11,5 °dH fällt das Wasser in den Härtebereich „mittel“. Der Brutto-Verbrauchspreis liegt bei 1,99 Euro je Kubikmeter. (Stand: 2021)
Die Ableitung und Reinigung des Abwassers fällt in den Zuständigkeitsbereich des Coburger Entsorgungs- und Baubetriebs. 99,8 % der Stadtbewohner waren 2016 an die Kanalisation angeschlossen. Sie hat im Ortsgebiet eine Länge von 400 Kilometern und ist überwiegend im Trennsystem aufgebaut. Lediglich in den Ortsteilen Scheuerfeld, Wüstenahorn, Creidlitz und Neu- und Neershof gibt es eine Mischkanalisation.
Das Abwasser von Coburg und der Gemeinden Dörfles-Esbach und Lautertal sowie der Milchwerke Wiesenfeld wird in der zentralen Kläranlage Coburg  gereinigt. Das Abwasser der Coburger Stadtteile Neu- und Neershof fließt aus topographischen Gründen nach Rödental und wird dort gereinigt. Die Coburger Anlage behandelt jährlich etwa 5 Mio. m³ Abwasser im Belebtschlammverfahren. Das gereinigte Wasser wird in die Itz eingeleitet. Der anfallende Klärschlamm wird verfault, das dabei entstehende Klärgas wird zur Strom- und Wärmeerzeugung verwendet.

### Verkehr

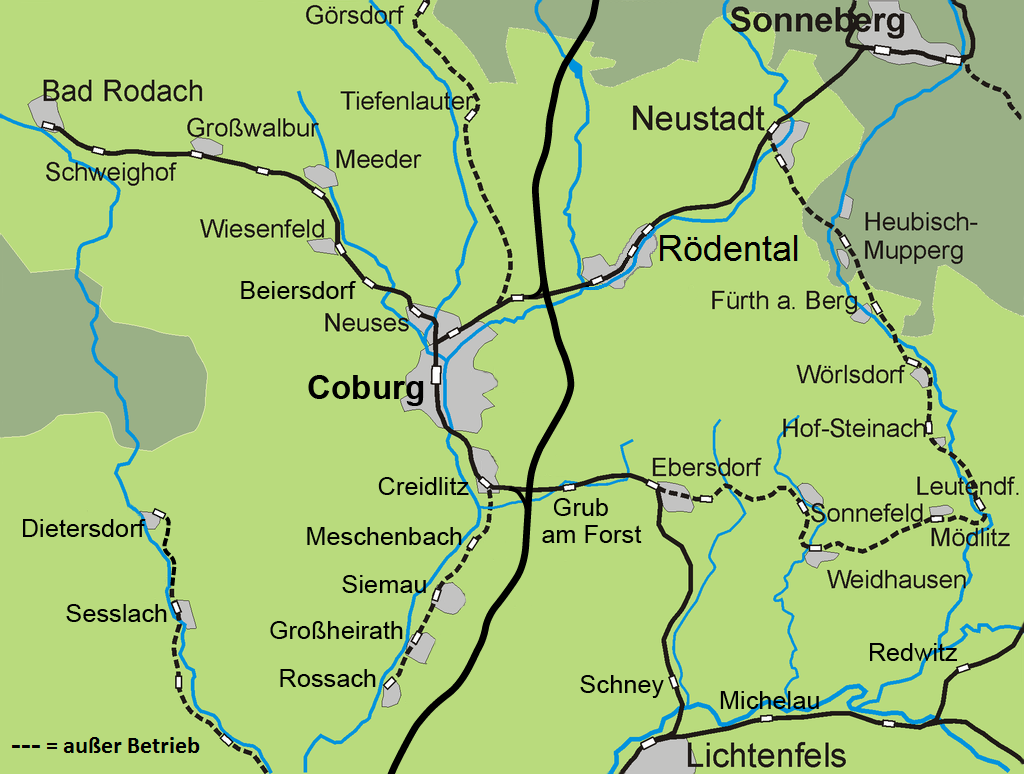
Bahnstrecken im Coburger Land

#### Busverkehr
Der öffentliche Personennahverkehr wurde in Coburg seit 1991 durch die Verkehrsgemeinschaft Coburg (VGC), einen Zusammenschluss der SÜC Bus und Aquaria GmbH (SÜC) und des Omnibusverkehrs Franken GmbH (OVF), betrieben. Allerdings war der Schienenpersonennahverkehr nicht integriert. Seit dem 1. Januar 2024 sind die Stadt Coburg und der Kreis Coburg Mitglied im Verkehrsverbund Großraum Nürnberg.
Im Stadtgebiet gab es im Jahr 2010 neun Stadtbuslinien mit zusammen etwa 100 km Streckenlänge, die tagsüber im Halb-Stunden-Takt mit 40 Bussen bedient werden. Das Umland wird mit elf Linien erschlossen, die im Regelfall den Coburger Bahnhof anlaufen. Daneben gibt es seit Mai 2021 eine Buslinie, die Coburg täglich im 2-Stunden-Takt mit Bad Neustadt an der Saale verbindet. Bis Juli 2023 endete sie im hessischen Gersfeld.
Zentrale Umsteigehaltestelle ist seit Dezember 2007 der Theaterplatz. Die Rendezvoushaltestelle, die auch ein Dynamisches Fahrgastinformationssystem erhalten hat, ist für elf Busse ausgelegt und wird nur von Linien der SÜC angefahren. Im Herbst 2009 wurde am Bahnhof nach zweijähriger Bauzeit der zentrale Omnibusbahnhof (ZOB) mit zwölf Halteplätzen und drei Warteplätzen eröffnet. Dort halten die Busse des OVF, der OVG Sonneberg und der SÜC.

#### Schienenverkehr

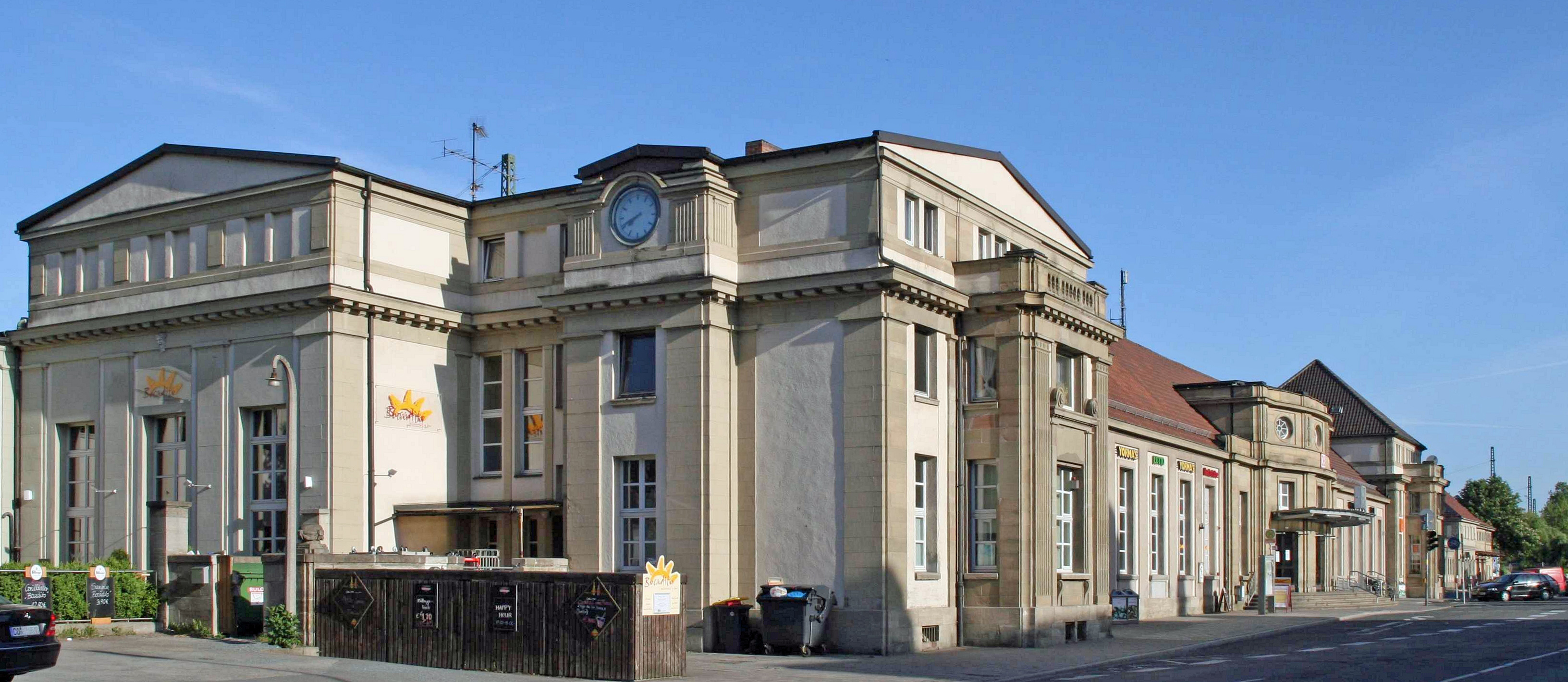
Bahnhof Coburg

In der Vergangenheit hatte der Schienenverkehr eine größere Bedeutung. So existierte von 1858 bis 1945 mit der Werrabahn von Coburg über Meiningen nach Eisenach eine durchgehende Ost-West-Verbindung über die thüringische Landesgrenze hinweg mit 15 Zugverbindungen am Tag im Jahre 1939. Im Jahr 1892 wurde eine Zweigstrecke nach Bad Rodach eröffnet. Zusätzlich gab es von 1900 bis 1984 mit der Itzgrundbahn eine Nebenbahn nach Rossach sowie von 1901 bis 1945 die durchgehende Steinachtalbahn über Ebersdorf–Sonnefeld–Fürth am Berg (bis 1975) nach Neustadt bei Coburg.
Es gibt fünf Bahnhöfe und Haltepunkte in Coburg sowie einen Güterbahnhof.
Auf dem Streckenteil der Werrabahn nach Lichtenfels verkehren Regionalexpresszüge, die über Bamberg nach Nürnberg fahren. Die Strecke wird im Zweistundentakt vom Franken-Thüringen-Express und im Stundentakt von der Privatbahn Agilis bedient. Die Strecke nach Sonneberg, die 1991 wieder eröffnet wurde, befährt im Stundentakt der Franken-Thüringen-Express. Außerdem verkehrt nach Bad Rodach Agilis im Stundentakt.
Über eine Verbindungskurve besteht Anschluss zur Neubaustrecke Nürnberg–Erfurt. Seit Dezember 2019 halten Montag bis Freitag – morgens, nachmittags und abends – insgesamt vier ICE-Zugpaare der Linie Berlin–München in Coburg. Am Wochenende entfallen teilweise die Züge am Morgen. Der nächstgelegene ICE-Systemhalt ist in Bamberg.
Der Schienenpersonennahverkehr ist seit dem 1. Januar 2024 ebenfalls im VGN-Tarifverbund integriert. Das schließt auch den Sonneberger Hauptbahnhof ein, allerdings nicht den Rest des Landkreises Sonneberg.

#### Straßenverkehr
Das Stadtzentrum ist zum großen Teil eine Fußgängerzone. Für den innerstädtischen Straßenverkehr gibt es zentrumsnah die kommunal betriebenen Parkhäuser Mauer, Post, Albertsplatz und Zinkenwehr sowie, sofern keine Veranstaltungen darauf stattfinden, den Großparkplatz Anger und einige kleinere Parkplätze. Durch das Stadtgebiet verlaufen die beiden europäischen Fernwanderwege E3 (Santiago de Compostela–Nessebar) und E6 (Kilpisjärvi–Dardanellen). Diese sind dort allerdings nicht als solche ausgeschildert. Radwege sind in Coburg kaum vorhanden.
Der Fernstraßenverkehr wird geprägt durch die Bundesstraßen 4, die als Nord-Süd-Achse den Nürnberger Raum mit Thüringen, und 303, die als West-Ost-Achse Schweinfurt mit Tschechien verbindet, sowie die Bundesautobahn 73. Während die B 4 die Stadt durchquert, tangiert die B 303 nur den Stadtkern. Aufgrund der Grenzlage war das bis 1990 ausreichend, da kaum Durchgangsverkehr zu bewältigen war.
Erst die deutsche Einheit brachte Coburg einen Autobahnanschluss. Im Rahmen des Verkehrsprojekts Deutsche Einheit wurde die Verlängerung der Bundesautobahn 73 Nürnberg–Bamberg über Lichtenfels und Coburg nach Suhl beschlossen. Die neue Strecke bildet den östlichen Ast der Thüringer-Wald-Autobahn 71 und ist seit dem 5. September 2008 durchgehend befahrbar.

#### Luftverkehr

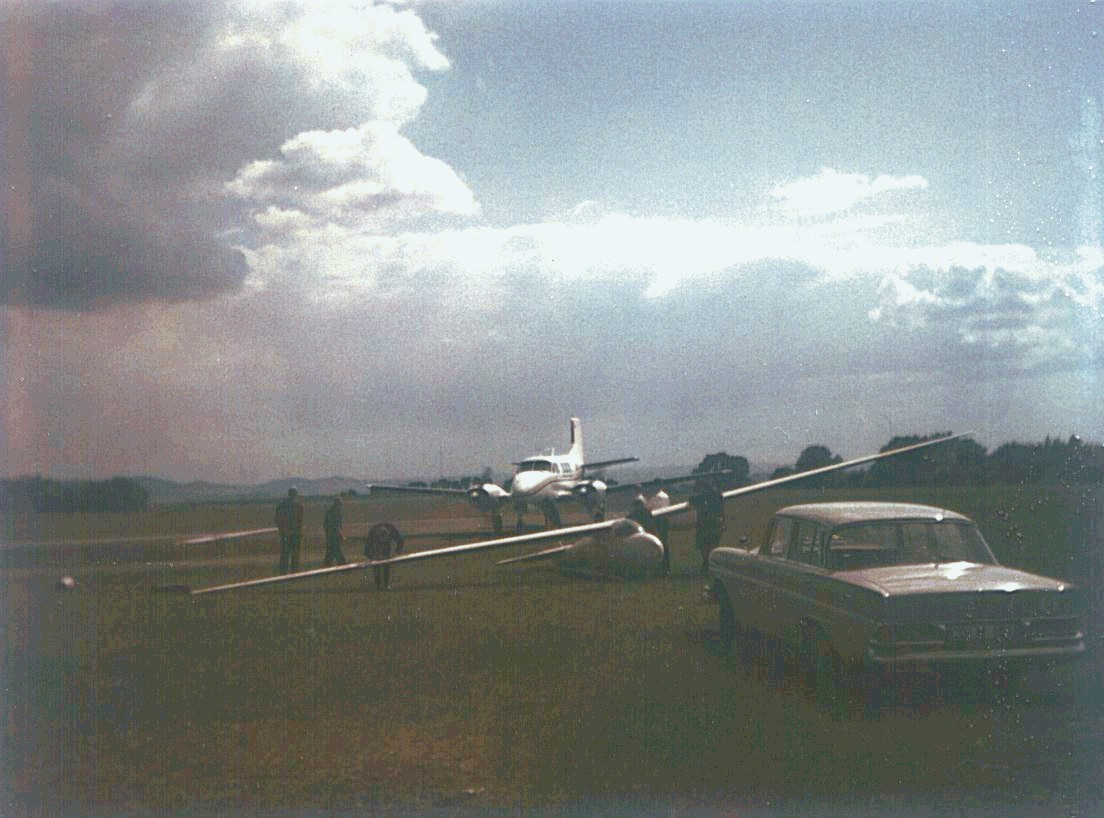
Auf der Brandensteinsebene 1961

Der Verkehrslandeplatz Coburg-Brandensteinsebene (ICAO-Code: EDQC) wurde als Flugstützpunkt Coburg im Jahr 1913 eröffnet. Er befindet sich im Eigentum der Stadt. Betreiberschaft und Halterschaft liegen seit April 2020 bei der SÜC Verkehrslandeplatz GmbH.
Des Weiteren existiert im Süden Coburgs das Segelfluggelände Coburg-Steinrücken. Es verfügt über eine Gras-Landepiste mit einer Länge von 700 m. Besitzer und Betreiber des Flugplatzes auf dem Steinrücken ist die Flugtechnische Arbeitsgemeinschaft Coburg e. V.
Die nächsten internationalen Flughäfen sind in Nürnberg im Süden und Erfurt im Norden, jeweils ca. 90 km von Coburg entfernt.

### Institutionen und Einrichtungen
Neben den Behörden der Stadtverwaltung bestehen die folgenden Institutionen und Einrichtungen:
- Die Coburger Landesstiftung verwaltet die herzoglichen Kulturgüter, welche der Freistaat Coburg 1919 durch den Abfindungsvertrag mit Herzog Carl Eduard erhielt. Das sind die Veste mit den Kunstsammlungen und das Naturkundemuseum. Seit 1941 ist die Stiftung auch als Außenstelle der Bayerischen Verwaltung der staatlichen Schlösser, Gärten und Seen tätig.
- Die Einrichtung eines Landgerichtes wurde Coburg bei der Vereinigung mit Bayern zugesagt. Es wurde am 1. April 1921 eröffnet. Der zugehörige Gerichtsbezirk umfasste die coburgischen Amtsgerichtsbezirke Coburg, Neustadt, Rodach und Sonnefeld sowie die bayerischen Kronach und Lichtenfels. Im Jahr 2020 gehören zum Landgerichtsbezirk die Bezirke der Amtsgerichte Coburg, Kronach und Lichtenfels mit insgesamt rund 280.000 Einwohnern. Das Landgericht wurde im Gebäude des Herzoglichen Staatsministeriums, mit dem Sitzungssaal des Coburger Landtags, am Ketschentor untergebracht. 1945 wurde dieses zerstört und 1957 als neues Justizgebäude eingeweiht.
- Das Amtsgericht Coburg ist seit dem Jahr 2000 als Zentrales Mahngericht für alle automatisierten gerichtlichen Mahnverfahren in Bayern zuständig.
- Daneben sind zu nennen das Forst- und Domänenamt, das Amt für Ernährung, Landwirtschaft und Forsten, das Gewerbeaufsichtsamt, die Handwerkskammer und die Industrie- und Handelskammer. Die Industrie- und Handelskammer zu Coburg ist nur zuständig für die Stadt und den Landkreis Coburg und somit die kleinste in Deutschland. Diese Institutionen gibt es vor allem noch aufgrund der 1920 von Bayern gegebenen Bestandszusage.
- Das Landratsamt des Landkreises Coburg ist in der Stadt angesiedelt.
- Die Deutsche Johann-Strauss-Gesellschaft hat ihren Vereinssitz in Coburg.
- Die Kraftfahrzeug-Zulassung erfolgt gemeinsam mit dem Landkreis Coburg im Zweckverband Zulassungsstelle Coburg.

### Feuerwehr und Rettungsdienst

#### Feuerwehr
Die Freiwillige Feuerwehr der Stadt Coburg hat drei Löschzüge, die in der Stadtmitte, in Ketschendorf und in Wüstenahorn stationiert sind. Des Weiteren gibt es in Bertelsdorf, in Creidlitz und in Löbelstein jeweils Stadtteilwehren.

#### Rettungsdienst
Die präklinische medizinische Notfallversorgung im Stadtgebiet wird hauptsächlich durch das Bayerische Rote Kreuz gewährleistet. Insgesamt sind auf den Rettungswachen Coburg Nord in der Stadtmitte, Coburg Süd in Schorkendorf sowie der Rettungswache in Bad Rodach sieben Rettungsfahrzeuge stationiert. In Fällen der Spitzenabdeckung stehen sowohl eine Schnelleinsatzgruppe (SEG) der BRK-Bereitschaft Coburg als auch eine SEG des ASB zur Verfügung.
Die zuständige Integrierte Leitstelle (ILS) für die Feuerwehr und den Rettungsdienst liegt in Ebersdorf bei Coburg.

### Bildungseinrichtungen

#### Bibliotheken und Archive
Die Landesbibliothek Coburg wurde 1919 in der Nachfolge der seit 1547 bestehenden Hof- und Staatsbibliothek des Herzogtums Sachsen-Coburg gegründet und ist in Schloss Ehrenburg untergebracht. Es ist eine wissenschaftliche Regionalbibliothek mit über 400.000 Bänden, wovon ungefähr 85.000 Bände zum Altbestand des 17. bis 19. Jahrhunderts gehören. Die Stadtbücherei in der Herrngasse 17 ist aus der Volksbibliothek des Coburger Kunst- und Gewerbevereins von 1874 hervorgegangen.
Im Staatsarchiv im Zeughaus sind über 300.000 Archivalieneinheiten über Coburg und den Landkreis sowie den Freistaat Bayern, das Herzogtum Sachsen-Coburg und dessen Vorläufer gelagert. Im Stadtarchiv in der Steingasse reichen 18.000 Akteneinheiten bis in das 13. Jahrhundert.

#### Hochschulen

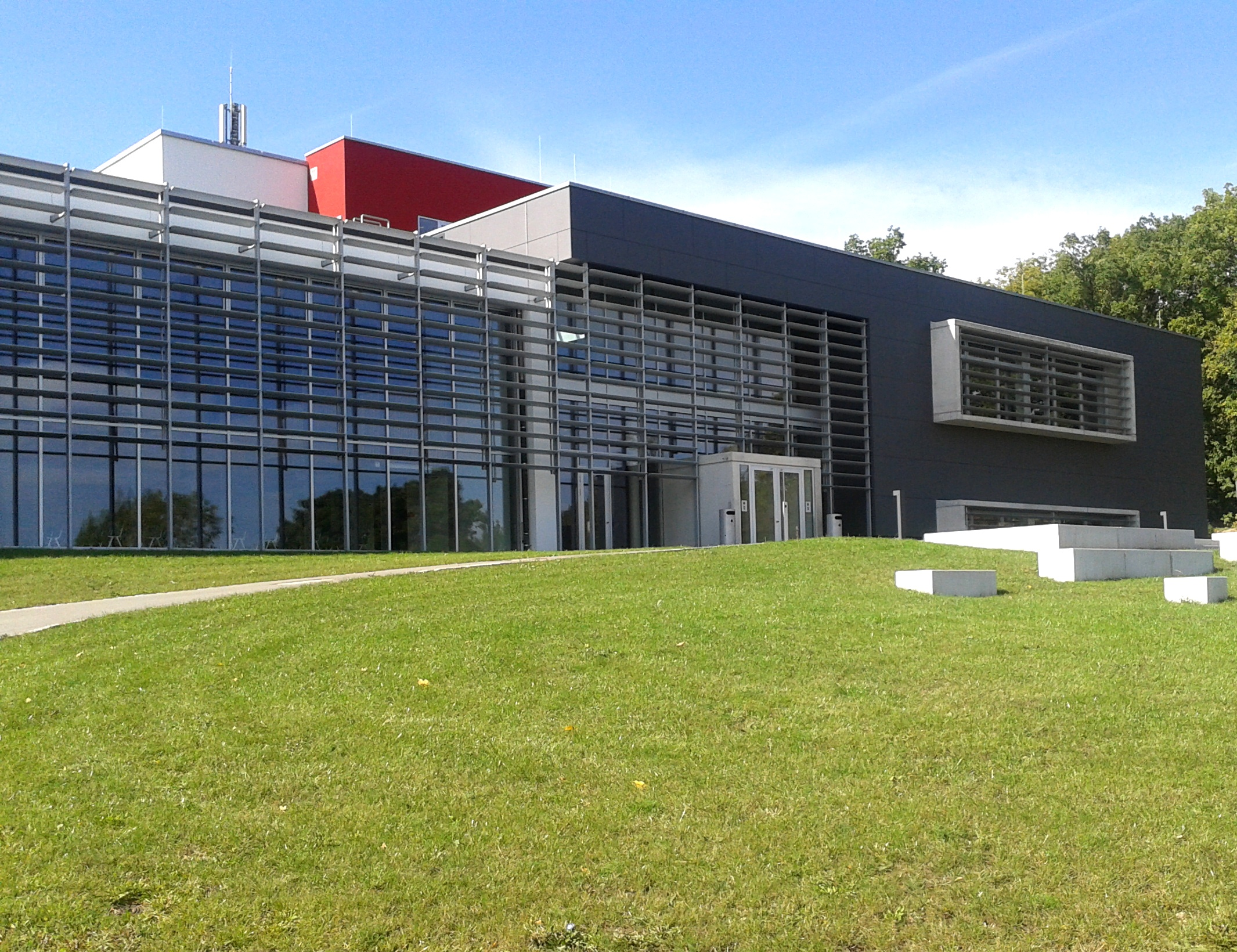
Hochschule für angewandte Wissenschaften

Die Hochschule für angewandte Wissenschaften Coburg entstand in ihrer heutigen Form 1971. Sie führt ihre Tradition auf die 1814 durch den herzoglich-sächsischen Architekten Friedrich Streib in Coburg gegründete Handwerkerschule zurück. Ende der 1950er Jahre wurde die damalige Ingenieurschule für Hoch- und Tiefbau um die beiden neuen Abteilungen Maschinenbau und Elektrotechnik zum Polytechnikum erweitert. Das heutige Fächerangebot ist sehr vielseitig und umfasst die vier Bereiche Technik, Bauen/Gestalten/Design, Wirtschaft und Sozialwesen. Im Wintersemester 2023/24 waren 4692 Studierende an der Hochschule eingeschrieben. Der Hauptcampus liegt westlich der Innenstadt auf dem Judenberg. Daneben gibt es einen weiteren Campus am ehemaligen Hofbrauhaus, der die Design-Fakultät beheimatet, sowie einen auswärtigen Campus in Kronach.
1894 wurde mit dem Technischen Verein, der sich später in Landsmannschaft im CC Franco-Borussia zu Coburg umbenannte, die erste Coburger Studentenverbindung gegründet. Ihr folgten die Technische Vereinigung Coburgia, die Alte Brünner Burschenschaft Suevia, die Katholische Studentenverbindung Thuringia und die Ingenieur-Verbindung Hildburgia.
Die Fachhochschule Schloss Hohenfels war eine staatlich anerkannte private Hochschule für Fachtherapien im Gesundheitswesen. Sie wurde 2004 vom Klinikum Coburg und der Medau-Schule, unterstützt von der seit 1971 bestehenden Fachhochschule Coburg, gegründet. An der Hochschule konnten ab 2005 die Bachelorstudiengänge Physiotherapie und Logopädie studiert werden. 2010 verlegte die Hochschule ihren Sitz nach Bamberg und wurde in Hochschule für angewandte Wissenschaften Bamberg – Private Hochschule für Gesundheit umbenannt.

#### Schulen

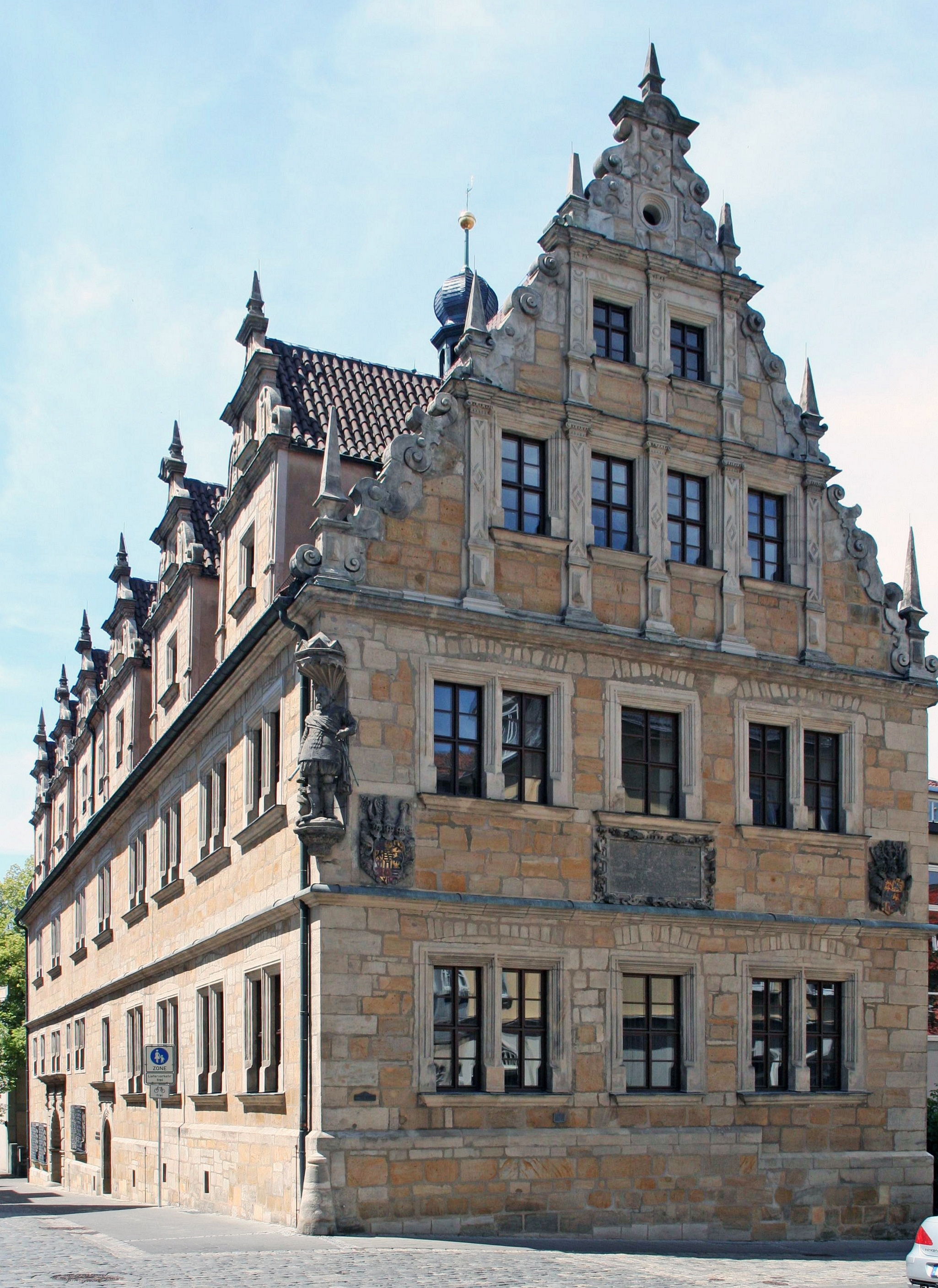
Casimirianum

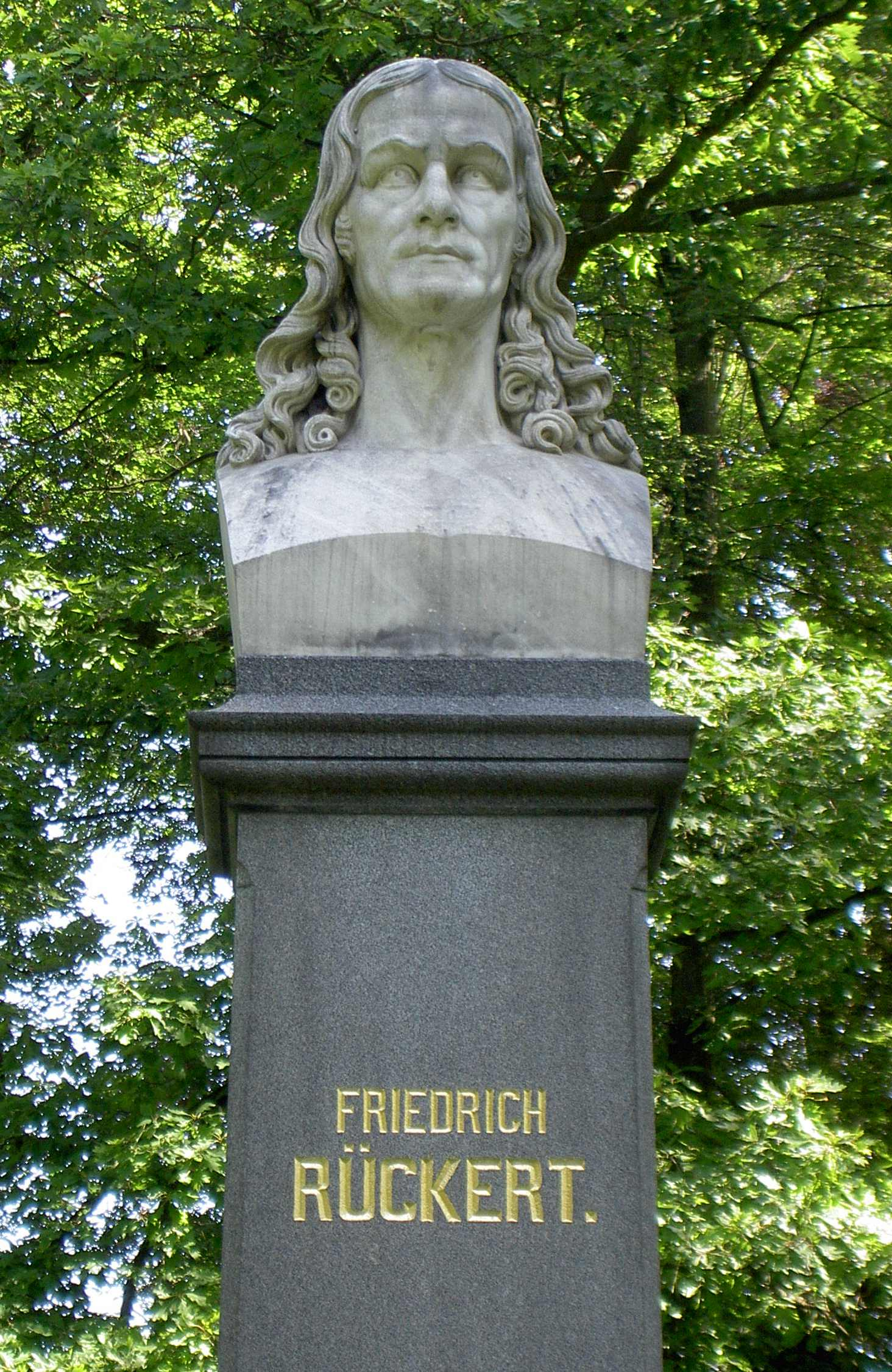
Rückertdenkmal in Coburg-Neuses

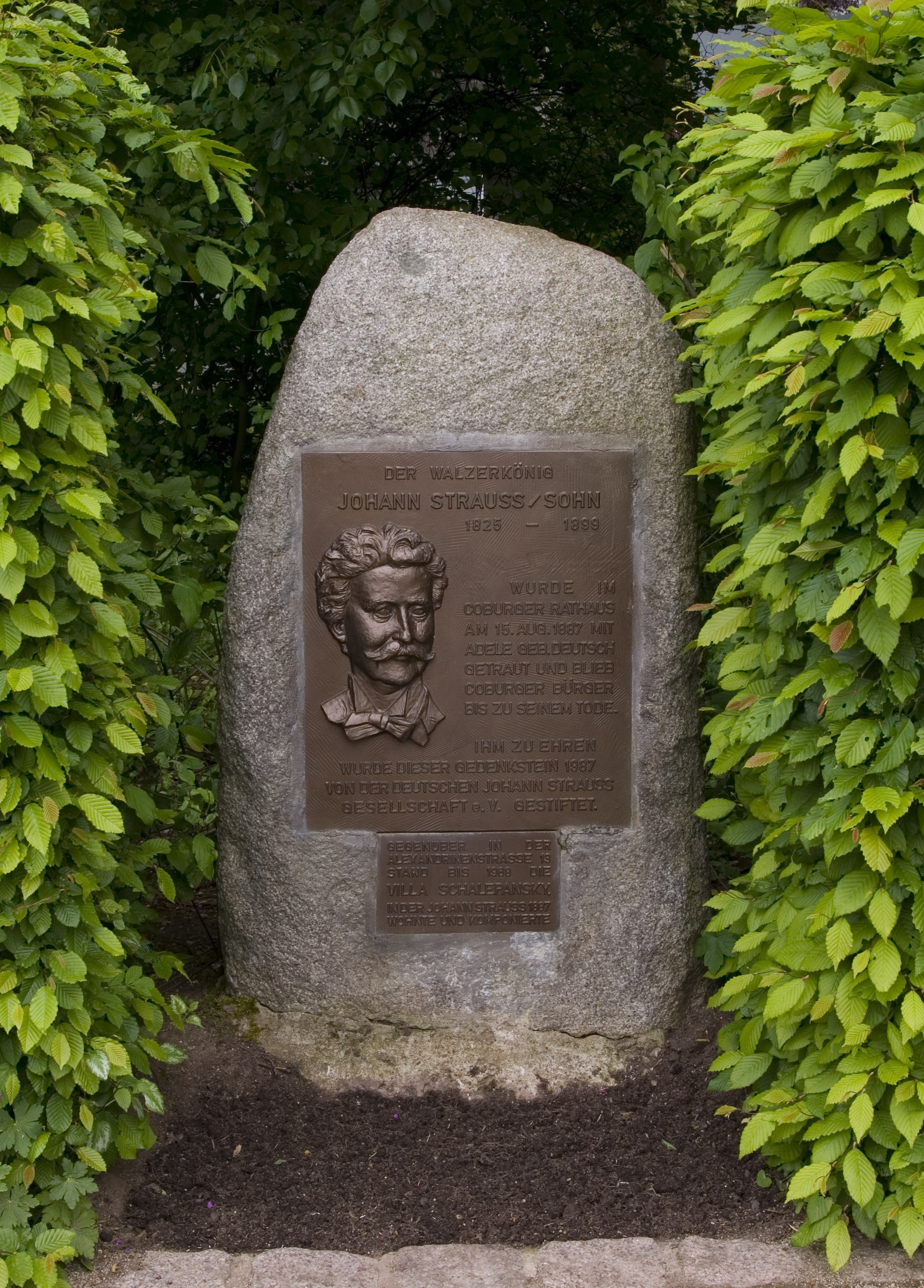
Gedenktafel für Johann Strauss

In Coburg gibt es 25 öffentliche und 16 private Schulen für ungefähr 11.000 Schüler. Für die Stadt und das Umland sind vier Gymnasien vorhanden, in der Innenstadt das Albertinum, ein musisches und sprachliches Gymnasium, und das Casimirianum, ein sprachliches, humanistisches und naturwissenschaftlich-technologisches Gymnasium mit 400-jähriger Tradition. Am Glockenberg befinden sich die beiden anderen Schulen, das Alexandrinum, ein naturwissenschaftlich-technologisches, sprachliches sowie wirtschafts- und sozialwissenschaftliches Gymnasium, und das Ernestinum (gegründet 1848), ein mathematisch-naturwissenschaftliches, wirtschaftswissenschaftliches und europäisches Gymnasium.
Neben der Regiomontanus-Schule, einer staatlichen Fachoberschule und Berufsoberschule, sind in der Stadt zwei Berufsschulen, dreizehn Berufsfachschulen (für Wirtschaft, Hauswirtschaft, Kinderpflege, Kranken- und Kinderkrankenpflege), eine Landwirtschaftsschule und die Wirtschaftsschule Coburg angesiedelt.
Die beiden staatlichen Realschulen Coburg I und Coburg II sowie zwölf Grund- und Hauptschulen runden das Angebot staatlicher Schulen ab.
Schulen mit privater Trägerschaft sind die Medau-Schule, eine Fachschule für Gymnastik, Physiotherapie und Logopädie, die Rudolf-Steiner-Schule, eine Waldorfschule, sowie die ASCO-Sprachenschule Coburg (staatlich anerkannte Berufsfachschule für Fremdsprachenberufe) und die Musikschule Coburg e. V. Außerdem unterhalten die Stadt und der Landkreis eine Volkshochschule. Der Unterricht an der Sing- und Musikschule im Landkreis Coburg wurde aufgrund unzureichender finanzieller Mittel eingestellt. Eine weitere Privatschule ist die Heilpraktikerschule Coburg im Stadtteil Creidlitz.

### Garnison
Von der Mitte des 19. bis zum Ende des 20. Jahrhunderts war Coburg Garnisonsstadt für Truppen des Herzogtums Sachsen-Coburg und Gotha bzw. der Preußischen Armee, Wehrmacht, US Army und des Bundesgrenzschutzes.

## Schutzgebiete
In Coburg gibt es ein Naturschutzgebiet, drei Landschaftsschutzgebiete, vier Fauna-Flora-Habitat-Gebiete und zwei ausgewiesene Geotope (Stand März 2016).
Siehe auch:
- Liste der Naturschutzgebiete in der Stadt Coburg
- Liste der Landschaftsschutzgebiete in Coburg
- Liste der FFH-Gebiete in der Stadt Coburg
- Liste der Geotope in Coburg

## Persönlichkeiten
Zu den Persönlichkeiten, die mit Coburg in Verbindung gebracht werden, zählt Martin Luther, der im Jahr 1530 ein halbes Jahr auf der Veste verweilte, weil er am Reichstag in Augsburg wegen der über ihn verhängten Acht nicht teilnehmen konnte.
Der Dichter, Übersetzer und Orientalist Friedrich Rückert lebte von 1848 bis zu seinem Tod im Jahr 1866 im Coburger Stadtteil Neuses und fand dort seine letzte Ruhestätte. Zu seinen Ehren rief die Stadt Coburg den Coburger Rückert-Preis ins Leben, der seit 2008 verliehen wird. Auch der Kapellmeister und Komponist Johann Strauss (Sohn), der 1887 Coburger Bürger wurde, ist mit dem Namen der Stadt verbunden.

## Namensgeber Coburg
- Weitere Orte: Coburg ist auch der Name zahlreicher Orte in der „Neuen Welt“, die meist von Auswanderern aus der Region gegründet wurden. Dies sind die kanadische Stadt Cobourg, ein Vorort der australischen Stadt Melbourne (Coburg (Victoria)) und US-amerikanische Dörfer in Indiana, Iowa, Kentucky und Oregon.

- Coburg-Insel: Die Coburg-Insel liegt in der Baffin Bay im Territorium Nunavut im nördlichen Kanada; sie wurde nach dem deutschen Prinzen Leopold von Sachsen-Coburg benannt, der mit Prinzessin Charlotte, der Tochter König Georg IV. von Großbritannien, verheiratet war.

- Schiff Coburg: Unter dem Namen „Coburg“ fuhren verschiedene Schiffe. Es waren unter anderem ein Postdampfer des Norddeutschen Lloyd, der 1910 seine Jungfernreise hatte und 1917 von der brasilianischen Regierung beschlagnahmt wurde. Ab 1938 hießen ein Motorschiff des Norddeutschen Lloyd und ein Fischtrawler aus Geestemünde „Coburg“. Im Zweiten Weltkrieg wurde der Trawler zur Wetterbeobachtung eingesetzt und ging 1944 im Packeis verloren. Das Motorschiff versenkte sich 1941 im Indischen Ozean selbst. Ab 1953 trug ein Motorschiff (ex MS „Hamburg“) der Hapag, der erste Nachkriegsneubau, den Namen der Stadt. Unter dem Namen „Coburg“ fuhr von 1968 bis 1991 bei der Bundesmarine ein Versorgungsschiff (A1412) der Lüneburg-Klasse, auch Trossschiff genannt. 2005 wurde ein Frachtschiff der Universal Africa Lines auf den Namen „UAL Coburg“ und 2007 ein Containerschiff der Reederei Leonhardt & Blumberg auf den Namen „Hansa Coburg“ getauft.[89] Außerdem fährt seit 2011 ein in Klingenberg am Main registriertes Binnenschiff unter dem Namen Coburg.[90]

- Flugzeug Coburg: 1968 und 1981 wurde Coburg Patenstadt einer Boeing 737 der Lufthansa. Seit 1994 fliegt bei der Lufthansa unter der Registriernummer D-AIRD ein Airbus A321-131, der auf den Namen „Coburg“ getauft wurde.

- Triebzug Coburg: Ein Triebzug der Baureihe 411 (1115) der Deutschen Bahn trägt seit 2003 den Namen der Stadt.

- Coburger Marsch: Der Komponist Johann Michael Haydn widmete dem Prinzen Friedrich Josias von Sachsen-Coburg-Saalfeld einen Präsentiermarsch, der heute unter dem Namen Coburger Marsch bekannt ist. Er ist Bestandteil der Armeemarschsammlung der Bundeswehr (AM I, 26) und seit 1986 Bataillonsmarsch des Panzerbataillons 344.[91]

- Sender Coburg: Bis zirka 1990 befand sich in der Nähe von Coburg auf dem zur Gemeinde Lautertal gehörenden Lauterberg ein Sender für das DECCA-Funknavigationssystem. Auf Stadtgebiet befindet sich der Sender Coburg-Eckardtsberg des Bayerischen Rundfunks.

- Coburger Hütte: Die Coburger Hütte der Sektion Coburg des Deutschen Alpenvereins in der Mieminger Kette in Tirol wurde 1901 eröffnet. Talort ist Ehrwald.